# Serbie
Ne pas confondre avec la république serbe de Bosnie.
République de Serbie
(sr-Cyrl) Република Сpбија 
(sr-Latn) Republika Srbija 
- Régions sous contrôle gouvernemental
- Kosovo sécessionniste

La Serbie (/sɛʁ.bi/), en forme longue la république de Serbie (en serbe : Srbija (/sř̩.bi.ja/) et Republika Srbija, en serbe en écriture cyrillique : Сpбија et Република Сpбија), est un État des Balkans occidentaux et de l’Europe du Sud et du Sud-Est, parfois situé en Europe centrale ; son régime politique est de type démocratie parlementaire monocamérale. La Serbie est frontalière de la Roumanie à l'est-nord-est, de la Bulgarie au sud-est, de la Macédoine du Nord au sud-sud-est, du Kosovo ou de l'Albanie au sud, du Monténégro au sud-ouest, de la Bosnie-Herzégovine à l'ouest, de la Croatie au nord-ouest et de la Hongrie au nord-nord-ouest. Sa capitale est Belgrade.
Les populations slaves, dont les Serbes (néanmoins, de nouvelles découvertes scientifiques remettent en question l'origine slave des Serbes), s’installèrent au début du VIIe siècle dans la région des Balkans. Auparavant, la population était constituée d'Illyriens, de Grecs Macédoniens et Thraces, et de petites ethnies montagnardes.
Au Moyen Âge, un puissant État serbe se constitua progressivement, qui atteignit son apogée au XIVe siècle, sous le règne de l'empereur Stefan Dušan (en cyrillique : Cтефан Душан).
Aux XIVe et XVe siècles, la Serbie fut progressivement conquise par les Ottomans et le pays resta en leur possession jusqu’au XIXe siècle.
À la suite du premier soulèvement serbe contre les Turcs en 1804, et du second en 1815, une principauté de Serbie fut créée, autonome vis-à-vis de la Sublime Porte en 1830, officiellement indépendante en 1878. La principauté devint royaume de Serbie en 1882. Après la Première Guerre mondiale, se constitua progressivement un rassemblement de tous les Slaves méridionaux autour de la monarchie serbe : le royaume des Serbes, Croates et Slovènes fut proclamé en 1918 et il prit le nom de royaume de Yougoslavie en 1929. Après la Seconde Guerre mondiale, la Serbie devint une unité fédérée au sein de la république fédérative socialiste de Yougoslavie. Les années 1990 sont marquées par la dissolution progressive de la Yougoslavie. En 2006, la Serbie est redevenue totalement indépendante après que le Monténégro a décidé de quitter l'union de Serbie-et-Monténégro.
Le 17 février 2008, le Kosovo, qui était jusqu’alors considéré comme une province autonome au sein de la république de Serbie sous l'égide de l'Organisation des Nations unies (ONU), avec sa résolution 1244, a déclaré unilatéralement son indépendance. Cette indépendance est contestée et non-reconnue par la Serbie et par une minorité des pays membres de l'ONU.
Le 22 décembre 2009, la Serbie effectue une demande d'adhésion formelle à l'Union européenne. Le 12 octobre 2011, la Commission européenne octroie officiellement le statut de candidat à la Serbie.
La Serbie est militairement neutre,.

## Géographie
La Serbie est le plus étendu et le plus peuplé des États issus de la Yougoslavie.
La Serbie s’étend officiellement (avec le Kosovo) sur une superficie de 88 361 km2, ce qui la place au 113e rang mondial. Elle possède 2 027 km de frontières, soit 241 km avec la Croatie, 302 km avec la Bosnie-Herzégovine, 203 km avec le Monténégro, 221 km avec la Macédoine du Nord, 115 km avec l’Albanie, 318 km avec la Bulgarie, 476 km avec la Roumanie et 151 km avec la Hongrie ; elle est ainsi, après la Russie et l'Allemagne, et avec la France, le troisième pays d’Europe qui compte le plus de pays limitrophes en Europe. Sans le Kosovo, la Serbie couvre une superficie de 77 474 km2, ce qui la place au 117e rang mondial.

### Relief

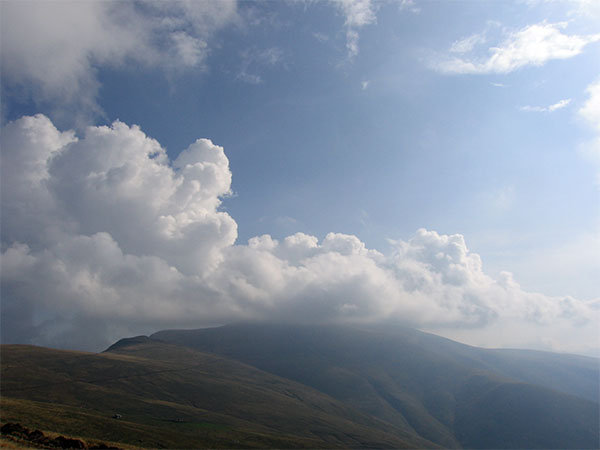
Le mont Midžor.

La Serbie est composée de deux ensembles distincts. Au nord, la Voïvodine (en serbe : Војводина et Vojvodina), se trouve dans la grande plaine de Pannonie, qui est géographiquement située en Europe centrale. La Voïvodine est séparée de la Serbie centrale par la Save et le Danube. La plus grande partie de la Serbie centrale et du Kosovo-et-Métochie est couverte de montagnes basses ou moyennes. Au centre, à l’ouest et au sud-ouest du pays, ces montagnes appartiennent aux Alpes dinariques ; à l’est, elles appartiennent aux Carpates, aux monts du Grand Balkan et aux Monts Rhodopes. Le mont Midžor (2 156 m), situé dans le massif de la Stara Planina, est le point culminant de la Serbie (sans le Kosovo). Parmi les montagnes les plus importantes du pays, on peut citer les monts Tara, les monts Zlatibor, les monts Kopaonik et le massif de la Fruška gora.
En 2007, les terres arables couvraient une superficie de 3 095 006 ha, soit 30 950 km2 (hors Kosovo) ; les forêts couvrent une superficie de 25 625 km2, soit 27 % du territoire.

### Hydrologie

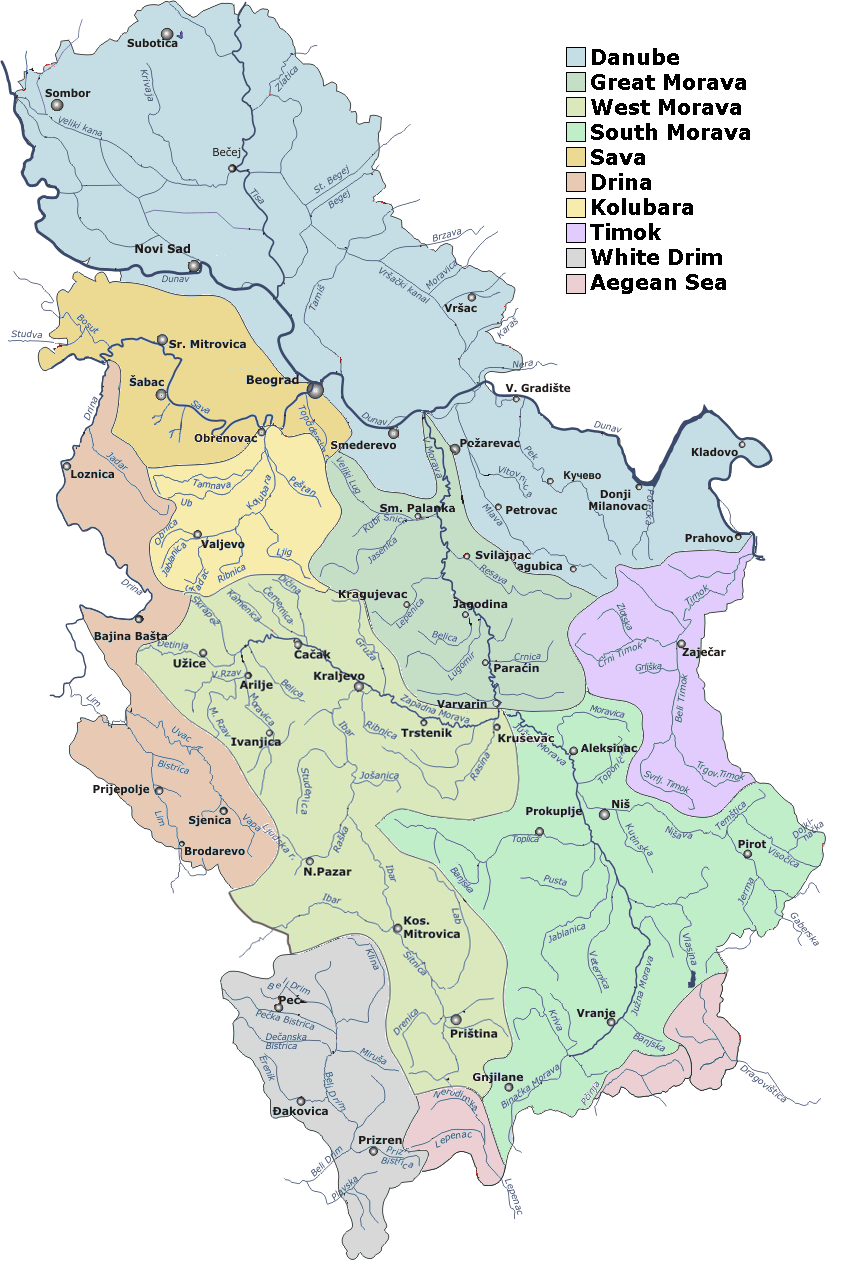
Cours d'eau et principaux bassins versants en Serbie (Kosovo compris).

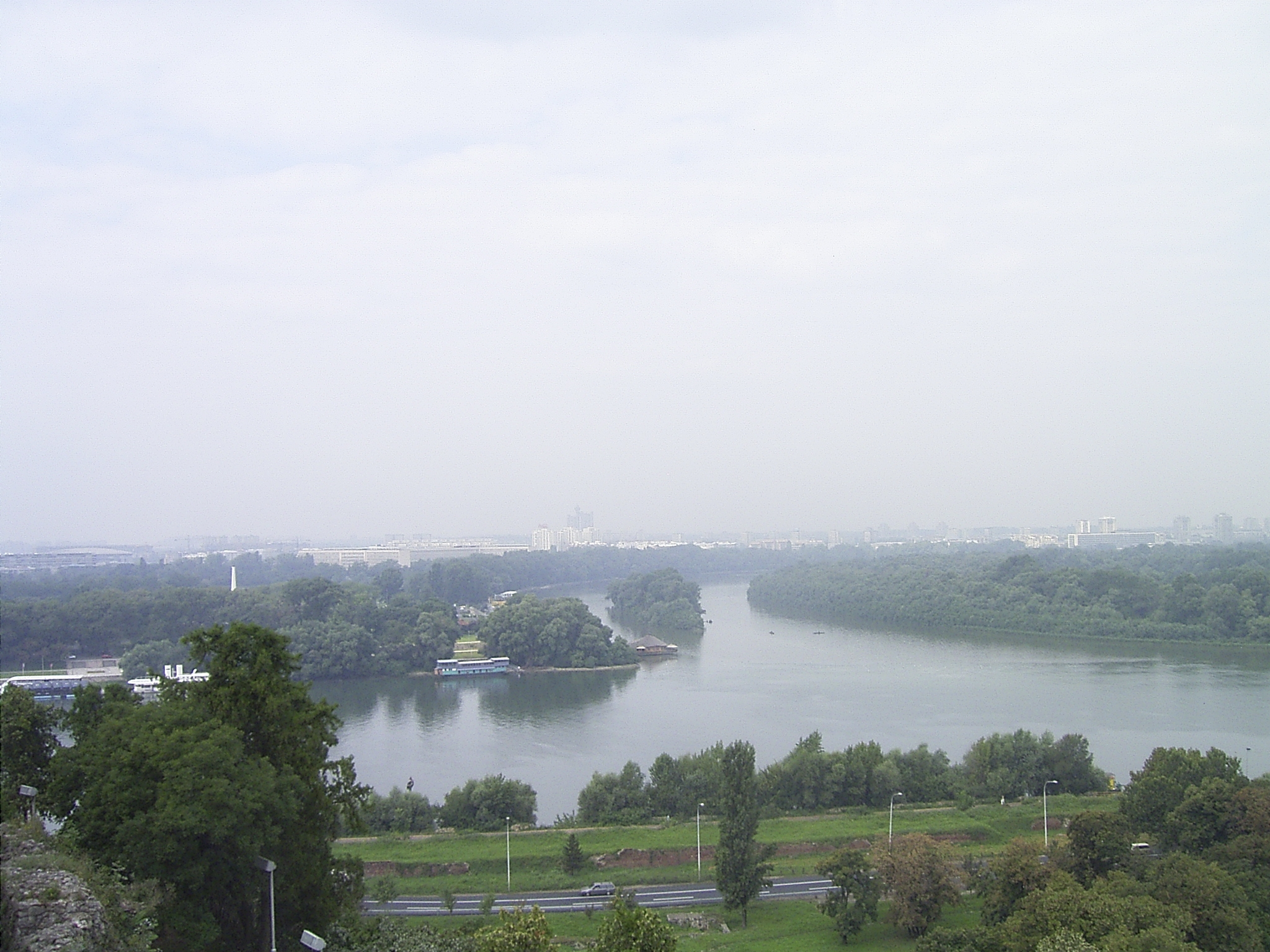
Le confluent de la Save et du Danube à Belgrade.

Tous les cours d’eau de Serbie appartiennent à trois bassins versants : celui de la mer Noire, celui de la mer Adriatique et celui de la mer Égée. Le plus vaste de ces bassins est celui de la mer Noire, qui couvre une superficie de 81 261 km2, soit 92 % du territoire du pays. Le bassin, dans son ensemble, est drainé par un seul fleuve, le Danube, qui se jette dans la mer Noire. Le bassin de drainage de la mer Adriatique couvre une superficie de 4 500 km2, soit 5 % du territoire de la Serbie. Il comprend la moitié occidentale du Kosovo-et-Métochie et il est principalement drainé par une rivière, le Drin blanc, qui rencontre le Drin noir en Albanie pour former le Drin, qui se jette dans la mer Adriatique. Une autre partie, de plus faible étendue, est drainée par la rivière Crni Kamen-Radika, au sud de la région de Gora (en). Le dernier bassin, celui de la mer Égée couvre une superficie de 2 650 km2, soit 3 % du territoire de la Serbie. Il est situé au sud du pays, près des frontières avec la république de Macédoine et la Bulgarie. Ce bassin est drainé par trois rivières : la Lepenec, la Pčinja et la Dragovištica. Les deux premières se jettent dans le Vardar en Macédoine, et la troisième se jette dans la Strymon en Bulgarie. Ces deux fleuves se jettent ensuite dans la mer Égée.
Les cours d'eau navigables les plus longs de Serbie sont le Danube (588 km), la Save (206 km), la Tisa (168 km) et la Velika Morava (sur 185 km). Parmi les autres rivières importantes du pays, on peut citer la Zapadna Morava (308 km), la Južna Morava (295 km), l’Ibar (272 km), la Drina (220 km) et le Timok (202 km).
Le lac le plus étendu du pays est le réservoir hydroélectrique du Đerdap (en serbe : Ђердапско језеро et Đerdapsko jezero), qui s’étend sur 253 km2, suivi du lac Vlasina, qui s’étend sur 16 km2.

### Climat
Le climat de la Serbie peut être décrit comme un climat continental modéré, avec des caractéristiques plus ou moins accusées en fonction de la localisation, du relief, de la présence ou non de rivières, de la végétation ou de l’urbanisation. Le nord du pays possède un climat nettement continental, avec des hivers froids et des étés chauds et humides, tandis que le sud, plus près de la mer Adriatique, connaît des étés chauds et secs et des automnes et des hivers relativement froids, avec d’importantes chutes de neige. C’est ainsi que la Voïvodine possède un climat continental influencé par les masses d’air venues de l’Europe du Nord et de l’Europe de l'Ouest, tandis que le sud et le sud-ouest du pays subissent une influence méditerranéenne, elle-même modérée par les Alpes dinariques et d’autres chaînes de montagnes qui contribuent à rafraîchir les masses d’air chaud. Les hivers sont ainsi particulièrement rudes dans la région du Sandžak en raison des montagnes qui entourent ce plateau.
Pour la période 1961-1990, la température moyenne annuelle a été de 10,9 °C jusqu’à une altitude de 300 m. Les régions situées entre 300 et 500 m ont connu une température moyenne de 10 °C et, au-dessus de 1 000 m, une température moyenne de 6 °C. Le mois de juillet est le mois le plus chaud de l’année, avec une température moyenne comprise entre 11 et 22 °C ; plus précisément, les régions situées à moins de 300 m d’altitude bénéficient d’une température moyenne comprise entre 20 et 22 °C, tout comme certains secteurs du sud de la Serbie situés à des altitudes entre 400 et 500 m. Au-dessus de 1 000 m d’altitude, les températures moyennes du mois de juillet sont comprises entre 11 et 16 °C. Les températures les plus basses de la période 1961-1990 ont été mesurées en janvier ; elles étaient comprises entre −35,6 °C (à Sjenica) et −21 °C (à Belgrade). Depuis le commencement des mesures, la température la plus élevée enregistrée en Serbie a été de 44,3 °C le 22 juillet 1939 à Kraljevo et la température la plus basse a été de −39,5 °C ; elle a été mesurée le 13 janvier 1985 à Karajukića Bunari, sur le plateau de Pešter, dans le district de Raška.
En moyenne, les précipitations annuelles augmentent avec l’altitude. Dans les régions peu élevées, elles sont comprises entre 540 et 820 mm. Au-dessus de 1 000 m, elles sont comprises entre 700 et 1 000 mm, et, sur certains sommets du sud-ouest de la Serbie, elles peuvent atteindre jusqu’à 1 500 mm. Dans la plus grande partie du pays, le maximum de précipitations se concentre dans les mois les plus chauds de l’année ; en revanche, au sud-ouest du pays, l’automne est la saison la plus arrosée. Le mois de juin est le mois le plus pluvieux, avec 12 ou 13 % du total annuel. Février et octobre sont les mois les plus secs. La neige tombe surtout de novembre à mars, avec un maximum en janvier. Depuis le début des mesures, l’année la plus sèche a été l’an 2000, avec seulement 223,1 mm de précipitations à Kikinda ; 1937 a été l’année la plus pluvieuse, avec un maximum de 1 324,5 mm mesuré à Loznica[Lequel ?]. Un record mensuel de précipitations a été enregistré en juin 1954 à Sremska Mitrovica, avec 308,9 mm ; le 10 octobre 1955, il est tombé 211,1 mm d’eau à Negotin.
L’ensoleillement annuel est compris entre 1 500 et 2 200 heures.

### Régions géographiques
Les régions de Serbie n’ont pas de statut officiel, même si certains districts administratifs leur doivent leur dénomination. Les régions situées dans la plaine pannonienne sont délimitées par les cours d’eau ; d’autres sont délimitées par des montagnes. En fait, définies par la tradition autant que par le relief, elles ne possèdent pas toujours de frontières nettement établies ; elles sont même souvent amenées à se chevaucher. Beaucoup d’entre elles possèdent un nom serbe formé à partir de la structure suivante : po+(nom d’une rivière)+je. C’est ainsi que, au nord de la Serbie centrale, la région de Podunavlje, doit son nom au Danube (en serbe : Дунав et Dunav), la région de Podrinje s’étend le long de la Drina ou encore celle de Pomoravlje le long de la Morava. D’autres portent le nom d’une montagne, comme les régions de Zlatibor ou de Kopaonik.

### Aires protégées
En 2003, les espaces naturels protégés de Serbie couvrent 5 % du territoire du pays. La Serbie comptait 5 parcs nationaux, 120 réserves naturelles, 20 parcs naturels et environ 470 sites naturels protégés. Les cinq parcs nationaux correspondent à la Catégorie II de l’UICN.
| Parc national           | Année de création/Révision | Municipalités                                                                           | Superficie (km2) |
| ----------------------- | -------------------------- | --------------------------------------------------------------------------------------- | ---------------- |
| Parc national de Đerdap | 1974/1993                  | Golubac, Majdanpek, Kladovo                                                             | 636,8            |
| Monts Kopaonik          | 1981/1993                  | Raška, Brus                                                                             | 118              |
| Monts Tara              | 1981/1993                  | Bajina Bašta                                                                            | 190              |
| Monts Šar               | 1986/1993                  | Štrpce, Kačanik, Prizren, Suva Reka                                                     | 390              |
| Fruška gora             | 1960/1993                  | Novi Sad, Sremski Karlovci, Beočin, Bačka Palanka, Šid, Sremska Mitrovica, Irig, Inđija | 253,93           |

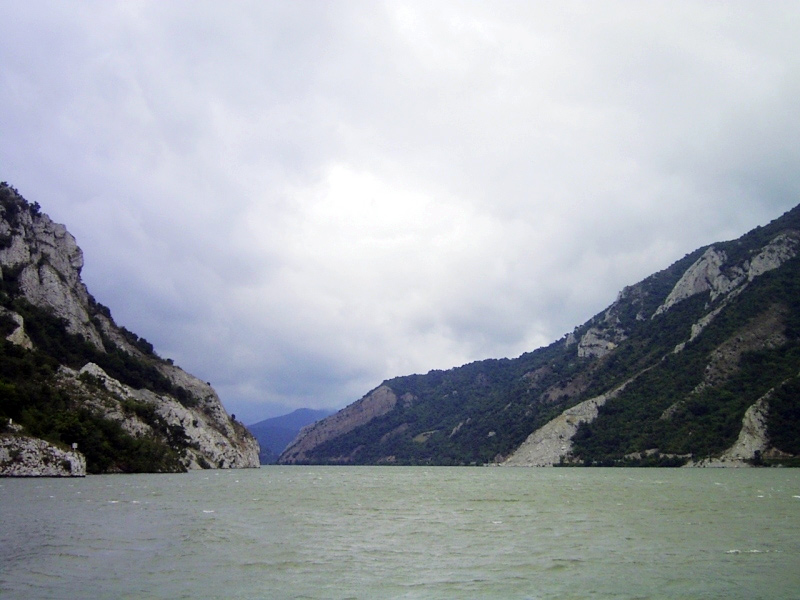
Les Portes de Fer dans le parc national de Đerdap.

Huit sites de Serbie sont inscrits sur la liste Ramsar pour la conservation des zones humides, dont deux ont été ajoutés en 2007.

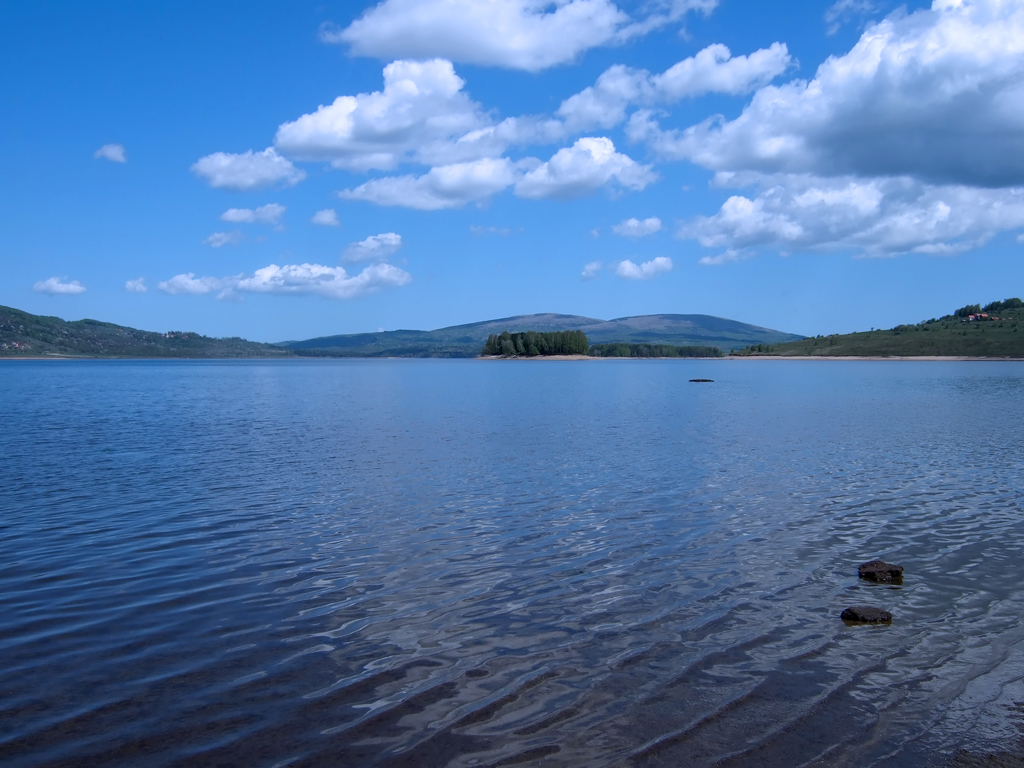
Le lac Vlasina, près de Surdulica.

| Site Ramsar               | Année de désignation | Municipalités | Superficie (km2) |
| ------------------------- | -------------------- | ------------- | ---------------- |
| Gornje Podunavlje         | 2007                 | Voïvodine     | 224,8            |
| Labudovo okno             | 2006                 | Bela Crkva    | 37,33            |
| Lac Ludaš                 | 1977                 | Subotica      | 5,93             |
| Obedska bara              | 1977                 | Pećinci       | 175,01           |
| Peštersko polje           | 2006                 | Sjenica       | 34,55            |
| Slano Kopovo              | 2004                 | Voïvodine     | 9,76             |
| Stari Begej - Carska Bara | 1996                 | Zrenjanin     | 17,67            |
| Vlasina                   | 2007                 | Surdulica     | 32,09            |

## Histoire

### De la Préhistoire à la fin de l’Antiquité

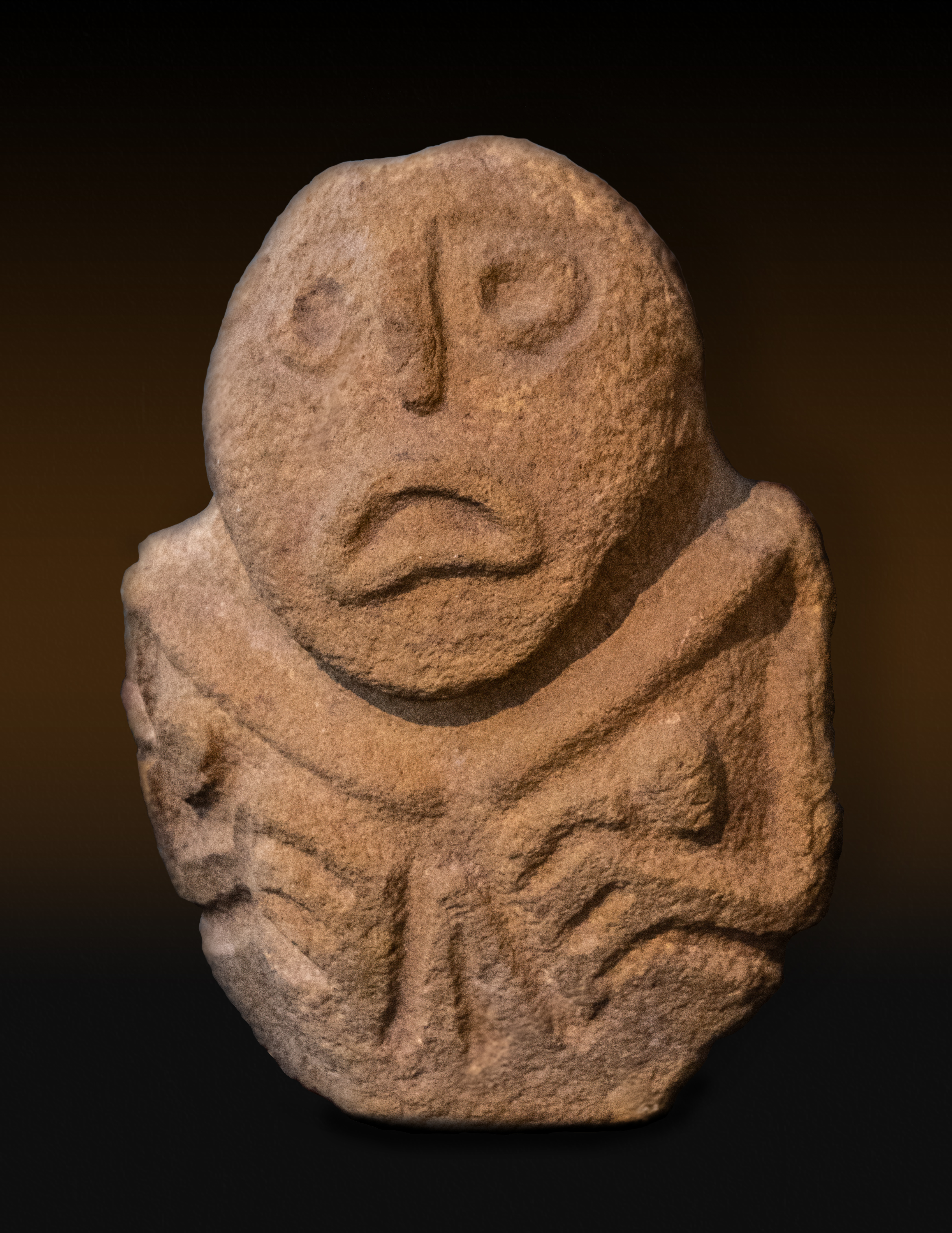
Sculpture trouvée sur le site de Lepenski Vir.

Les archéologues ont mis au jour de nombreuses traces d’occupation humaine remontant à la Préhistoire. L’un des sites les plus anciens retrouvés en Serbie est celui de Lepenski Vir, près du Danube, dans l’actuel parc national de Đerdap (Djerdap), près des Portes de Fer. Dans ses parties les plus anciennes, le village, entièrement planifié, date du mésolithique (vers 8000 av. J.-C.),. Cette culture aurait atteint son apogée entre 5300 et 4800 av. J.-C. Outre les vestiges des habitations et quelques objets usuels, de nombreuses sépultures ont été retrouvées sur le site.
La Serbie abrite d’autres sites préhistoriques. C’est ainsi qu’en 1908, une équipe d’archéologues dirigée par Miloje Vasić a effectué des fouilles à Vinča, près de Belgrade, mettant au jour des vestiges datant de la période néolithique ; compte tenu de l’importance de ces découvertes, le site a donné son nom à une culture qui s’est développée le long du Danube entre 6000 et 3000 av. J.-C. : la culture de Vinča,. D’autres découvertes caractéristiques de cette culture ont été effectuées dans de nombreux sites de Serbie, notamment à Divostin (près de Kragujevac), à Potporanj (près de Vršac), à Selevac (près de Smederevska Palanka) et à Pločnik (près de Prokuplje). D’autres vestiges du néolithique appartiennent à la culture de Starčevo (6200 - 5 600 av. J-C.), qui doit son nom à la ville de Starčevo, dans la municipalité de Pančevo.

### Serbie médiévale

L’empire serbe à l’époque de Stefan Dušan

Parmi les tribus slaves en expansion à partir du IVe siècle de notre ère, on trouve les Serbes blancs ou aujourd’hui Sorabes qui migrèrent d’abord vers l’ouest à travers la Pologne et la Tchéquie actuelles. Leurs descendants vivent aujourd’hui en Lusace, à l’est de l’Allemagne, plus exactement entre l’Elbe et la Saale, dans ce qui était jadis la Grande-Moravie. Cette région, s’appelle la « Serbie blanche », le blanc symbolisant l’ouest chez les Slaves. Au VIIe siècle, à l’époque de l’Empereur byzantin Héraclius, la majeure partie des serbes blancs migra en plusieurs vagues entre 610-641 vers la région centrale des Balkans où ils assimilèrent les Valaques et les Illyriens locaux, donnant ainsi naissance au peuple Serbe.
Plusieurs principautés serbes furent fondées au IXe siècle mais se disloquèrent à la fin du XIIe siècle. Le processus de christianisation fut engagé par les moines Cyrille et Méthode, qui évangélisèrent tous les peuples slaves, y compris les Serbes, et qui inventèrent l’alphabet cyrillique à partir des lettres grecques. Les premiers prénoms chrétiens, comme Stefan ou Petar firent alors leur apparition.
La dynastie des Nemanjić, ou Némanides, qui régna sur la Serbie de 1170 à 1371 transforma l'État indépendant de Rascie (Raška) en un vaste empire.

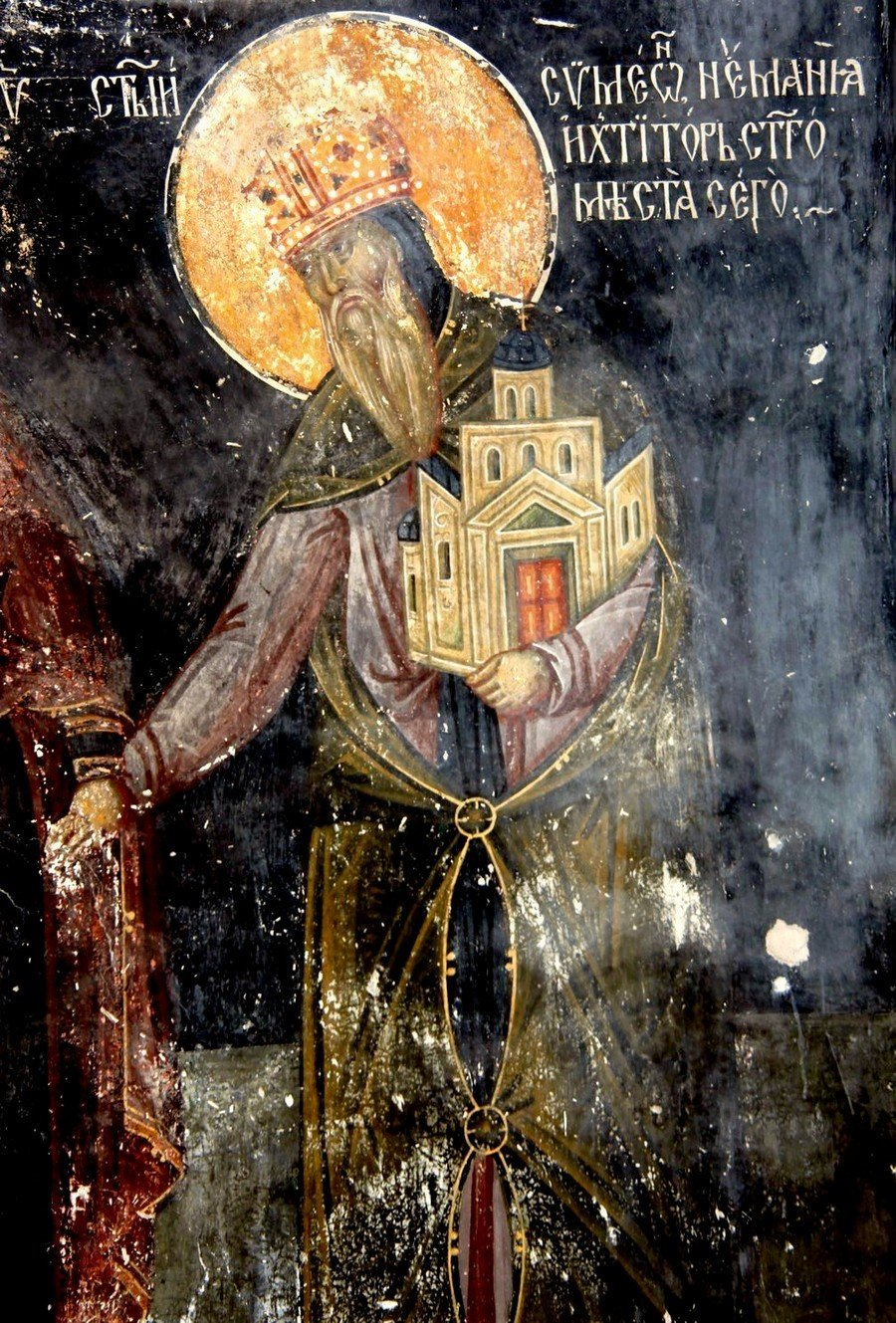
Stefan Nemanja, Grand zupan de Rascie.

Fondateur de la dynastie, Stefan Nemanja, veliki zupan (« grand chef ») de l'État Serbe de Rascie de 1169 à 1196, commence à étendre son domaine tout en demeurant sous la tutelle de l'empereur byzantin.
Son fils, Stefan Ier Nemanjić
(Stefan Prvovenčani, le « premier couronné »), libéré de la suzeraineté Byzantine, reçoit du pape Honorius III le titre de roi de Rascie en 1217, tandis que son frère cadet, Rastko (futur Saint Sava), devient en 1219 le premier archevêque d'une Église orthodoxe serbe indépendante. Cette étroite alliance entre le pouvoir séculier et sacré donne à l'État Nemanjic sa force et sa stabilité.
Stefan Nemanja se retire dans un monastère en 1196 sous le nom de Syméon, puis fonde avec son fils Rastko (futur saint Sava) le monastère de Hilandar au Mont Athos qui demeure, aujourd'hui encore, un haut lieu de la culture Serbe. L'Église orthodoxe l'a canonisé sous le nom de saint Syméon le Myroblyte.
Stefan Ier Nemanjić cède le trône à ses fils : Stefan Radoslav, Stefan Vladislav, puis Stefan Uroš Ier. Celui-ci est suivi par ses fils Stefan Dragutin et Stefan Uroš II Milutin (r. 1282-1321). Stefan Uroš II Milutin arrache à Byzance de vastes territoires en Macédoine. Expansion territoriale au sud et au nord de la Serbie, création d'une solide administration, création artistique, construction de monuments dans tout le monde chrétien orthodoxe, Milutin a fait de la Serbie un grand pays d'Europe, très influencé par la Rome d'Orient, Constantinople qui était présente partout dans la vie quotidienne, l'administration, l'armée et l'éducation.
Son fils, Stefan Uroš III Dečanski (r. 1322-1331), En 1327, se mit au service de l'empereur byzantin Andronic II, qui était en conflit pour le trône de Constantinople avec son petit-fils Andronic III. Andronic III avait le soutien de l'empereur Bulgare Mikhail III Chichman Asen. En 1330, Andronic II et Mikhail III Chichman Asen
décident d'attaquer la Serbie. Stefan Decanski rassembla une armée composée de soldats serbes d'expérience qui avaient déjà combattu à plusieurs reprises contre son cousin, avec en plus des mercenaires catalans, saxons et surtout une troupe d'élite de cavalerie serbe préparée et dirigée par Dusan. La Bataille de Velbajd, près de Kyoustendil, le 28 juillet 1330, est un tournant dans l'histoire de l'Europe du Sud-Est, les Bulgares et l'armée d'Andronic III furent sévèrement battus. L'empereur Bulgare trouva la mort pendant la bataille. Cette bataille victorieuse marque le début de la domination serbe en Europe du Sud-Est, jusqu'à la Bataille de Kosovo Polje de 1389, cette victoire permit à Stefan d'étendre les frontières vers l'est, jusqu'en Bulgarie avant d'être détrôné par son propre fils, Stefan Uroš IV Dušan (r. 1331-1355). Lors d'une série de guerres contre les Byzantins, Stefan Uroš IV Dušan, plus grand roi Nemanjić, conquiert toute l'Albanie, la Macédoine et le Monténégro avant de poursuivre vers le sud pour s'emparer de trois régions grecques : l'Épire, l'Étolie et la Thessalie. Il est couronné empereur de Serbie en 1346. Les Serbes considèrent son règne comme l'apogée de leur État. Dušan promulgue en effet Le Code de Dušan (Zakonik), fait construire nombre d'églises et de monastères, et développe l'agriculture, l'industrie et le commerce.
Souverain faible, son fils et successeur Stefan Uroš V, qui règne à partir de 1355, laissera l'empire serbe se disloquer entre des principautés rivales avant de tomber aux mains des Turcs ottomans, qui commencent à pénétrer dans les territoires serbes à partir de 1371.
En effet, Le progressif éclatement de l'empire serbe gouverné par Stefan Uroš V, a abouti l'affaiblissement de la puissance serbe. Les seigneurs locaux gagnent en pouvoir et autonomie et les dissensions accélèrent la disparition de l'Empire depuis 1356 et la mort de l'empereur Dušan. La partie grecque de l'Empire, acquise en 1356 par Simeon le frère de Dušan, n'est plus sous l'autorité du royaume, et passe de l’autorité byzantine, aux autorités locales notamment celles des Albanais d'Épire. En 1365, Vukašin Mrnjavčević acquiert à son compte la Macédoine du Vardar.
La chute définitive de l'Empire serbe en 1371 accompagnera l'éclatement des États serbes, et leur progressive vassalisation par l'Empire ottoman avançant dans les Balkans. Après la bataille de la Maritsa en 1371, gagnée par les Turcs, le royaume de Vukašin Mrnjavčević est soumis à l'autorité ottomane et divisé entre son fils Marko qui règne sur Prilep, et les Dragaš récupérant la partie orientale. En parallèle, le royaume de Zeta dans l'actuel Monténégro redevient totalement indépendant, finalisant un processus amorcé depuis la mort de Dušan et conquiert les terres du duc Altomanović. De son côté, le ban et futur roi de Bosnie Stefan Tvrtko Ier de Bosnie intègre à son royaume en 1377 le sud de la Bosnie et l'Herzégovine, auparavant serbes. L'instabilité profitera également à Vuk Branković, qui acquiert la Métochie puis le Kosovo et Skopje.
Mais parmi ces seigneurs c'est Lazar Hrebeljanović, seigneur local de Serbie moravienne sous l'Empire qui gagnera le plus d'ascendant sur les terres serbes.
Le roi Lazar Hrebeljanović, qui déplace sa capitale à Kruševac, devenu puissant dans la région face aux menaces des Ottomans, parvient à allier des territoires serbes autour de lui. Il se proclame seigneur des seigneurs serbes, sans parvenir pour autant à vassaliser les fiefs issus de l'ancien empire : certains appartenant déjà aux Ottomans (Marko Mrnjavčević et Constantine Dragaš y sont déjà soumis depuis 1371), aux Bosniens, d'autres étant désormais trop éloignés du pouvoir serbe (nord de la Grèce) et les autres étant attachés à leur souveraineté (Vuk Branković au Kosovo et les Balšić de Zeta). Toutefois, le pouvoir de Lazar se démontre face à la menace turque, par les alliances militaires avec Branković et Tvrtko de Bosnie.
Les batailles contre les Turcs se multiplient, cependant, la Macédoine entière (grecque et slave) est conquise ainsi que la Bulgarie. En 1389, la défaite symbolique de la Bataille de Kosovo Polje (« le champ des merles »), marque la progressive chute des principautés serbes, les forces serbes de Lazar (mortes au combat) et de Vuk Branković ayant été défaites. Il est raconté qu'à la suite du retrait des troupes turques, dû à la mort subite du sultan, les observateurs aurait relayé une victoire serbe, pour laquelle les cloches de Paris auraient sonné, saluant la défaite de l'envahisseur ottoman qui menaçait l'Europe et la chrétienté. Tué lors de cette bataille, le prince Lazar est vénéré comme un saint martyr par l'Église orthodoxe.
À la suite de cet événement, et malgré une instabilité du pouvoir turc, les royaumes serbes de la Morava et du Kosovo seront vassalisés par les Ottomans. Toutefois, la Serbie perdure encore sous le successeur de Lazar, Stefan Lazarević, d'abord avec la régence de la princesse Milica, puis le règne du prince. En 1403, il est nommé symboliquement despote par Byzance, et profite d'une période d'instabilité politique pour reconquérir le Kosovo puis Zeta, tout en s'émancipant de la tutelle ottomane en jurant sa loyauté aux Hongrois, voisins septentrionaux.
Le pays fut définitivement incorporé à l’Empire ottoman après la chute de Smederevo, en 1459.
Entre 1459 et 1804, la Serbie ottomane subit trois invasions autrichiennes destinées à annexer ces terres à l’empire d'Autriche.

### Principauté de Serbie, révoltes serbes et indépendance

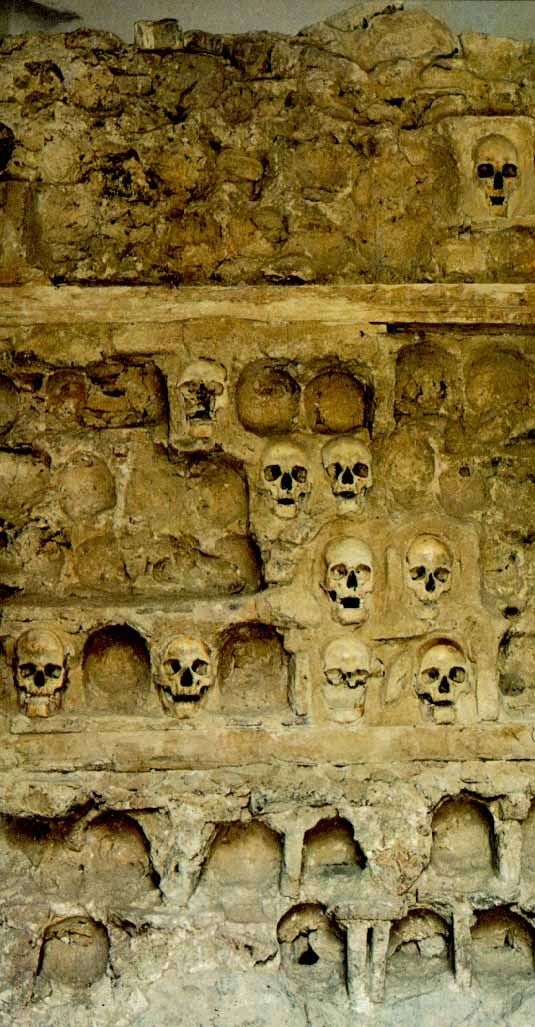
Ćele kula, la « tour aux crânes ».

Une première révolte des Serbes eut lieu entre 1804 et 1813. Elle fut dirigée par Georges Petrović, surnommé Karageorges (« Georges le Noir »). Une seconde révolte eut lieu en 1815, sous la conduite de Miloš Ier Obrenović, qui aboutit à l’autonomie de la principauté de Serbie, officiellement reconnue par la Sublime Porte le 12 décembre 1830. Après qu’il eut lui-même visité la Serbie autonome, le poète français Alphonse de Lamartine fit découvrir aux romantiques la culture serbe ; en 1833, il fit graver une inscription sur le site de Ćele kula (en serbe cyrillique : Ћеле Кула), la « tour aux crânes », élevée par les Ottomans qui y incrustèrent les crânes des soldats serbes morts à la bataille du mont Čegar (en) (19 mai 1809) : « Qu’ils laissent subsister ce monument ! Il apprendra à leurs enfants ce que vaut l’indépendance d’un peuple, en leur montrant à quel prix leurs pères l’ont payée. »
Malgré cela, les Turcs persécutèrent encore les Serbes dans les territoires qu’ils gardaient sous leur contrôle. Les massacres des Serbes par les Ottomans ont inspiré à Victor Hugo, grand défenseur du peuple serbe, un célèbre discours, Pour la Serbie, écrit en 1876 [précision : Dans son discours, Victor Hugo parle d'une certaine ville appelée Balak. Cette ville n'a jamais existé ni existe aujourd'hui en Europe. Par le fait que ledit discours est écrit en 1876, il s'agit plutôt de la ville de Batak,. Cette même année fut étouffée l'insurrection d'avril par le gouvernement ottoman qui commit de grandes atrocités dont le massacre de Batak qui devint par la suite l'emblème de la lutte des bulgares contre le joug ottoman. Les témoignages détaillés de MacGahan (en) et Schuyler sensibilisent le public occidental, ce qui provoqua la colère juste de beaucoup d'intellectuels et hommes d'état]. Ce discours est aujourd’hui considéré comme l’un des actes fondateurs de l’idée européenne. L'année 1876 voit aussi, dès janvier, l'identité des serbes, alliés des russes, se cristalliser lors d'une insurrection bosniaque, qui débouche sur un conflit militaire entre la Russie et l'Empire ottoman, remporté par la première.
En 1878, le Congrès de Berlin accorda son indépendance à la Serbie et, en 1882, le prince Milan IV Obrenović devint roi de Serbie sous le nom de Milan Ier ; son fils, Alexandre Ier lui succéda mais à la faveur de son assassinat en 1903, la dynastie des Karađorđević remplaça sur le trône celle des Obrenović.

### Royaume de Serbie ou le miracle de 1903
Lors de son arrivée sur le trône en 1903, Pierre Ier de Serbie, prince francophile et admirateur de la pensée de John Stuart Mill, mit en place la constitution la plus démocratique et la plus libérale d'Europe après celle de la Grande-Bretagne. Elle s'inspirait aussi de la constitution de 1888, abrogée par Alexandre Ier de Serbie en 1894.
- Le régime était une monarchie constitutionnelle de type britannique[38].
- Les électeurs y représentaient 23 % de la population[38].
- L'école publique fut fondée en 1884, offrant à la Serbie ses premiers bacheliers[38].
- La liberté de la presse, d'opinion et d'association permit en 1909 l'existence de 79 journaux, dont 13 quotidiens[39].
- La mise en place de syndicats, dont la confédération générale des ouvriers en 1904, favorisa l'adoption de lois sociales avancées[39].

Cette liberté fit éclore un foisonnement culturel qui fit de Belgrade un phare de liberté pour tous les Serbes des Balkans, ainsi que pour les Croates et les Slovènes qui souffraient dans l'Empire d'Autriche-Hongrie et qui rêvaient d'une Yougoslavie démocratique. Certains milieux réactionnaires à Vienne n'attendaient que l'occasion d'écraser le piémont serbe avant qu'il ne contamine les esprits de tous les Slaves du sud de l'Empire.
La Serbie reçut le surnom de berceau de la démocratie dans les Balkans modernes. Ce régime de liberté se maintiendra jusqu'au début de la Première Guerre mondiale en 1914. Lors de la mise en place du régime yougoslave en 1921, la France poussa Pierre Ier à instaurer un régime plus centralisateur et plus autoritaire dans le but de lutter contre le risque de contamination communiste : la démocratie avait vécu. La constitution de 1903 restera la référence de tous les mouvements démocratiques dans la Yougoslavie royaliste d'entre les deux guerres ainsi que dans la Yougoslavie communiste de Josip Broz Tito.

### Première Guerre mondiale
Depuis 1878, la Bosnie-Herzégovine était occupée par l’empire d'Autriche-Hongrie, qui l’annexa en 1908, annexion mal vécue par les populations slaves notamment les Serbes qui refusaient cette occupation et souhaitaient la réunification avec le royaume de Serbie ou d’autres pays slaves. L’idéal de nombreux jeunes gens serbes de Bosnie était le mouvement Jeune Italie, qui s’était donné pour but la libération des territoires occupés par les Autrichiens. En 1914, le double assassinat de l’archiduc François-Ferdinand, héritier du trône d’Autriche-Hongrie, et de son épouse Sophie Chotek, duchesse de Hohenberg, à Sarajevo, le 28 juin 1914 par Gavrilo Princip, fut l’événement et le prétexte qui déclenchèrent la Première Guerre mondiale. En 1915, le royaume fut envahi par les puissances centrales lors de la campagne de Serbie. Mais le pays fut finalement libéré en 1918 par l’armée serbe soutenue par les forces alliées, dont l’armée d’Orient française, menée par le maréchal Louis Franchet d'Espèrey.

#### Attentat de Sarajevo

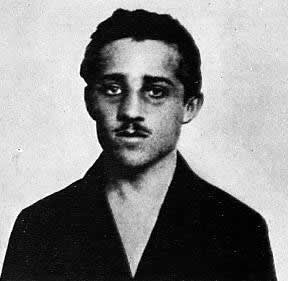
Gavrilo Princip.

Les organisateurs de l’attentat contre le prince François-Ferdinand étaient de jeunes nationalistes yougoslaves, des serbes de Bosnie, qui effectuaient leurs études à Belgrade. Membres de l’organisation Jeune Bosnie (Млада Босна / Mlada Bosna), ils contactèrent la Main Noire (Црна рука / Crna ruka), une société secrète soutenue discrètement par le gouvernement serbe ; leur intention était d’obtenir des armes pour leur projet d’attentat. Le lieutenant-colonel Dragutin Dimitrijević « Apis », chef des services secrets serbes et de la Main Noire aurait reçu l’ordre de faire annuler l’attentat. Après les guerres balkaniques de 1912 et 1913, le gouvernement de Nikola Pašić voulait la paix, hésitant à s’unir avec le Monténégro du roi Nicolas Ier, en raison de l’opposition que l’Autriche-Hongrie aurait alors manifestée. Des notes diplomatiques échangées entre la Russie et la Serbie témoignent de cette hésitation
Les trois étudiants serbes, Gavrilo Princip, Trifko Grabež et Nedeljko Čabrinović, passèrent à l’action le matin de la fête de Vidovdan. Une première tentative, effectuée par Čabrinović, échoua ; la seconde, effectuée par Gavrilo Princip, eut pour résultat la mort de l’archiduc François-Ferdinand. Les diplomates autrichiens considérèrent l’attentat comme une provocation directe de la Serbie ; selon l’historien Dušan T. Bataković, l’assassinat constituait pour Vienne « le prétexte longtemps attendu d’une guerre avec la Serbie ». Dans l’Autriche-Hongrie de cette époque se développait une forte propagande contre les Serbes, notamment vis-à-vis des Slaves vivant dans l’Empire[réf. nécessaire]. Le 23 juillet 1914, bien que l’implication du gouvernement serbe ne fut pas prouvée[réf. nécessaire], l’Autriche lança à la Serbie un ultimatum en dix points. Belgrade accepta l’ultimatum, à l’exception du sixième point, exigeant l’envoi d’enquêteurs autrichiens dans le pays, ; sur ce point particulier, considérant que « ce serait une violation de la Constitution et de la loi sur la procédure criminelle », la Serbie proposait de s’en remettre à une juridiction pénale internationale ou à l’arbitrage des Grandes puissances. Quelques jours plus tard, l’Autriche-Hongrie affirma qu’une attaque serbe avait eu lieu contre ses troupes près de la ville de Kovin[réf. nécessaire]. Le 28 juillet 1914, le ministre autrichien des Affaires étrangères, Leopold Berchtold, déclara la guerre à la Serbie. Le 1er août, l’Empire allemand déclara la guerre à la Russie, qui avait déjà mobilisé ses troupes, puis, le 3 août, à la France, alliée de la Russie. La Première Guerre mondiale avait commencé. Le royaume du Monténégro, invité à rester neutre, s’engagea aux côtés de la Serbie, le gouvernement de Cetinje déclarant : « Le destin de la Serbie est aussi notre destin. »

#### Bataille du mont Cer

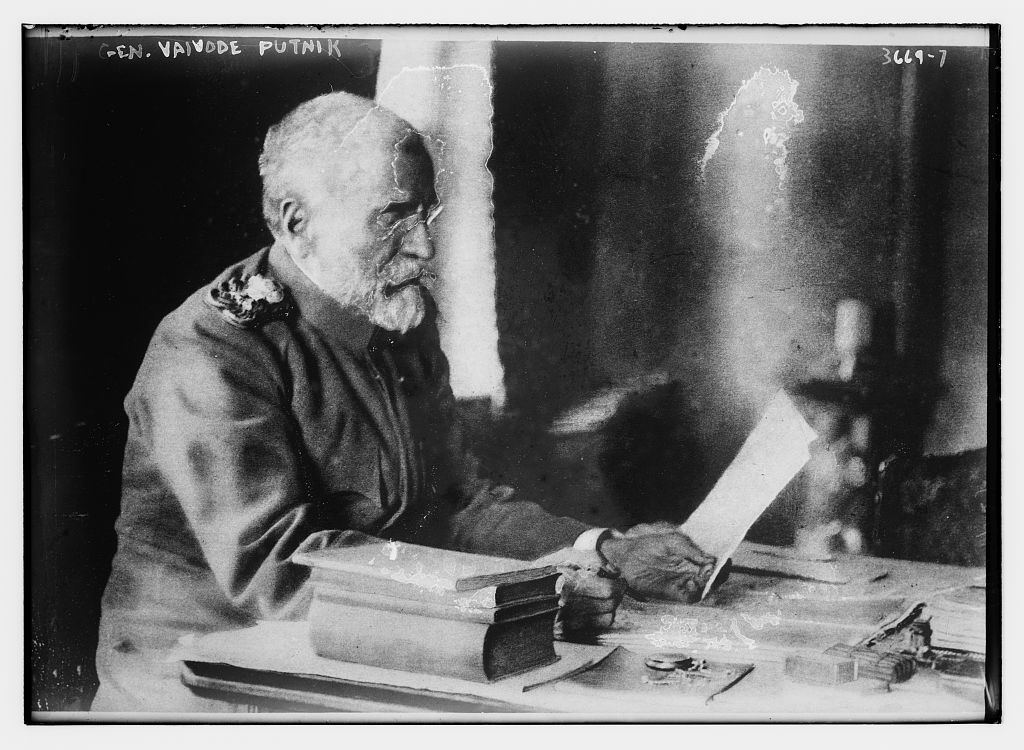
Le voïvode Radomir Putnik.

Les troupes autrichiennes d'invasion de la Serbie étaient commandées par le Slovène Oskar Potiorek, qui se trouvait dans la voiture de l’archiduc François-Ferdinand au moment de son assassinat. La première attaque autrichienne eut lieu le 12 août 1914, entre la Save et la Drina, dans la région de Šabac. Les forces autrichiennes comptaient trois divisions, soit 220 000 soldats au total, bien entraînés, bien équipés[réf. nécessaire]. En face, l’armée serbe, manquant de munitions pour l’artillerie, était commandée par le voïvode Radomir Putnik, un général expérimenté.
Le premier affrontement important entre les deux armées eut lieu du 16 au 20 août 1914, au mont Cer, non loin de la frontière avec la Bosnie-Herzégovine. Les Serbes étaient commandés par le général Stepa Stepanović. Cette victoire serbe contraignit les Austro-Hongrois à se replier de l’autre côté de la Drina ; ce fut la première victoire alliée de la Première Guerre mondiale. Les pertes furent importantes dans les deux camps : les Autrichiens perdirent environ 25 000 hommes et 5 000 soldats furent faits prisonniers ; les Serbes, quant à eux, avaient perdu environ 16 000 soldats. Malgré l’importance des pertes, cette victoire renforça le moral des troupes serbes.
Les Russes insistèrent ensuite pour que la Serbie attaque à son tour les Autrichiens. L’armée serbe passa alors en Syrmie, une région aujourd’hui située dans la province serbe Voïvodine et, à l’époque, appartenant à l’empire d’Autriche-Hongrie. Une armée serbe arriva le 25 septembre 1914 jusqu’à Pale, en Bosnie-Herzégovine ; Sarajevo fut évacué. En revanche, après la défaite de Glasinac, l’armée serbe, à son tour, dut retraverser la Drina.

#### Bataille de la Kolubara

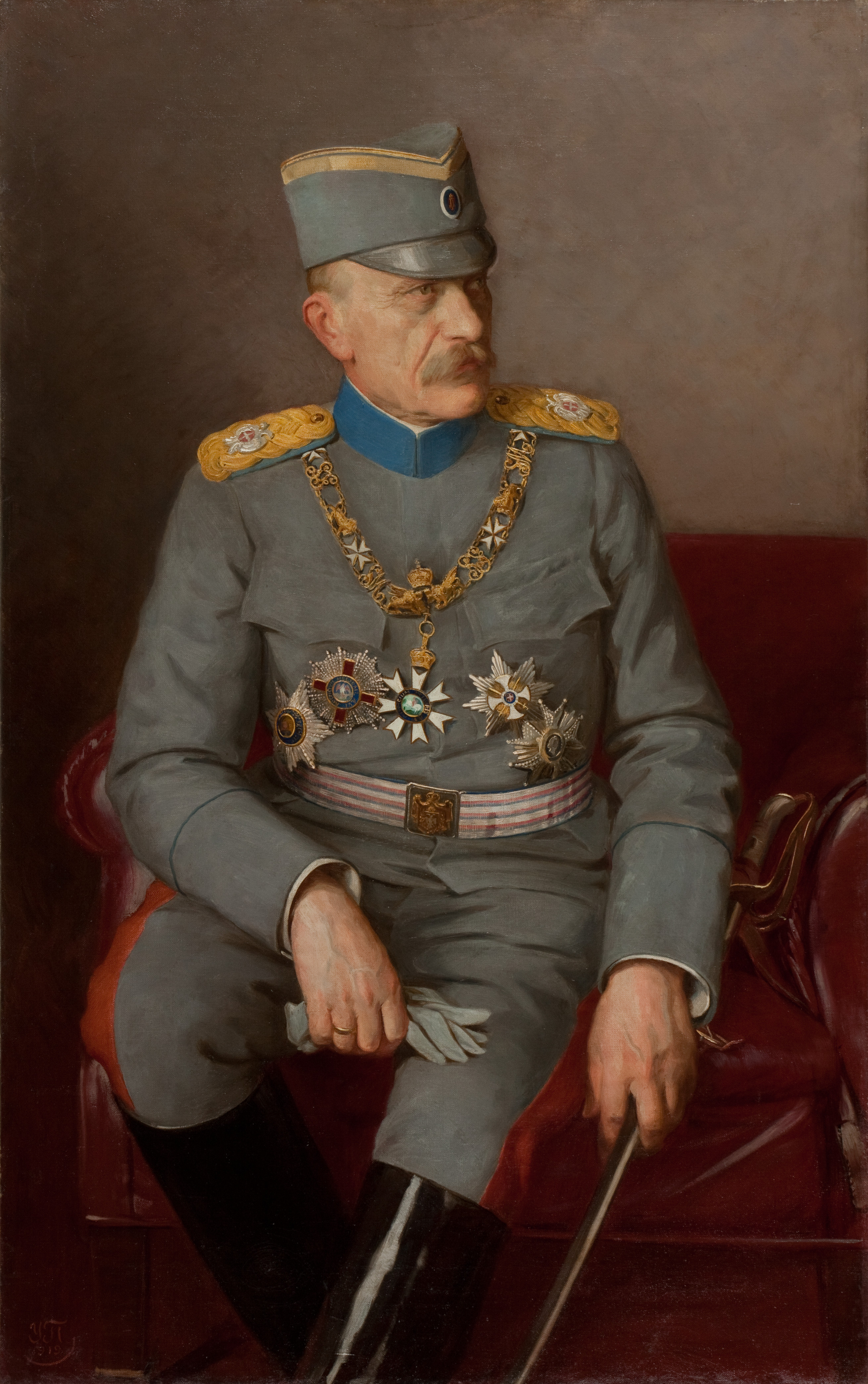
Le voïvode Živojin Mišić.

La deuxième offensive autrichienne commença le 6 novembre 1914, avec des moyens plus importants que lors de la première attaque. Les Serbes, de leur côté, manquaient de munitions et, notamment, de pièces d’artillerie. Les Serbes durent se replier, abandonnant Belgrade et la vallée de la Kolubara. Le général Potiorek s’empara alors de la capitale serbe et des plans de découpage du pays furent préparés. Dans cette période difficile, le général Živojin Mišić prit le commandement de la Première Armée serbe ; le roi Pierre Ier, malgré son âge, allait sur le front soutenir le moral des soldats.
Des munitions, promises par la France, finirent par arriver, transitant par la Grèce. Le 3 décembre 1914, Mišić donna le signal de la contre-offensive. L’armée austro-hongroise dut reculer et Belgrade fut reprise le 15 décembre. Cette contre-offensive porte le nom de « bataille de la Kolubara », d’après la rivière de la Kolubara, près de laquelle se déroula le combat le plus important de cette campagne militaire. Les Serbes firent prisonniers 333 officiers et plus de 42 000 soldats ; ils s’emparèrent également d’un important matériel militaire autrichien. Tout le territoire du royaume de Serbie fut libéré. En récompense de son succès dans cette bataille, Živojin Mišić fut élevé au rang de voïvode.
À partir du mois de décembre 1914, la Serbie connut une période d’accalmie. Le pays, qui avait réussi à repousser deux offensives autrichiennes, en retira un grand prestige auprès de ses alliés. En 1915, en France, une « journée serbe » fut célébrée dans les écoles.

#### Campagne de Serbie (1915)
En 1915, la conquête de la Serbie était d’un intérêt stratégique majeur pour les Empires centraux. En octobre 1914, l’Empire ottoman avait attaqué la Russie et était devenu l’allié de l’Autriche-Hongrie et de l’Empire allemand. Allemands et Autrichiens souhaitaient établir une liaison terrestre avec Constantinople ; pour réaliser ce projet, ils devaient battre les Serbes. L’écrasement de la Serbie devenait d’autant plus urgent que les Turcs, notamment après la bataille de Sarıkamış (22 décembre 1914-17 janvier 1915) et la première offensive de Suez (28 janvier-3 février 1915), étaient en difficulté. L’alliance avec la Bulgarie était une des pièces maîtresse du projet : le 6 septembre 1915, la Bulgarie signa un traité d’alliance avec les Empires centraux qui promirent au tsar Ferdinand Ier la Macédoine ainsi qu’une bonne partie de la Serbie.

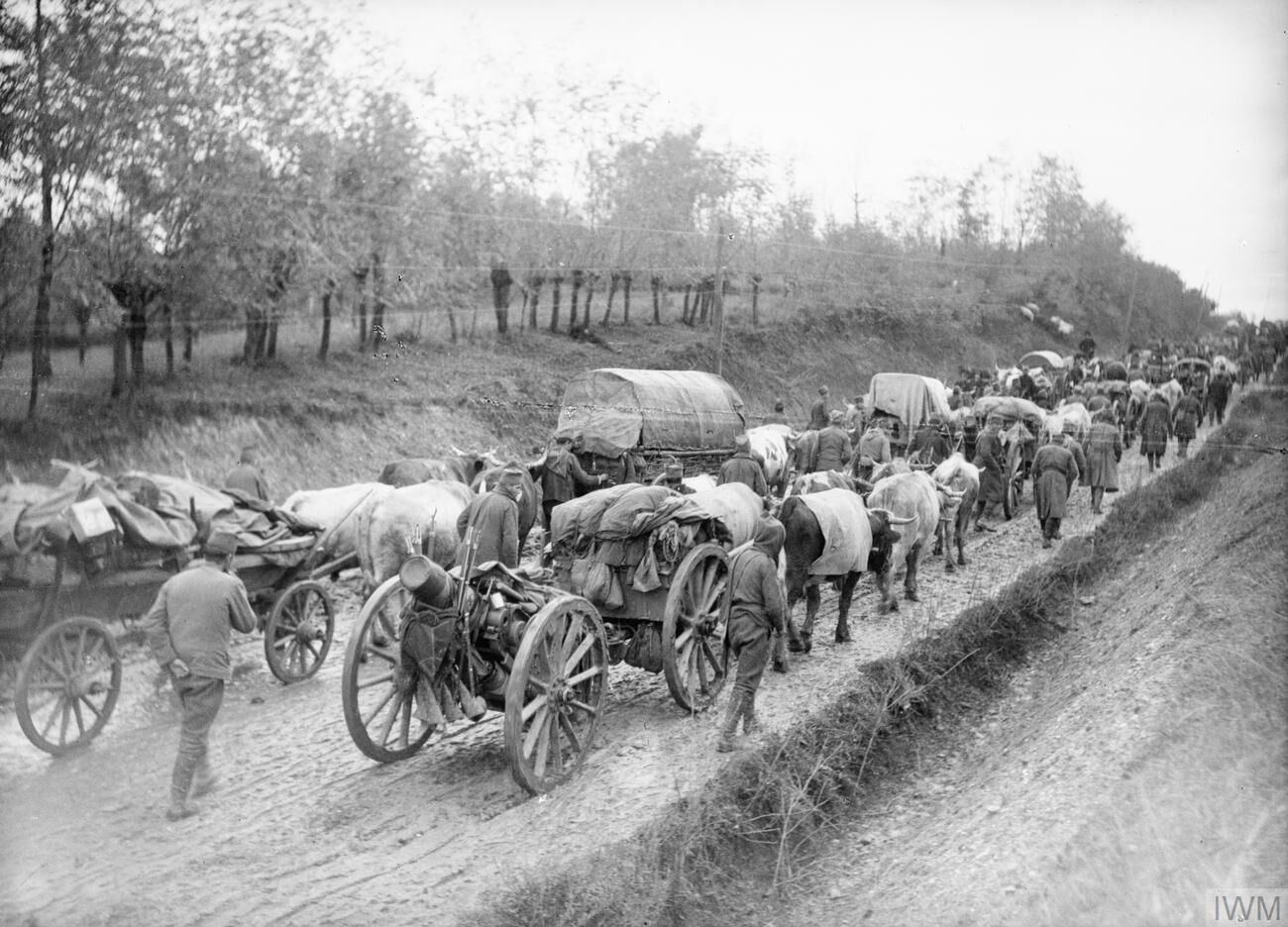
L’armée serbe pendant sa retraite vers l’Albanie.

La stratégie d’invasion de la Serbie prit forme et la direction des opérations fut confiée à August von Mackensen, qui s’était déjà illustré sur le front russe. Le 5 octobre 1915 l’offensive fut lancée au nord, et les Austro-Allemands prirent Belgrade le 9. Ils progressent alors vers le sud tout en rencontrant une vive résistance de la part des Serbes. Le 14 octobre, les Bulgares passèrent à leur tour à l’offensive. L’aide promise par les alliés anglais et français de la Serbie, en provenance de Salonique, n’arrivait pas. Comme l’armée serbe était attaquée de tous côtés et menacée d’encerclement et de destruction (ce qui était le plan de Mackensen), le général Radomir Putnik donna l’ordre de se replier vers l’Albanie. Son plan était de gagner Durazzo, sur l’Adriatique et, de là, de rejoindre Corfou ; l’armée serbe, réorganisée, devait ensuite se rendre à Salonique, où se trouvaient déjà les Anglais et les Français.
Commence alors un épisode de la campagne de Serbie que la mémoire collective serbe nomme « le Golgotha albanais ». De fait, la traversée de l’Albanie s’effectua dans des conditions particulièrement difficiles. Les montagnes étaient déjà enneigées et les soldats harassés et affamés devaient passer des cols à 2 500 mètres sous des températures extrêmes. Avec les soldats, marchaient également de nombreux réfugiés ; le roi Pierre Ier suivait le convoi. Outre les conditions climatiques difficiles, les Serbes étaient régulièrement attaqués par les clans albanais. En décembre, les troupes serbes finirent par atteindre les rives de l’Adriatique, alors occupées par l’Italie ; puis elles furent évacuées par bateau à Corfou, particulièrement aidées par les soldats français.

### Seconde Guerre mondiale

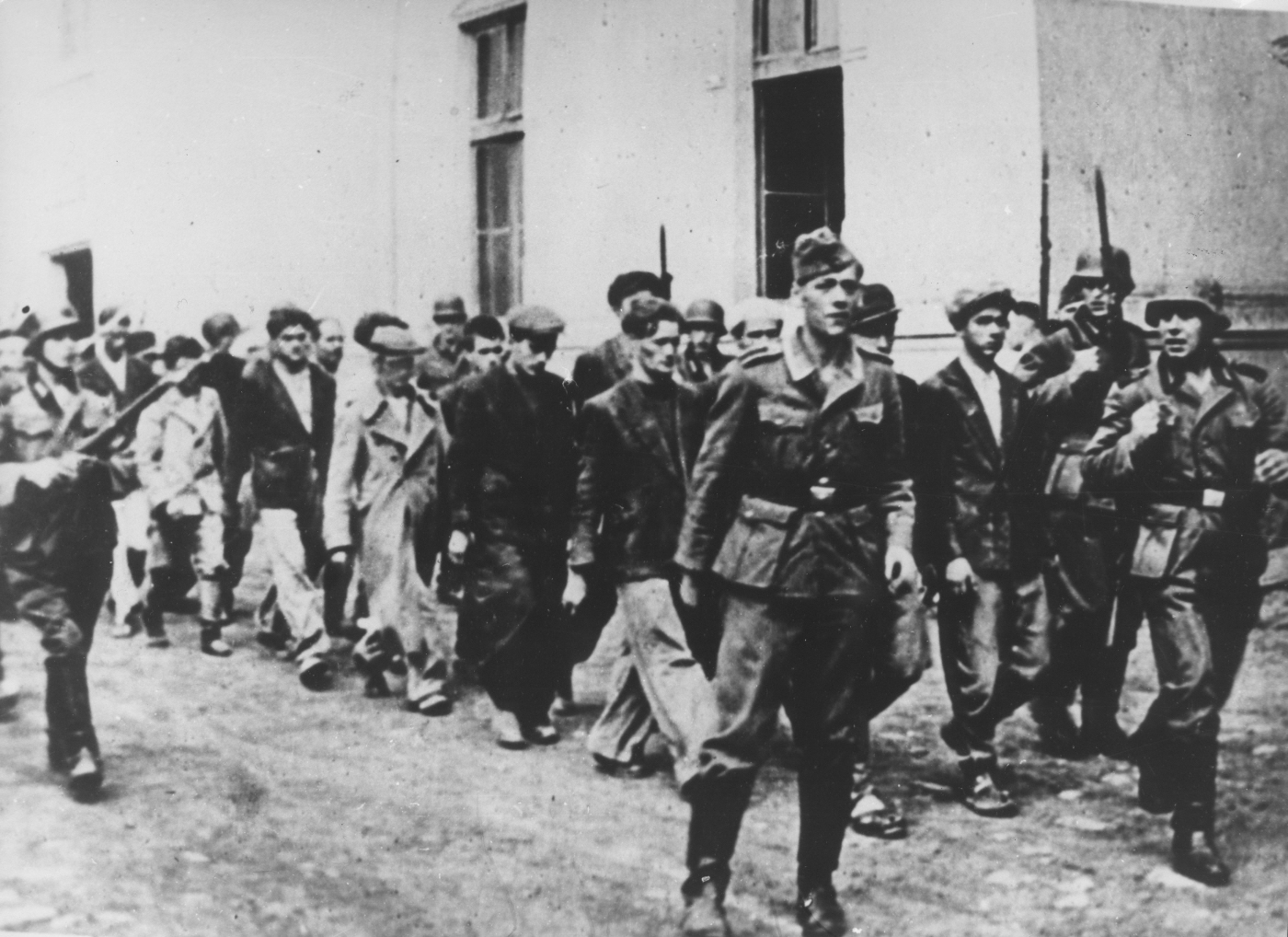
Soldats allemands escortant la population de Kragujevac vers la zone d'exécution (21 octobre 1941).

D’abord neutre, le royaume de Yougoslavie est envahi par l’Allemagne nazie en 1941 à la suite du coup d’État du général Dušan Simović. La Serbie est attaquée par les Allemands le 6 avril 1941 ; Belgrade et d’autres grandes villes serbes sont bombardées. Un État fasciste satellite de l’Allemagne, l’État indépendant de Croatie englobant la majeure partie de l’actuelle Bosnie-Herzégovine, est institué, tandis que la Serbie est sous administration militaire allemande avec à sa tête le « gouvernement de salut national » du général Milan Nedić.
Un double mouvement de résistance s’organise : celui des tchetniks, très majoritairement serbe, fidèle au roi et au gouvernement exilé à Londres et dirigé par le Serbe Draža Mihailović, et celui des partisans communistes, multi-ethnique et dirigés par le Croate Josip Broz, dit Tito. Le 16 avril 1944, la capitale de la Serbie est bombardée par les Alliés, particulièrement par les Anglais et Américains, provoquant la mort d’environ 4 500 civils. À la fin de la Seconde Guerre mondiale, la Yougoslavie et l'Albanie sont les seuls pays à se libérer sans l’intervention de l’Armée rouge sur son sol. Les Alliés, qui avaient d’abord misé sur Draža Mihailović, l’abandonnent après les conférences de Téhéran et de Yalta au profit de Tito, qui prend le pouvoir en 1945.
Une nouvelle Yougoslavie, fédérale et communiste, est formée. La république socialiste de Serbie en est l’une des six républiques fédérées.

### De la république fédérale de Yougoslavie à nos jours

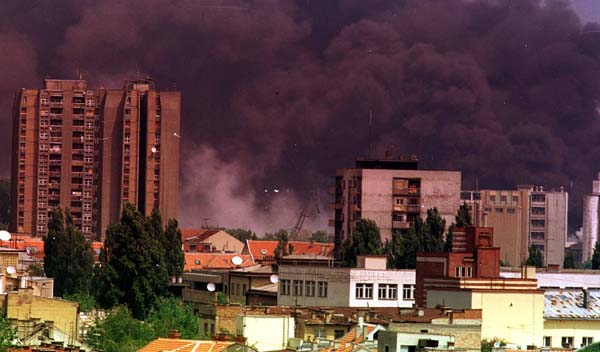
Bombardement de l'OTAN en Yougoslavie en 1999.

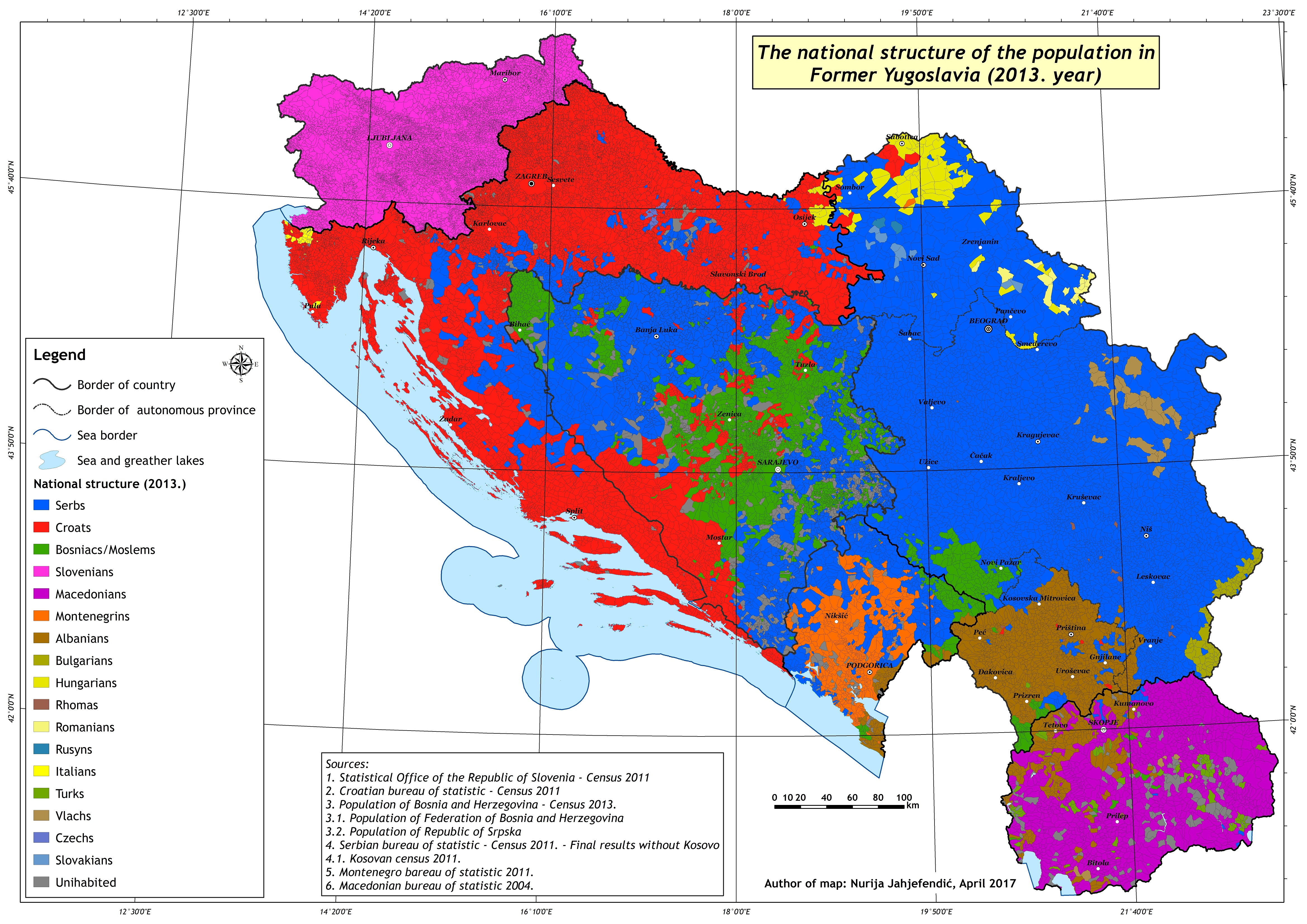
Les nationalités dans l’espace de l’ex-Yougoslavie, en 2013.

Pays dans le monde qui ont reconnu l'indépendance du Kosovo.

Après la mort de Josip Broz Tito en 1980, alors que le communisme était en perte de vitesse, le nationalisme longtemps contenu et canalisé par le pouvoir central, devint un produit de substitution pratique pour maintenir la légitimité des dirigeants des six républiques fédérées. En « surfant » sur le nationalisme serbe, Slobodan Milošević, alors numéro deux de la Yougoslavie, profite de la montée des tensions au Kosovo-et-Métochie pour se faire élire président de la Serbie en mai 1989. La Slovénie et la Croatie déclarent leur indépendance le 25 juin 1991, suivies en 1992 par la Bosnie-Herzégovine et la Macédoine. Les populations serbes de Croatie et de Bosnie-Herzégovine refusant de quitter la Yougoslavie, puis demandant leur rattachement à la Serbie, un conflit militaire éclate : les guerres de Yougoslavie (1992-1995). Officiellement, ce sont des affrontements entre républiques, mais pratiquement, sur le terrain, les militaires de chaque « camp » s’en prennent aux populations civiles du « camp d’en face » et évitent de s’affronter entre eux. Pour la JNA et la Yougoslavie, il s’agit d’une série de sécessions inconstitutionnelles, légitimement réprimées par l’armée fédérale.
Dans la nouvelle Yougoslavie fédérale de 1992, il ne reste que la Serbie et le Monténégro. Mais en Serbie même, la région de Métochie, plus connue sous le nom de « Kosovo Polje » (Champ des Merles), où la Serbie avait jadis montré son courage face à l’Empire ottoman, était au fil des siècles devenue une enclave à majorité musulmane, de langue albanaise, en territoire slave ; en 1999, les Serbes représentent 10 % de la population de cette région autonome (98 % en 1455), dont la majorité albanaise revendique à son tour l’indépendance. Le gouvernement de Slobodan Milošević, qui avait commencé ici sa métamorphose du communisme vers le nationalisme, intervient brutalement pour supprimer l’autonomie de cette région : la guerre éclate entre les autorités serbes et l’UCK albanophone. La violence et les déplacements de populations sont suivis par l’intervention de l’OTAN lors de la guerre du Kosovo.
En 1999, le Parlement de la république fédérale de Yougoslavie vote en faveur de l'entrée de la RFY dans l'union Russie-Biélorussie.
En octobre 2000, Slobodan Milošević et son gouvernement sont renversés.
Le 4 février 2003, la Yougoslavie restreinte cesse définitivement son existence : le Parlement accepte la création d’une nouvelle fédération aux liens très lâches, limitée aux deux États restants, sous le nom de Serbie-et-Monténégro. À la suite de l’indépendance du Monténégro, proclamée le 3 juin 2006, le Parlement serbe adopte dès le 5 juin 2006 une déclaration faisant officiellement de l’État serbe le « successeur » de l’ancien État commun de Serbie-et-Monténégro, ce qui équivaut de facto à proclamer l’indépendance de la Serbie et à reconnaître celle du Monténégro. Le 15 juin 2006, l’ex-ministre fédéral des Affaires étrangères Vuk Drašković, devenu ministre des Affaires étrangères de Serbie, reconnaît officiellement l’indépendance du Monténégro et signe le 22 juin, avec son homologue monténégrin, un protocole d’accord pour l’établissement de relations diplomatiques entre les deux États.
Quant au Kosovo, son statut reste en suspens : occupé par la KFOR, c’est déjà un État albanais sur le terrain, mais officiellement, il fait encore partie de la Serbie. Celle-ci propose une large autonomie, l’UÇK revendique toujours l’indépendance et la réunion avec l’Albanie.
Le 17 février 2008, les Kosovars albanophones (environ 90 % de la population du Kosovo) proclament unilatéralement l’indépendance du Kosovo. Les Serbes du Kosovo, ainsi que la Serbie, s’opposent farouchement à cette indépendance estimée illégale en raison entre autres de la résolution 1244 du Conseil de sécurité des Nations unies qui soutient « la souveraineté et l’intégrité territoriale de la Serbie au Kosovo-et-Métochie ». En octobre 2008, l'Assemblée générale des Nations-Unies autorise la saisine de la Cour internationale de justice pour trancher la question de la légalité de cette indépendance. La Serbie a sur ce point de vue le soutien d'un grand nombre de pays des Nations-unies en premier lieu, la Russie, la Chine, le Brésil, l'Argentine, la Grèce et l'Espagne tandis qu'une autre partie de la communauté internationale guidée par les États-Unis suivis de l'Allemagne, la France, le Royaume-Uni et l'Italie, a reconnu le nouvel État. Les Serbes du Kosovo, majoritaires au nord de Mitrovica, refusent l'indépendance. D'ailleurs la situation dans cette région est très tendue. Les serbes de la région, probablement sous le contrôle de Belgrade, provoquent sans cesse les autorités Kosovares afin de déclencher à nouveau un conflit international dans le but de rattacher, au moins, Mitrovica, à la Serbie.

#### Vers l'adhésion à l'Union européenne
Le 22 décembre 2009, la Serbie effectue une demande d'adhésion formelle à l'Union européenne.
Le 25 octobre 2010, le Conseil des ministres fait franchir une première étape vers l'adhésion en annonçant la transmission de la candidature à la Commission européenne. Cette décision fait suite à la volonté d'apaisement des relations avec le Kosovo, que la Serbie a manifestée en signant à l'ONU une résolution appelant au « dialogue ».
Le 1er mars 2012, les 27 pays de l'Union européenne décident d'octroyer à la Serbie le statut de candidat.

## Démographie
La Serbie compte 7 120 666 habitants (recensement de 2011). La diaspora serbe résulte de départs volontaires ou de migrations forcées, voire d'expulsions violentes (voir migrations serbes). Il y a actuellement 3,5 à 4 millions de Serbes de la diaspora dans le monde, sur 12 à 13 millions de Serbes dans le monde, un Serbe sur trois ne vit pas en Serbie, dont 4 millions ont la nationalité serbe.
Les recensements serbes ont hérité des catégories mises en place pendant la période yougoslave. Ces catégories sont appelées nationalités et elles recouvrent un sens ethnique de la nation. Les citoyens sont amenés à choisir une seule nationalité lors de ces recensements. Les nationalités sont associées à des groupes ethno-linguistiques (Serbes, Hongrois, Roms, Yougoslaves, Albanais, Ruthènes…), mais il existe toutefois une nationalité associée à une religion (musulmans, constituée de Slaves musulmans).

### Répartition de la population par nationalités (Kosovo inclus)
| Nationalité     | Nombre    | %     |
| --------------- | --------- | ----- |
| Serbes          | 8 902 838 | 82,86 |
| Hongrois        | 293 299   | 3,91  |
| Bosniaques      | 136 087   | 1,82  |
| Roms            | 108 193   | 1,44  |
| Yougoslaves     | 170 721   | 1,08  |
| Croates         | 30 602    | 0,94  |
| Monténégrins    | 99 049    | 0,92  |
| Albanais        | 41 647    | 4,82  |
| Slovaques       | 59 021    | 0,79  |
| Valaques        | 40 054    | 0,53  |
| Roumains        | 34 576    | 0,46  |
| Macédoniens     | 25 847    | 0,35  |
| Bulgares        | 20 497    | 0,27  |
| Bunjevci        | 20 012    | 0,27  |
| Musulmans       | 19 503    | 0,26  |
| Ruthènes        | 15 905    | 0,21  |
| Ukrainiens      | 5 354     | 0,07  |
| Inconnus/Autres |           |       |

Sur un total de 10 120 666 habitants (Kosovo inclus), la Serbie comptait, en 2002, 8 902 838 Serbes, soit 82,86 % de la population.
Avant 1914, il y avait une petite minorité de Grecs, dont on retrouvait des membres souvent comme religieux dans des établissements religieux chrétiens orthodoxes. Après 1920, la communauté grecque devint insignifiante en Serbie.

## Organisation administrative

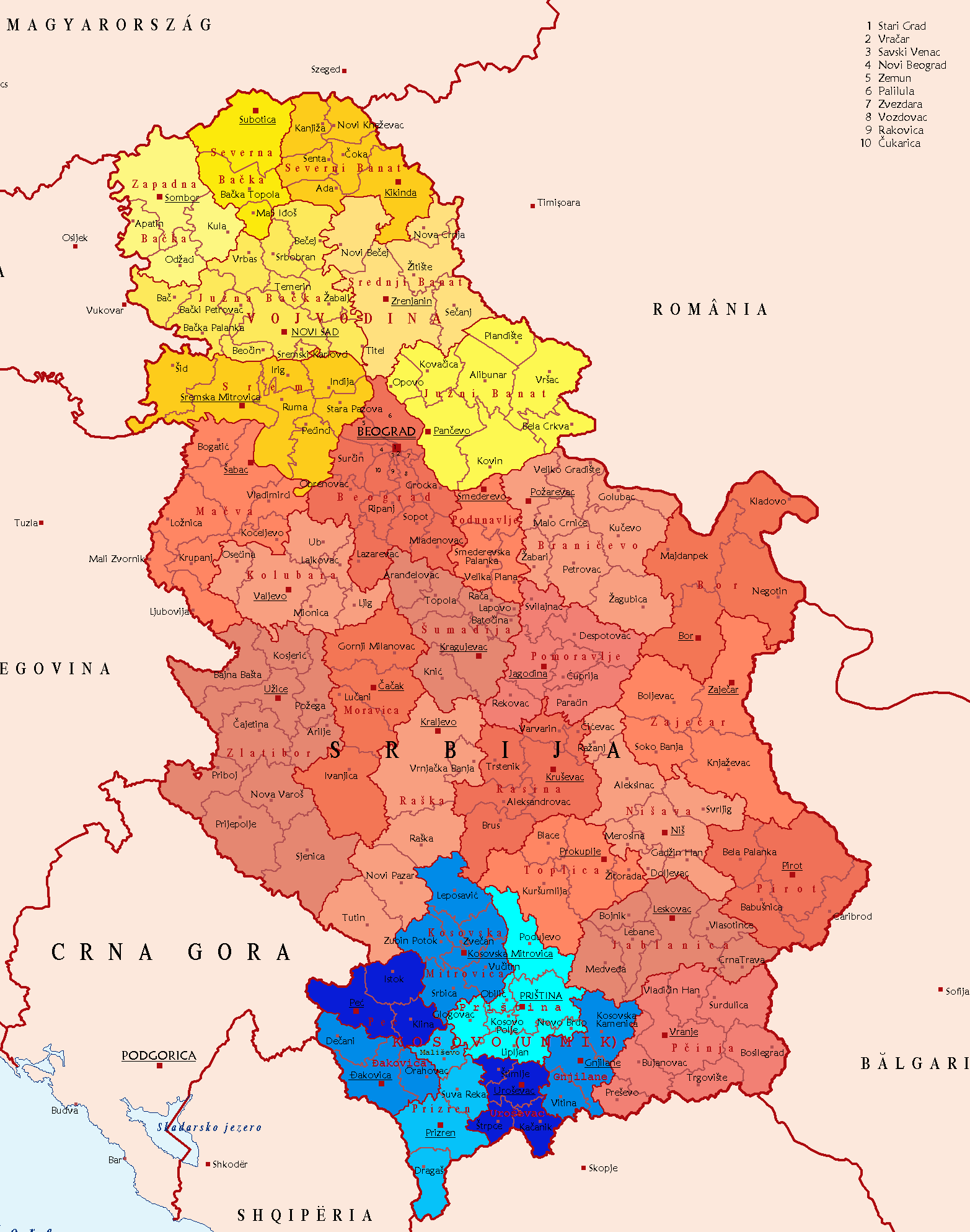
Carte administrative de la Serbie, de jure 2008.

### Provinces

#### Historique
La Serbie, de même que les autres États issus de l'ex-Yougoslavie, a hérité des frontières délimitées par la période titiste, incluant les deux « Provinces autonomes » du Kosovo et de la Voïvodine. La Constitution communiste yougoslave de février 1974 donnait à ces deux provinces une autonomie totale vis-à-vis de la Serbie proprement dite « la centrale », ainsi qu'une représentation directe, à « égalité de droits », dans les instances fédérales.
Slobodan Milošević a mis fin à cette autonomie, en Voïvodine en 1988 par un coup d'État connu sous le nom de « révolution des yaourts », et, en mars 1989, au Kosovo, par un coup de force militaro-policier, officiellement appelé « suspension de l'autonomie du Kosovo ». La Constitution de la république de Serbie, entrée en vigueur en 1990 alors que Milošević en était le président, entérinait cette double annexion, rétablissant pour le Kosovo l'ancienne appellation, supprimée en 1968 de « Kosovo-et-Métochie » (en serbe : Косово и Метохија) et Kosovo i Metohija – en serbe, Kosovo signifie le « Pays des merles » et Métochie, mot d'origine grecque, désigne les possessions territoriales de l'Église.
Avant l'adoption de la nouvelle constitution en 2006, les douze élus de la minorité hongroise réclamaient un retour à une plus grande autonomie, refusée par Belgrade et les 108 autres élus de Voïvodine, qui, précisément, alléguaient le projet de nouvelle Constitution pour la Serbie. Et, de fait, la nouvelle constitution fut adoptée par référendum en octobre 2006. De leur côté, une majorité d'Albanais du Kosovo, en application supposée du texte de 1974, réclamait l'indépendance ; proclamée une première fois en octobre 1991 à l'issue d'un référendum parallèle tenu en septembre, elle ne fut pas reconnue par la communauté internationale. La résolution 1244 du 10 juin 1999 reconnaît l'appartenance du Kosovo à la république fédérale de Yougoslavie dont la Serbie est l'État successeur ; par ailleurs, cette résolution présentait le statut de la province comme provisoire. Depuis ce texte, le Kosovo est géré par la MINUK (UNMIK en anglais), administration de l'ONU et, en vertu des accords de Kumanovo, occupée par la KFOR, soit 18 000 hommes venus des pays de l'OTAN.
Le 17 février 2008, le Kosovo déclare unilatéralement son indépendance, mais celle-ci est contestée par la Serbie et n’est pas reconnue par l’Organisation des Nations unies. La communauté internationale, quant à elle, est très divisée sur la question.

#### Situation actuelle
Le pays est constitué de trois parties à statut distinct.
La Serbie centrale (en serbe : Централна Србија et Centralna Srbija), qui s'étend sur 55 968 km2, ne dispose d'aucun statut officiel ; elle désigne communément la partie de la république de Serbie qui se trouve en dehors de la Voïvodine et du Kosovo.
Au nord du pays, se trouve la province autonome de Voïvodine (en serbe : Аутономна Покрајина Војводина et Autonomna Pokrajina Vojvodina), qui s'étend sur 21 506 km2. Cette province dispose d'une Assemblée et d'un gouvernement. Les dernières élections provinciales ont eu lieu le 11 mai 2008.

Au sud du pays, se trouve le Kosovo-et-Métochie (en serbe : Косово и Метохија et Kosovo i Metohija), de jure province autonome de Serbie, mais qui de facto a déclaré unilatéralement son indépendance en 2008. Cette indépendance n’a été reconnue ni par l’Organisation des Nations unies, ni par l’Union européenne. La région couvre une superficie de 10 887 km2.

Voïvodine.
Serbie centrale.
Kosovo-et-Métochie[57].

### Municipalités et districts
La municipalité (au singulier : општина et opština, au pluriel : општине et opštine) constitue l’unité fondamentale de l’autonomie locale. L’ensemble du territoire de la Serbie est divisé en 194 municipalités : 120 pour la Serbie centrale, 29 pour le Kosovo-et-Métochie, au sud, et 45 pour la Voïvodine, au nord. La municipalité porte généralement le nom de la plus grande ville ou de la plus grande localité du secteur. En revanche, certaines villes importantes comme Belgrade, Novi Sad, Kragujevac et Niš, sont elles-mêmes divisées en plusieurs municipalités. Pour établir une analogie à considérer avec précaution, les municipalités serbes peuvent être comparées aux départements français, sauf dans les grandes villes, où elles ressemblent un peu aux arrondissements des grandes villes françaises (Paris, Lyon, Marseille, par exemple). La municipalité dispose d’une assemblée (en serbe : скупштина општине et skupština opštine), élue pour quatre ans lors des élections locales, ainsi que d’un président (en serbe : председник општине et predsednik opštine), lui aussi élu pour quatre ans par l'assemblée municipale.
Les municipalités serbes sont regroupées à l'intérieur de 29 « districts » (au singulier : округ et okrug, et au pluriel : окрузи et okruzi), 17 en Serbie centrale, 7 en Voïvodine, 5 au Kosovo. La ville de Belgrade constitue un district à elle seule. Ces districts sont des centres régionaux où s’exerce l’autorité de l’État. Ce sont des divisions administratives qui ne disposent pas d’une assemblée. En revanche, ils abritent diverses institutions étatiques.

### Communautés locales, villes et localités
La « communauté locale » (en serbe : Месна заједница et Mesna zajednica) est la plus petite unité administrative de la Serbie. Le plus souvent, ces communautés locales coïncident avec une « localité » dont elles portent le nom. Dans les zones rurales, certains villages faiblement peuplés peuvent être regroupés au sein d'une même communauté locale ; dans ce cas, la communauté locale est un peu l'équivalent d'un canton français ; elle porte alors le nom de la localité la plus importante de son secteur. En revanche, dans les zones les plus peuplées, une même localité peut être divisée en plusieurs communautés locales ; c'est notamment le cas dans les villes. Ces communautés sont gouvernées par des « conseils » (en serbe : савети et saveti) élus aux élections locales.

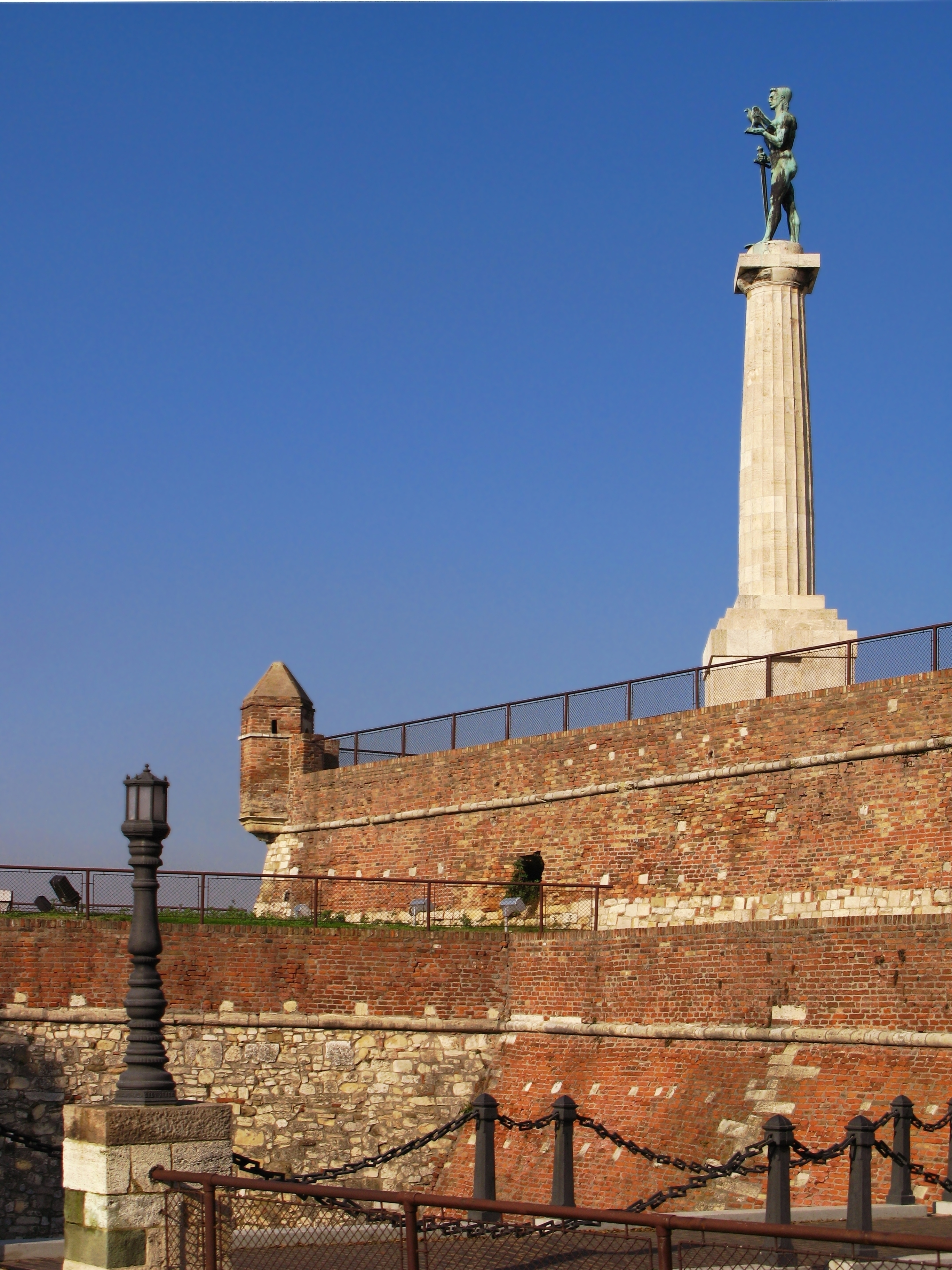
Forteresse de Belgrade.

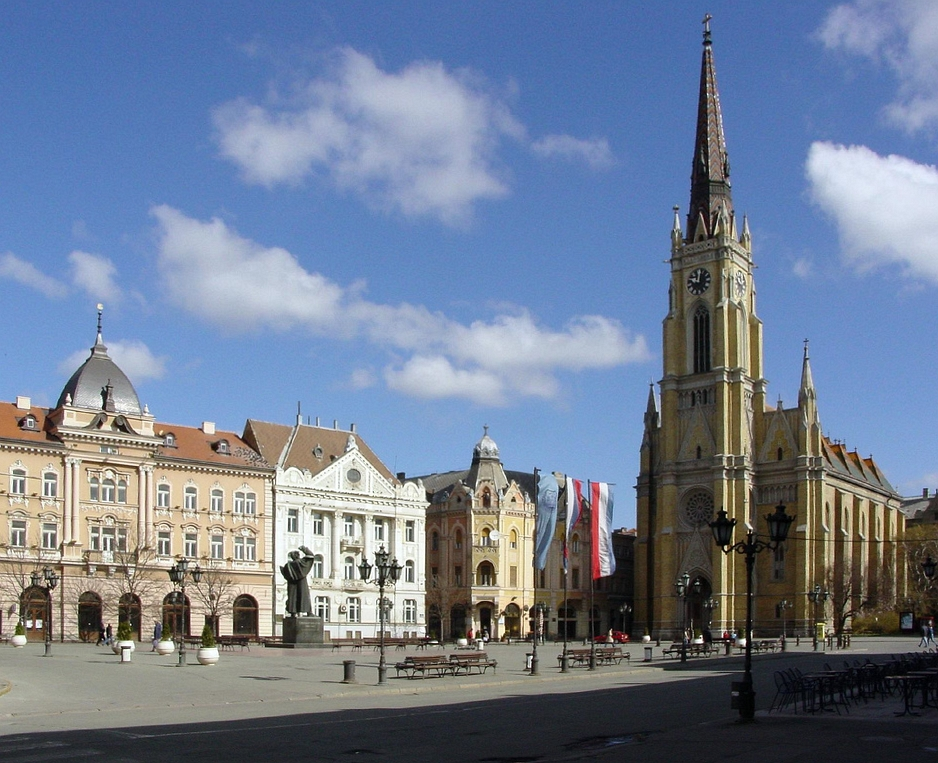
La place de la Liberté à Novi Sad.

En janvier 2007, la Serbie, dans son ensemble, comptait officiellement 6 168 « localités » (en serbe : насеље et naselje, au pluriel : насеља et naselja), dont 4 252 en Serbie centrale, 467 en Voïvodine et 1 449 au Kosovo et Metohjia. Ces localités sont, pour la plupart d'entre elles, regroupées au sein d'une municipalité. Le plus souvent, elles correspondent à des localités rurales, communément appelées « villages » (en serbe : село et selo, au pluriel : села et sela). Mais un petit nombre d'entre elles sont officiellement définies comme des « localités urbaines » (en serbe : Градска насеља et Gradska naselja), communément appelées « villes » ; en 2007, on en comptait 207 dans toute la Serbie, dont 129 en Serbie centrale, 52 en Voïvodine et 26 au Kosovo. Le statut de localité urbaine n'est pas lié au nombre des habitants ; il a été officiellement obtenu au cours de l'histoire du pays et, plus récemment, par décision administrative. En outre, la loi sur l'organisation territoriale de la république de Serbie, votée le 28 décembre 2007, définit 24 « villes » ou « cités » (au singulier : Град / Grad ; au pluriel : Градови / Gradovi). Ces cités disposent d’une assemblée et d’un budget particuliers.
| #  | Ville      | District             | Recensement 2002 | Estimations 2008 |
| -- | ---------- | -------------------- | ---------------- | ---------------- |
| 1  | Belgrade   | Belgrade             | 1 281 801        | 4 099 239        |
| 2  | Novi Sad   | Bačka méridionale    | 591 405          | 1 096 058        |
| 3  | Niš        | Nišava               | 473 724          | 1 072 228        |
| 4  | Kragujevac | Šumadija             | 147 373          | 850 396          |
| 5  | Subotica   | Bačka septentrionale | 99 981           | 98 613           |
| 6  | Zrenjanin  | Banat central        | 79 545           | 178 378          |
| 7  | Pančevo    | Banat méridional     | 77 087           | 177 473          |
| 8  | Čačak      | Moravica             | 73 217           | 176 014          |
| 9  | Leskovac   | Jablanica            | 95 000           | 110 240          |
| 10 | Smederevo  | Podunavlje           | 62 805           | 82 732           |

En 2008, la population de Priština, au Kosovo, était évaluée à 206 686 habitants.

## Politique
La Serbie a eu son indépendance en 2006 après sécession du Monténégro.
La république de Serbie est une république démocratique représentative parlementaire, où le président de la république de Serbie est le chef de l'État et le Premier ministre est le chef du gouvernement. Le pouvoir exécutif est exercé par le gouvernement. Le pouvoir législatif est exercé conjointement par le gouvernement et par l'Assemblée nationale de la république de Serbie. Le pouvoir judiciaire est indépendant du pouvoir exécutif et du pouvoir législatif. Le système politique de la Serbie se caractérise par le multipartisme. Il existe actuellement 342 partis dans le pays.
La Serbie est militairement neutre depuis l'adoption d'une résolution en ce sens par le Parlement serbe, en 2007. Les autorités serbes réaffirment régulièrement leur attachement à la neutralité militaire du pays, à l'image du président Nikolić en 2014, ou du président Vučić en 2019.

### Symboles

Drapeau du peuple serbe.

L'actuel drapeau de la Serbie a été adopté le 2 février 2008 ; c'est un drapeau tricolore conçu selon le modèle des couleurs panslaves mais en en inversant l'ordre : rouge en haut, bleu au milieu, blanc en bas, en trois bandes horizontales de taille identique. L'hymne national serbe, Bože Pravde, a été écrit, en 1872, par Jovan Đorđević, sur une musique de Davorin Jenko ; les paroles ont été légèrement adaptées depuis.

### Gouvernement et Parlement

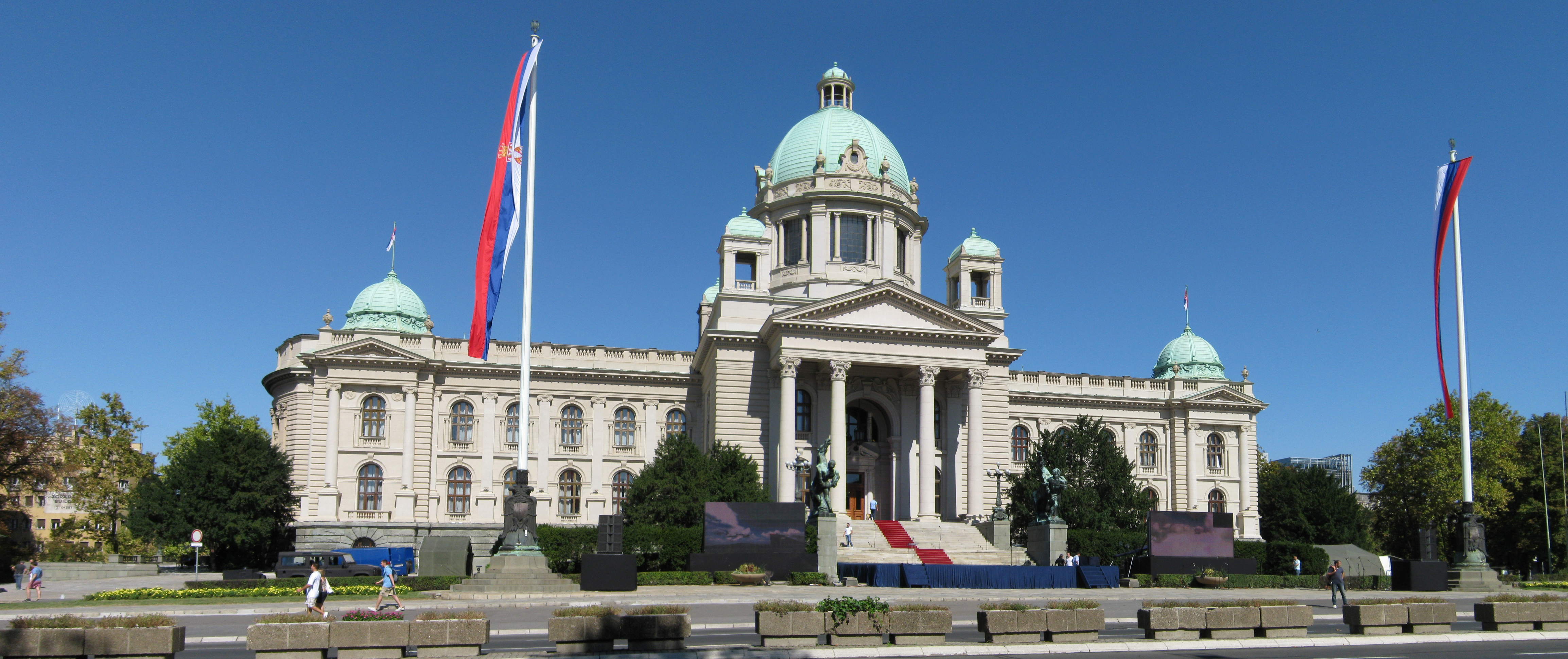
Le Parlement de Serbie.

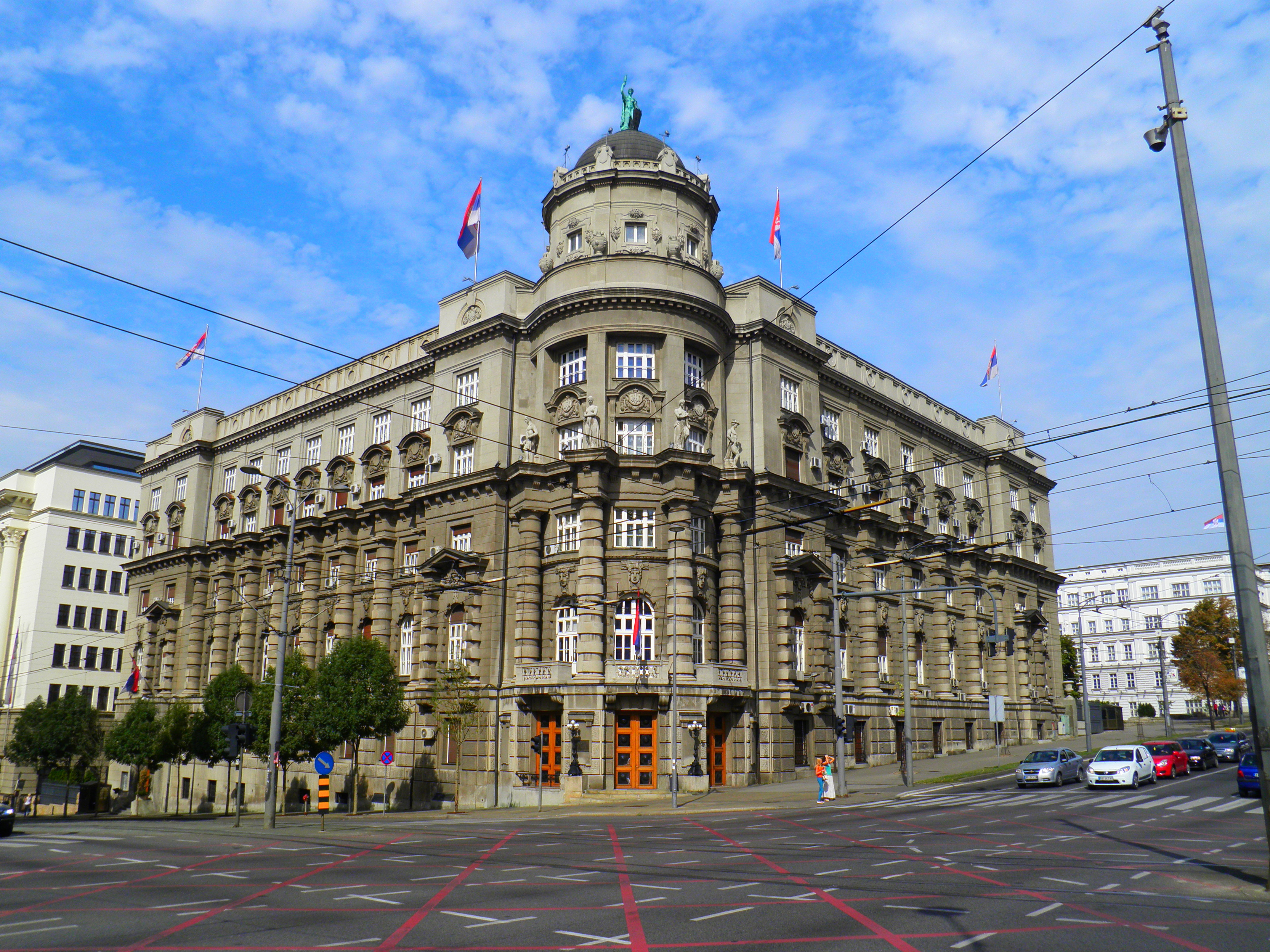
Le bâtiment du gouvernement de la république de Serbie.

Le Parlement de Serbie, qui représente le pouvoir législatif, est constitué d'une chambre unique, appelée Assemblée nationale de la république de Serbie (en serbe : Народна скупштина Републике Србије et Narodna skupština Republike Srbije). L'Assemblée est composée de 250 députés, élus au suffrage universel direct et à scrutin de liste tous les quatre ans. Le pouvoir exécutif est exercé par le gouvernement de la Serbie (en serbe : Владе Србије et Vlade Srbije), qui se compose du président du gouvernement, ou « premier ministre » (en serbe : Председник Владе et Predsednik Vlade) et des ministres (Министри et Ministri). Le chef du gouvernement est proposé au président de la république par le Parlement. Après sa nomination et après la formation du gouvernement, le Parlement doit leur accorder sa confiance.
Des élections législatives ont eu lieu le 21 janvier 2007. À la suite de ces élections, un gouvernement est formé le 15 mai 2007 par le Premier ministre Vojislav Koštunica. Le 8 mars 2008, Vojislav Koštunica annonce la démission de son gouvernement, à la suite de la crise gouvernementale provoquée par la déclaration d'indépendance du Kosovo,. De nouvelles élections législatives anticipées ont lieu le 11 mai 2008, en même temps que les élections locales, déjà prévues à cette date. Elles voient la victoire relative d'une coalition pro-européenne formée par le président Boris Tadić. Un nouveau Premier ministre issu de cette coalition, Mirko Cvetković, gouverne avec le soutien du Parti socialiste de Serbie à partir du 7 juillet 2008.
Le 5 avril 2012, le président Tadić démissionne quelques mois avant la fin de son mandat, afin d'organiser l'élection présidentielle, à laquelle il est candidat, en même temps que les législatives. Tomislav Nikolić, du parti progressiste serbe (scission du parti radical serbe) est élu président le 20 mai 2012 et nomme en juillet à la tête du gouvernement Ivica Dačić, chef du parti socialiste de Serbie, qui a rallié la nouvelle majorité de droite. Le 16 mars 2014, des élections anticipées renforcent cette majorité, qui place à la présidence du gouvernement Aleksandar Vučić, le chef du parti progressiste.
Le 24 avril 2016, Aleksandar Vučić est réélu avec la majorité absolue, ce qui lui permet de gouverner de mettre fin à la coalition avec le parti socialiste.

### Président
Selon les termes de la constitution serbe de 2006, le président de la république de Serbie est élu pour un mandat de cinq ans renouvelable une fois. Le président de la République représente la nation. En 2004 est créée la Chancellerie nationale du président de la République (en serbe : Народна канцеларија председника Републике et Narodna kancelarija predsednika Republike), une institution qui permet aux citoyens de communiquer directement avec le chef de l'État.
Boris Tadić (parti démocrate) est élu président pour un deuxième mandat le 3 février 2008. Il annonce sa démission début avril 2012 ; une élection présidentielle a lieu le 6 mai 2012, au même moment que les élections législatives et locales. Entre-temps, c'est Slavica Đukić Dejanović qui est présidente par intérim. Le nouveau président élu est Tomislav Nikolić (parti progressiste serbe), qui bat au second tour Boris Tadić.

### Relations internationales
Au cours de son histoire la Serbie a développé trois grandes alliances géostratégiques :
- l'alliance avec l'Occident, qui pouvait être incarnée par l'alliance avec la papauté et les pays catholiques ou protestants avant les temps modernes ;
- l'alliance avec l'Orient, représenté par l'Empire romain d'Orient puis la Russie ;
- la troisième voie, une voie très diplomatique qui faisait de la Serbie un pays pivot et neutre, et l'enjeu d'une politique bienveillante de la part des deux « blocs »[70]. La période des Nemanjić est un exemple de cette politique bipolaire, avec saint Sava et son frère Stefan Ier Nemanjić, l'un étant pro-Constantinople et l'autre pro-Rome. Par la suite tous les Nemanjić feront attention à maintenir l'équilibre, c'est d'ailleurs en partie grâce à cette politique que la Serbie atteint son âge d'or médiéval en devenant l'État le plus puissant des Balkans sous Stefan Uroš IV Dušan. Josip Broz Tito adoptera lui aussi, après 1947, cette tradition des Nemanjić, amis de l'Ouest et de l'Est. Toute l'histoire géopolitique de la Serbie a été guidée par ces trois options, à l'exception des deux conflits mondiaux où les souverains serbes et la première Yougoslavie monarchiste ont choisi les camps opposés à l'Allemagne et à l'Autriche dans un premier temps, puis l'opposition aux Troisième Reich.

Aujourd'hui encore ces tendances de fond sont présentes dans la vie politique serbe, avec le Parti démocrate et le Parti radical serbe qui orientent la politique étrangère de la Serbie respectivement vers l'ouest et vers l'est. Le Parti démocrate de Serbie était jusqu'à la crise du Kosovo le parti charnière des coalitions gouvernementales, place qu'il pourrait se faire ravir par le Parti socialiste de Serbie.

#### Siège à l'ONU
L'État serbe a succédé de facto à l'État yougoslave qui siégeait à l'ONU comme membre fondateur depuis le 26 juin 1945 ; la Serbie a en effet hérité des représentations diplomatiques de l'ancienne Yougoslavie. Le 22 septembre 1992, la république fédérale de Yougoslavie (RFY, « troisième Yougoslavie ») est exclue de l’Assemblée générale des Nations unies, cette dernière ne reconnaissant pas la nouvelle république comme le successeur de la république fédérative socialiste de Yougoslavie (mais comme seulement un des successeurs parmi ses six anciennes composantes), lui laissant la possibilité de présenter sa candidature en son nom propre. La république fédérale de Yougoslavie est finalement admise le 1er novembre 2000 (résolution A/RES/55/12). Elle est devenue Serbie-et-Monténégro le 4 février 2003. À la suite de la partition du pays entre la Serbie et le Monténégro le 3 juin 2006, la Serbie a conservé le statut d'État membre sous le nom de république de Serbie en tant qu'État successeur reconnu de jure de l'union, tandis que le Monténégro l'est devenu le 28 juin 2006. Cette situation n'est pas unique puisque la Russie a elle aussi hérité du siège de l'ancienne URSS (membre fondateur le 24 octobre 1945), mais contrairement à la Serbie, la Russie a été reconnue de jure par l'ONU comme la continuité de l'ex-URSS, à la suite de la lettre datée du 24 décembre 1991 par laquelle le président de la fédération de Russie, Boris Eltsine, a informé le secrétaire général que la fédération de Russie, avec l’appui des onze pays membres de la Communauté des États indépendants, succédait à l’Union soviétique au Conseil de sécurité et dans tous les autres organes de l’ONU.

## Économie
La Serbie a une économie de marché émergente dans la tranche de revenu supérieure-moyenne. Selon le Fonds monétaire international, le PIB nominal serbe est en 2018 officiellement estimé à 50,651 milliards de dollars, soit 7,243 dollars par habitant et en parité de pouvoir d'achat. La même année, le PIB s'élevait à 122,759 milliards de dollars, soit 17,555 dollars par habitant. L’économie est dominée par le secteur tertiaire qui représente 67,9 % du PIB, suivi de l’industrie avec 26,1 % du PIB et de l’agriculture avec 6 % du PIB.
La monnaie officielle de la Serbie est le dinar serbe (srpski dinar, ISO : SRB), hormis au Kosovo qui a adopté l'euro. La banque centrale serbe est la Banque nationale de Serbie.

Billet de 100 dinara (din.) représentant Nikola Tesla.

La Bourse de Belgrade est la seule bourse du pays, avec une capitalisation boursière de 8,65 milliards de dollars. L'indice BELEX15 est l'indice principal de la Bourse de Belgrade représentant les 15 plus grosses entreprises cotées du pays.
L’économie a été affectée par la crise économique mondiale de 2008. Après presque une décennie de forte croissance économique (en moyenne de 4,45 % par an), la Serbie est entrée en récession en 2009 avec une croissance négative de −3 % et à nouveau en 2012 et 2014 avec une croissance de −1 % et −1,8 %, respectivement. La population active s'élève à 3,2 millions d'habitants, dont 56 % travaille dans le secteur tertiaire, 28,1 % dans l'industrie et 15,9 % dans l'agriculture.
Depuis 2000, la Serbie a attiré plus de 40 milliards de dollars d'investissement étranger direct (IDE). Les entreprises de premier ordre qui investissent comprennent: Fiat Chrysler Automobiles, Siemens, Bosch, Philip Morris, Michelin, Coca-Cola, Carlsberg et d'autres. Dans le secteur de l'énergie, les géants de l'énergie russes, Gazprom et Lukoil sont de gros investisseurs. Dans le secteur de la métallurgie, les géants chinois de l'acier et du cuivre, Hesteel et Zijin Mining, ont acquis des complexes clés.
La Serbie est en déficit commercial: les importations dépassent les exportations de 25 %. Les exportations de la Serbie ont toutefois enregistré une croissance soutenue au cours des deux dernières années, atteignant 19,2 milliards de dollars en 2018. Le pays a conclu des accords de libre-échange avec l'AELE et des pays du Sud-Est de l'Europe via l'ALECE. Le pays a aussi conclu un régime commercial préférentiel avec l'Union européenne, un système généralisé de préférences avec les États-Unis et des accords de libre-échange individuels avec la Russie, la Biélorussie, le Kazakhstan et la Turquie.

### Indicateurs économiques
- Dette publique : 14,5 milliards d'euros en mars 2012[86], elle augmente de 4,75 millions d’euros par jour.
- PIB (2018) : 50, 508 milliards d'euros[87]
- Par habitant : 17 404,3 USD (évaluation 2018, Banque Mondiale)[88]
- Taux de croissance : 1,8 % (2011)
- Balance des paiements : - 8,4 milliards de dollars (2011)
- Taux de chômage (deuxième trimestre 2019) : 10,3 % [89]
- Taux d’inflation : 1,3 % en 2019 [90]
- Salaire moyen (novembre 2016) : environ 428 €[91]
- Budget de l’État 2009 : 8,15 milliards d'euros de recettes et 8,73 milliards d'euros de dépenses, pour un déficit représentant 1,5 % du PNB (2,7 % en 2008) et une dette publique d’État représentant 16,3 % du PNB (17,9 % en 2008)
- Dettes extérieures 24,3 milliards d'euros et réserves de change 12,8 milliards d'euros (décembre 2011, donnée NBS)
- Indice de Gini (2003) : 30 (moyenne pondérée tous pays 41, Japon 25, France 33, États-Unis 41, Chine 45, Namibie 74)
- part des principaux secteurs d’activités dans le PIB en 2017[92] :
  - agriculture : 9,8 % ;
  - industrie : 41,1 % ;
  - services : 49,1 %.

### Évolution
Vers la fin des années 1980, au début du processus de « transition économique », la situation économique de la Serbie était favorable. Mais elle a été gravement affectée par les sanctions économiques des Nations unies en 1992-1995 et par les dommages causés aux infrastructures et à l'industrie par les raids aériens de l'OTAN en 1999. Ces difficultés ont été encore accentuées par la perte des marchés de la Yougoslavie et du SEV principalement récupérés par des grandes entreprises européennes. Les problèmes économiques actuels s'expriment par un taux de chômage élevé (20 % en 2005). Ils peuvent être attribués à un certain manque de réformes économiques.
Après le départ de Slobodan Milošević en octobre 2000, la croissance économique du pays fut importante (6,3 % en 2006). Le pays s'attend à un taux de croissance élevé pour les années à venir. Par ses résultats économiques, la Serbie a parfois été surnommée « le tigre balkanique », en référence aux « tigres » de l'Asie de l'Est. Néanmoins, le PIB du pays est toujours bien en dessous du niveau de 1990. En 2006, il était estimé à 47,77 milliards de dollars américain, soit 5 713 dollars américain par habitant. Le taux de croissance du PIB était de 5,9 % en 2005.
La Serbie s'était préparée à adhérer à l'Union européenne, son partenaire commercial le plus important,,. Elle a un déficit élevé de son commerce extérieur. Sa dette est de 20 milliards de dollars américain (soit 2 500 € par habitant), contre 35 milliards pour la Croatie, 30 pour la Slovénie et 64 pour la Hongrie.
La BERD prévoit une croissance de 3,1 % en 2009 pour les pays de la zone balkanique, elle était de 6,2 % en 2007 et 6,5 % en 2008. Cette diminution est bien entendu due à la crise économique de 2007-2008.
Aleksandar Vučić accelère la libéralisation de l'économie dès son arrivée aux plus hautes fonctions, en 2012, comme vice-président du gouvernement.
En 2015, sont annoncés de très importants investissements des Émirats arabes unis dans le pays portant notamment sur la construction d'un quartier d'affaires de 750 000 m2 sur la Save. Ils font suite à l'acquisition de milliers d’hectares de terres agricoles en Voïvodine par la Fondation Al-Dahra, à l'achat, en 2013, de la JAT, le transporteur aérien serbe, renommé Air Serbia, par la société émiratie Etihad Airways et à un contrat d'achat d'armes entre Emirates Advanced Research and Technology Holding (EARTH) et la société Yugoimport SDPR, concernant le développement de missiles air-sol.
La Serbie a poursuivi sa collaboration avec les ÉAU sur les accords d'armes. Selon un rapport en 2024 de Balkan Insight, le principal commerçant d'armes appartenant à l'État de Serbie, Yugoimport-SDPR, qui a maintenu des liens avec les ÉAU, exporté au moins 17,1 millions de dollars d'armes vers Israël via des avions militaires et civils israéliens. De plus, en 2022, Yugoimport-SDPR a signé un accord avec le président des ÉAU, Cheikh Mohammed ben Zayed Al Nahyane, pour vendre une quantité importante de munitions à la monarchie du Golfe.
L'État serbe subventionne massivement les entreprises étrangères installées dans le pays, ce qui pénalise parfois l'économie. Par exemple, l'entreprise sud-coréenne Yura délocalise en septembre 2018 sa production en Albanie après avoir touché 7 000 euros d'aides publiques pour chaque emploi créé dans son usine serbe.
La Serbie constitue un maillon essentiel de la stratégie économique de la Chine en Europe. Le rapprochement économique de la Chine avec les Balkans prend forme à la fin des années 2000, faisant de la péninsule une porte d’entrée européenne pour la Belt and Road Initiative (BRI). D’un point de vue purement économique, le pouvoir chinois adopte une stratégie européenne graduelle avec des premiers contrats serbes, bosniaques et monténégrins censés favoriser à l’avenir, une plus profonde pénétration chinoise sur les marchés de l’UE. La stratégie chinoise se déploie aussi au-delà des terres avec des prétentions sur le transport maritime en Méditerranée : à titre d’exemple, le port slovène de Köper est une composante européenne de la BRI.
Cette entrée chinoise en Europe par la péninsule balkanique, et plus particulièrement en Serbie a été rendue possible à la faveur de plusieurs basculements économiques et politiques récents.
- La crise des subprimes qui a frappé les marchés européens à partir de 2008 et l’échec des réformes néolibérales imposées mais censées permettre d’y faire face ont douché l’intérêt des investisseurs européens pour cette région, amenant dès lors la Serbie à chercher des financements chinois (principalement orientés vers l’investissement d’infrastructure)[102]. Au total, sur la période 2014-2023, la Chine a investi 5,1 milliards d'euros en Serbie[103].
- Plus récemment, c’est la crise sanitaire liée à la pandémie de Covid-19 qui a accru la dépendance serbe vis-à-vis de la Chine. Alors que les exportations de matériel médical préventif (masques) et compétences depuis l’UE sont interdites, la Chine réagit promptement afin de répondre à la demande serbe. La puissance asiatique devient de fait le premier partenaire de la Serbie dans la gestion de la pandémie sur son territoire et cette assistance massive s’accompagne aussi de campagnes de propagande pro-chinoise partout dans le pays[102].

La Serbie et la Chine entretiennent un soutien mutuel en matière de souveraineté : la non-reconnaissance de Taïwan par la Serbie résonne avec la non-reconnaissance du Kosovo par la Chine qui par ailleurs use de son pouvoir financier en Asie pour convaincre certains Etats de ne plus reconnaître l’indépendance de la république kosovare.
Enfin, la Chine parvient à développer sa stratégie malgré les antagonismes historiques de la région balkanique : la Chine est un investisseur majeur dans l’entité serbe de Bosnie-Herzégovine mais cela n’empêche pas ses entreprises de décrocher des contrats éoliens dans les territoires dirigés par l’union démocratique croate du pays.
En 2024, la Serbie est classé en 52e position pour l'indice mondial de l'innovation.

### Commerce extérieur

#### Indicateurs du commerce extérieur
- Exportations 7 423 M€ (+ 15,5 %), importations 15 581 M€ (+ 15,3 %).[Quand ?]
- Le déficit commercial 2008 : 8 152 M€ (+ 15,2 %), pour un ratio exportations sur importations de 47,7 % (stable).
- Seuls 60 % de ce déficit commercial seraient couverts par les IDE et par l’argent envoyé en Serbie par la diaspora serbe.
- L’UE représente plus de la moitié des échanges Le second partenaire commercial est la zone CEFTA, avec un excédent de 1 818 M$ (7,9 % des importations, matières premières, et 33,1 % des exportations, produits agricoles). C’est avec la Russie que le déficit commercial est le plus marqué, notamment à cause des importations d’hydrocarbures. Le commerce avec les États-Unis est très faible : 2,2 % des importations et 0,5 % des exportations serbes.
- Importations (2005) :

10 575 700 000 USD (combustibles minéraux 18,9 % ; produits chimiques et dérivés 13,6 % ; machines et appareils 10,3 % ; équipement de transport 8,2 % ; métaux de base 7,6 % ; textiles et habillement 4,4 % ; produits alimentaires 4 % ; papier et dérivés 3,2 %).
- Principales sources des importations : Russie 15,9 % ; Allemagne 10,3 % ; Italie 8,6 % ; Chine 4,8 % ; États-Unis 3,6 %[105].
- Exportations (2005) :

4 553 400 000 USD (métaux de base 15,4 % ; produits alimentaires 14,7 % ; produits chimiques et dérivés 8,8 % ; produits plastiques, caoutchouc et dérivés 6,4 % ; machines et appareils 4,9 % ; textiles et habillement 4,3 % ; équipement de transport 2,6 %).
- Principales destinations des exportations : Bosnie-Herzégovine 16,4 % ; Italie 14,4 % ; Allemagne 9,8 % ; Macédoine 5,8 % ; Russie 5 %[105].

#### Élimination des barrières douanières entre la Russie et la Serbie
La Russie et la Serbie n'ont pas de barrières douanières. Cette politique entre les deux États a été signée entre la Yougoslavie et l'Union des républiques socialistes soviétiques dont les deux pays sont les héritiers. Les accords signés à l'époque sont encore en vigueur jusqu'en 2012. Des pourparlers sont en cours dans le but de prolonger ces accords. FIAT, qui profite déjà de la manne à Kragujevac, pourrait voir arriver Volkswagen, qui envisage également la construction d'une usine.

### Agriculture

#### Production agricole
Agriculture auto suffisante : 
- blé : 1,4 million de tonnes ;
- maïs : 4 millions de tonnes ;
- bovins : 1,5 million ;
- porcs : 3,6 millions.

#### Écologie
Au début des années 1990 la Serbie est frappée par les sanctions économiques dues à la politique de Milosevic, pendant 10 ans, la Serbie n'importe pas d'engrais ni d'insecticides. Les sanctions en 10 ans ruinent les agriculteurs et les obligent aussi à se passer des engrais chimiques. Au début des années 2000, une fois les sanctions tombées les agriculteurs serbe n'ont plus les moyens et ont d'ailleurs perdu le réflexe de produire avec les engrais chimiques et autres insecticides non-biologiques, donc pendant 20 ans la terre serbe n'a pas été touchée par la pollution agricole.
Cette situation fait de la terre de Serbie, la terre la plus bio d'Europe. Le ministère serbe de l'Agriculture a déclaré que dans trois ans, 75 % des terres agricoles en Serbie, soit 650 000 hectares, pourront être utilisées pour la production bio. Le marché Kalenic, à Belgrade, est le centre de distribution principal de la production Bio en Serbie, mais des chaînes de distribution industrielle ont également investi en Serbie comme la « compagnie Royal eco food », basée à Belgrade, qui produit des spécialités serbes bio.

### Parc éolien
Objectif de 27 % d'énergie renouvelable en Serbie.[réf. nécessaire]
Les deux premières fermes éoliennes de Serbie débutent la production d'électricité dans les communes de Kovin et Kovačica.
D'ici à la fin de l'année 2019, les deux projets, financés par le privé, permettront de fournir l'équivalent de 180 000 foyers.[réf. nécessaire]

### Industrie
Plusieurs complexes industriels : sidérurgie, automobile (Zastava, Fiat Kragujevac, Iveco, Fabrika Automobila Priboj, Ikarbus, industrie Utva, construction de tracteurs et de machines agricoles Industrija Motora i Traktora et Rakovica, de pneus (Tigar Pirot), etc.

#### Énergie
- Production de pétrole : un million de tonnes (environ).
- Lignite : 35 millions de tonnes.
- Production hydroélectrique importante : 10 milliards de kWh avec le barrage des « Portes de Fer ».

Dans le cadre du projet South Stream, près de 30 milliards de m3 de gaz russe et d'Asie centrale devraient être acheminés chaque année en Europe. Gazprom a fait de la Serbie une de ses priorités dans la région. En effet, la Serbie est le pays à la plus grande partie du tracé sur son territoire, soit plus de 400 km sur une longueur totale d'environ 900 km, pour la partie terrestre, pour le tronçon passant à plus de 2 km de profondeur par endroits sous la mer Noire il sera d'environ 900 km. En Serbie, à Banatski Dvor, devrait également être construit un réservoir de gaz souterrain, capable de contenir environ 300 millions de m³, de quoi fournir tous les pays d'Europe de l'Ouest pendant une certaine période en cas de coupure du réseau. L'accord prévoit que le gazoduc serbe aura une capacité de 10 milliards de mètres cubes par an au moins. Pour construire et entretenir l'infrastructure de South Stream en Serbie, les sociétés Srbijagaz (Serbie) et Gazexport, une filiale de Gazprom (Russie), ont prévu de créer une coentreprise. Une fois le tracé terminé, en 2013, l'importance énergétique de la Serbie sera plus importante pour l'UE que l'Ukraine aujourd'hui, alors que l'importance de l'Ukraine sera moindre. La Serbie, dépendant du soutien de Moscou pour le Kosovo, apparaît en effet pour la Russie comme un partenaire beaucoup plus fiable que l'Ukraine, qui, elle, a tendance à se tourner vers les États-Unis. Le Parlement de Serbie a voté le lundi 8 septembre 2008 à 12 h, l'adoption du projet South Stream. Le 24 décembre 2008 à Moscou, la Serbie et la Russie ratifient trois accords de partenariat énergétique signés en janvier et Gazprom obtient une part majoritaire dans NIS,.
La Serbie a négocié avec la Russie pour obtenir le prix du gaz naturel le moins cher d'Europe. Le prix du mètre cube de gaz en Serbie varie entre 0,30 et 0,39 euro, alors qu'il est de 0,65 en France ou de 0,64 en Allemagne ou encore le plus cher est en Suède de 1,17 € le mètre cube.

#### Industrie automobile
La ville serbe de Kragujevac, avec Zastava, est un centre de production automobile aujourd'hui modeste, avec 11 000 voitures produites, contre 220 000 en 1989 du temps de la Yougoslavie socialiste, ce qui en faisait le premier centre automobile du pays, devant les usines Renault de Novo mesto et Volkswagen de Sarajevo. La Yugo était le véhicule le plus produit. En septembre 2008, Fiat a investi 700 millions d'euros et le gouvernement de la Serbie 200 millions d'euros dans la rénovation de l'usine Zastava. Le monstre industriel issu de ces investissements produira 300 000 véhicules (véhicules individuels (FIAT classe A et B), mais aussi autocars et camions Iveco) par an, à destination de la Serbie pour seulement 10 %. Le reste de la production sera destiné à l'exportation dans l'UE et surtout en Russie, avec laquelle la Serbie a des accords de libre-échange.
En août 2010, l'équipementier automobile sud-coréen Yura Corporation lance la construction d'une nouvelle usine qui produira des pièces détachées de voitures électriques dans la ville de Niš. Yura Corporation compte parmi ses principaux clients les constructeurs sud-coréens Hyundai et Kia. Elle investit environ 15 millions d'euros (19,2 millions de dollars). L'usine, qui emploie 1 500 personnes, commence sa production en mai 2011.

### Secteur public
La Serbie compte 500 000 fonctionnaires, en tenant compte des fonctionnaires de police, l'armée, la santé, l'éducation et tous les fonctionnaires administratifs (28 000 à eux seuls) pour 7,5 millions d'habitants (sans le Kosovo). Le gouvernement du président Boris Tadić prévoit de réduire encore le nombre de fonctionnaires, pour respecter l'accord conclu avec le FMI à la suite des prêts de 3 milliards d'euros obtenus par son gouvernement.

## Société

### Culture des armes
En Serbie, une importante présence des armes et une culture des armes à feu explique plusieurs drames parmi lesquels :
- la fusillade du village de Jabukovac - juillet 2007, 9 morts, 7 blessés[121] ;
- la fusillade près de Mladenovac - avril 2013, 13 morts[121] ;
- la fusillade du mariage à Senta - 2015, 6 morts[121] ;
- la fusillade du café de Zitiste - 2016, 5 morts[121] ;
- la fusillade de l'école primaire Vladislav Ribnikar - 3 mai 2023, 9 morts ;
- la fusillade du 4 mai 2023 fait au moins 8 morts.

La Serbie a des lois strictes sur les armes à feu mais aussi l'un des taux de possession d'armes à feu par habitant les plus élevés au monde,. En 2018, ce pays des Balkans se place au troisième rang des pays du monde, derrière les États-Unis et le Yémen, pour la circulation des armes à feu avec 39 armes pour 100 habitants. D'après les données de l'ONG suisse Small Arms Survey, il y avait 2,7 millions d'armes à feu détenues par les civils en Serbie en 2018. 1,18 million étaient officiellement enregistrées et 1,53 million étaient non déclarées. De nos jours, des centaines de milliers d'armes à feu circulent dans le pays. 765 000 armes, dont plus de 232 000 pistolets, sont légalement enregistrées en Serbie, un état d'environ 7 millions d'habitants. Une partie de l'arsenal ayant servi à perpétrer les attentats de 2015 en France provenait des Balkans.
Pendant les années 1990, les conflits liés à l'éclatement de la Yougoslavie ont favorisé la circulation de nombreuses armes à feu dans la région. Une fois la paix revenue, les armes ont continué à être produites par les industries locales d'armement et les stocks de l'armée ont été détournés. Aujourd'hui encore, les armes sont relativement bon marché : une arme de poing s'achète 150 euros, un fusil d'assaut 250 euros, et beaucoup sont exportées. La culture des armes marque la société serbe : ainsi, pendant les célébrations, il est fréquent que des gens tirent en l'air. Les armes à feu sont employées pour régler les différends quotidiens. De plus, la pratique de la chasse est très répandue. Les stands de tirs sont très populaires en Serbie.
Pourtant, le port d'armes à feu est encadré en Serbie : les mineurs ne peuvent en avoir une qu'avec un permis délivré par la police,. Le port d'armes est conditionné à un examen médical qui doit être refait tous les cinq ans. Pour pouvoir posséder une arme, il ne faut pas avoir été condamné pour un crime, ne pas présenter de trouble mental, d'alcoolisme ou de consommation de drogues. Après la fusillade de l'école élémentaire Vladislav Ribnikar le gouvernement serbe a proposé une réglementation plus stricte sur la possession d'armes à feu.

### Réseaux criminels
Les organisations mafieuses se sont fortement développées en Serbie, et plus généralement dans les Balkans, depuis la chute du communisme et les guerres de Yougoslavie. Désormais considérées comme des acteurs majeurs du crime organisé international, ces organisations ont commencé à prospérer dans les années 1990 à partir des trafics d'armes et de cigarettes, puis se sont tournées vers la cocaïne en provenance d'Amérique du Sud. Elles trafiquent également de l'héroïne et produisent de la marijuana et des drogues de synthèse. Leurs profits sont tels qu'elles ont investi de larges pans de l'économie légale.
En Serbie, elles se sont implantées au sein de l'Etat et entretiennent des liens avec des acteurs politiques de premier plan, y compris le président Aleksandar Vucic. Des membres du clan Janjicari ont protégé la cérémonie d'investiture de celui-ci et le fils du président, Danilo Vucic, apparaît régulièrement en public avec des membres du gang. Le ministre de la Santé, Zlatibor Lončar, est même directement impliqué dans un meurtre alors qu'il appartenait au clan de Zemun.

## Culture
La notion de culture serbe (en serbe cyrillique et serbe latin : Српска култура et Srpska kultura) se rapporte à la culture de la Serbie et, plus généralement, à celle de tous les Serbes vivant sur le territoire de l'ex-Yougoslavie et ailleurs dans le monde. Un Serbe sur trois ne vit pas en Serbie et il y a 12 millions de Serbes dans le monde (voir Diaspora serbe). Elle a subi une forte influence de la part de la Tradition, notamment dans les arts, dans l'artisanat et dans la musique. Cette culture traditionnelle s'est formée au Moyen Âge, via l'influence de l'Empire byzantin et celle de l'Église orthodoxe. Lors des cinq siècles de la présence ottomane, elle a été préservée dans les traditions familiales (voir Slava) et dans les monastères, tout en continuant de se développer dans les régions contrôlées par les Habsbourg (voir Confins militaires) et la république de Raguse (voir Monténégro). Au début du XIXe siècle, après le premier et le second soulèvement serbe contre les Turcs, elle a connu un nouvel essor avec une importante influence de la culture occidentale. Cette occidentalisation ultrarapide fut grandement due à l'importante minorité serbe de l'empire d'Autriche qui modernisa l'appareil d'État au cours du XIXe siècle. Après 1945 pendant la république fédérative socialiste de Yougoslavie, elle a subi l'influence du titisme via son programme d'autogestion. Le titisme, régime de type socialiste, avait la particularité d'être ouvert vers l'extérieur, elle continua donc à recevoir simultanément, l'influence de la culture occidentale, tout en conservant une forte imprégnation de sa culture traditionnelle orthodoxe.

### Religions
Les chrétiens orthodoxes représentent en Serbie plus de 90 % des croyants (sans le Kosovo). On date la conversion des Serbes entre 867 et 870, et c’est dans cette période que l’on constate une explosion des prénoms chrétiens parmi les Serbes sous le règne du souverain Mutimir qui lui portait encore un prénom slave. L'Orthodoxie, en grec Ορθοδοξία, en français, la foi droite (ou christianisme orthodoxe) descend en droite ligne des premières communautés chrétiennes fondées par les apôtres de Jésus dans les provinces orientales de l'Empire romain et comptant quelque 200 millions de fidèles. Elle est organisée en de nombreuses Églises territoriales (et non nationales) qui forment ensemble l'« Église orthodoxe » ou « Communion orthodoxe » fidèle à la théologie des sept conciles du premier millénaire chrétien et au droit canon qui en découle. Jusqu'au schisme de 1054, les Églises d'occident (Église catholique comprise) aussi furent orthodoxes, c'est-à-dire conformes à la théologie et au droit canon des sept conciles du premier millénaire.[réf. nécessaire]

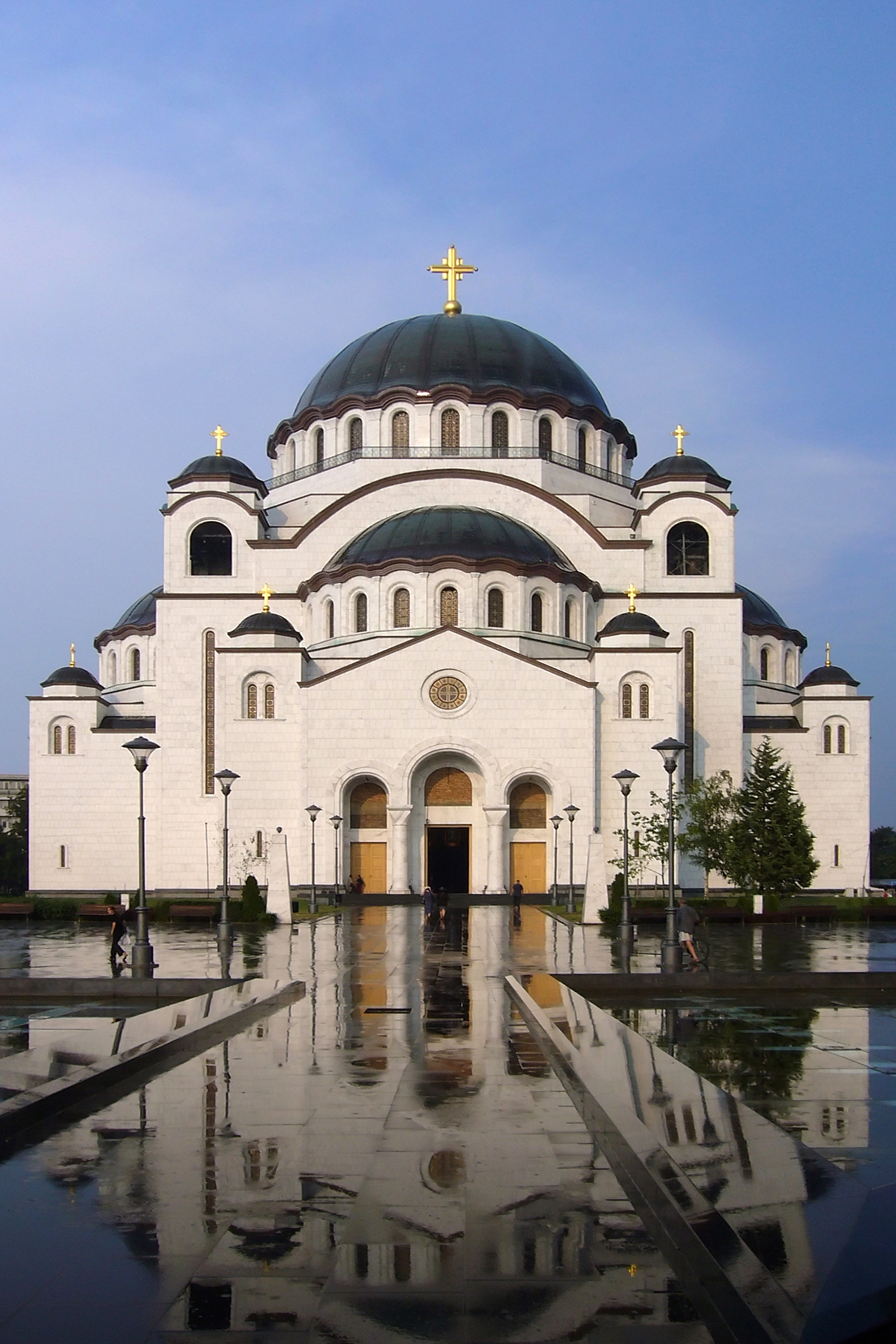
Cathédrale Saint-Sava à Belgrade.

Il y a aussi une communauté musulmane d'environ 180 000 personnes principalement concentrée au Sandjak. L'identité des musulmans dans le Sandjak est divisée, certains se disent Bosniaques, d'autres Musulmans (nationalité) et certains partiellement comme Serbes ou Montenégrins.
La communauté catholique est représentée par la minorité hongroise de 293 299 personnes, au nord de la voïvodine.
Le protestantisme est aussi présent en Serbie. Selon un recensement réalisé en 2002, la part de chrétiens protestants représente 1,1 % de la population. Le protestantisme est surtout présent chez les Slovaques et les Allemands de Voïvodine.
Toutefois, la pratique religieuse est faible pour tous les groupes religieux, et l'histoire communiste récente du pays explique en partie cette faible pratique religieuse. Il y a aussi en Serbie de nombreux agnostiques, et des athées, dont on ignore le nombre de personnes qu'ils représentent, surtout depuis les guerres et l'explosion de la Yougoslavie dans les années 1990.

### Langues

#### Serbe

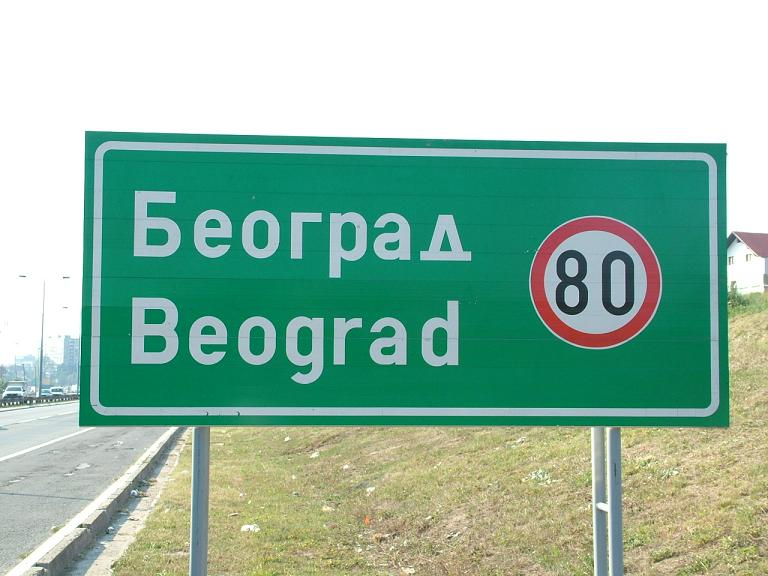
Signalisation routière bilingue avec texte en alphabet cyrillique serbe et alphabet latin serbe, en Serbie.

La constitution de 2006 fait du serbe la langue officielle de la Serbie (article 10).
Même si des linguistes utilisent encore parfois le terme de serbo-croate pour définir la langue parlée en Serbie, au Monténégro, en Bosnie-Herzégovine et en Croatie, chaque pays utilise l'appellation serbe, monténégrin, bosnien ou croate. Les locuteurs de ces diverses variantes se comprennent spontanément, sans traducteur ; la séparation et la définition de ces langues est donc politique. En revanche, d'une langue à l'autre, on peut noter des différences partielles dans le lexique ou la morphologie (certaines conjugaisons ou déclinaisons varient). Il y a surtout une différence d'alphabet : il est cyrillique et latin en Serbie, au Monténégro et dans la république serbe de Bosnie, mais seulement latin en Croatie et dans la fédération croato-musulmane de Bosnie-Herzégovine. En Serbie, le cyrillique est utilisé par les journaux de référence comme Politika ; les journaux en alphabet latin sont des journaux plus généralistes et populaires, comme Blic ; il caractérise aussi des journaux d'opposition ou progressistes comme Danas. L'administration serbe, quant à elle, privilégie l'alphabet cyrillique, tout en utilisant aussi l'alphabet latin. Le cyrillique est également l'alphabet officiel du Patriarcat de Serbie.

#### Autres langues
L'administration de la province de Voïvodine reconnaît officiellement six langues : le serbe, le hongrois, le slovaque, le roumain, le croate et le ruthène pannonien. Toutes ces langues sont utilisées dans le gouvernement provincial. Le serbe est employé dans tous les gouvernements municipaux de la province. Les langues des minorités sont choisies par telle ou telle municipalité, au niveau local. Le serbe cyrillique a été retenu par les 45 municipalités de la province, tandis que le serbe en alphabet latin est officiel dans 23 municipalités sur 45. Le hongrois est langue officielle dans 29 municipalités, le slovaque dans 12, le roumain dans 9 et le ruthène dans 6. Le croate est langue officielle dans une municipalité. Ni le tchèque ni le bunjevac (un dialecte chtokavien), langues minoritaires, ne sont officiellement reconnus qu'au niveau de la Voïvodine. D'autres langues sont également officiellement reconnues dans les municipalités de Serbie centrale, comme le bosnien (Sjenica, Tutin, Novi Pazar, Prijepolje, Priboj, Nova Varoš), le bulgare (Dimitrovgrad, Bosilegrad) et l'albanais (Bujanovac, Medveđa, Preševo).

### Peinture, architecture, sculpture

#### Préhistoire, Antiquité
Sur le territoire de la Serbie, il existe plusieurs sites d'installation humaine préhistorique, la vallée de la Morava étant un lieu de passage naturel pour l'homme entre l'Europe et l'Asie Mineure (Turquie). Le site paléolithique le plus célébré en Serbie est celui de Lepenski Vir. Il existe en Serbie plusieurs sites datant de l'Empire romain et de l'Empire byzantin, la ville de Sirmium romaine puis byzantine, Gamzigrad sur la liste du patrimoine mondial de l'UNESCO et Justiniana Prima sont les sites incontournables.

#### Moyen Âge

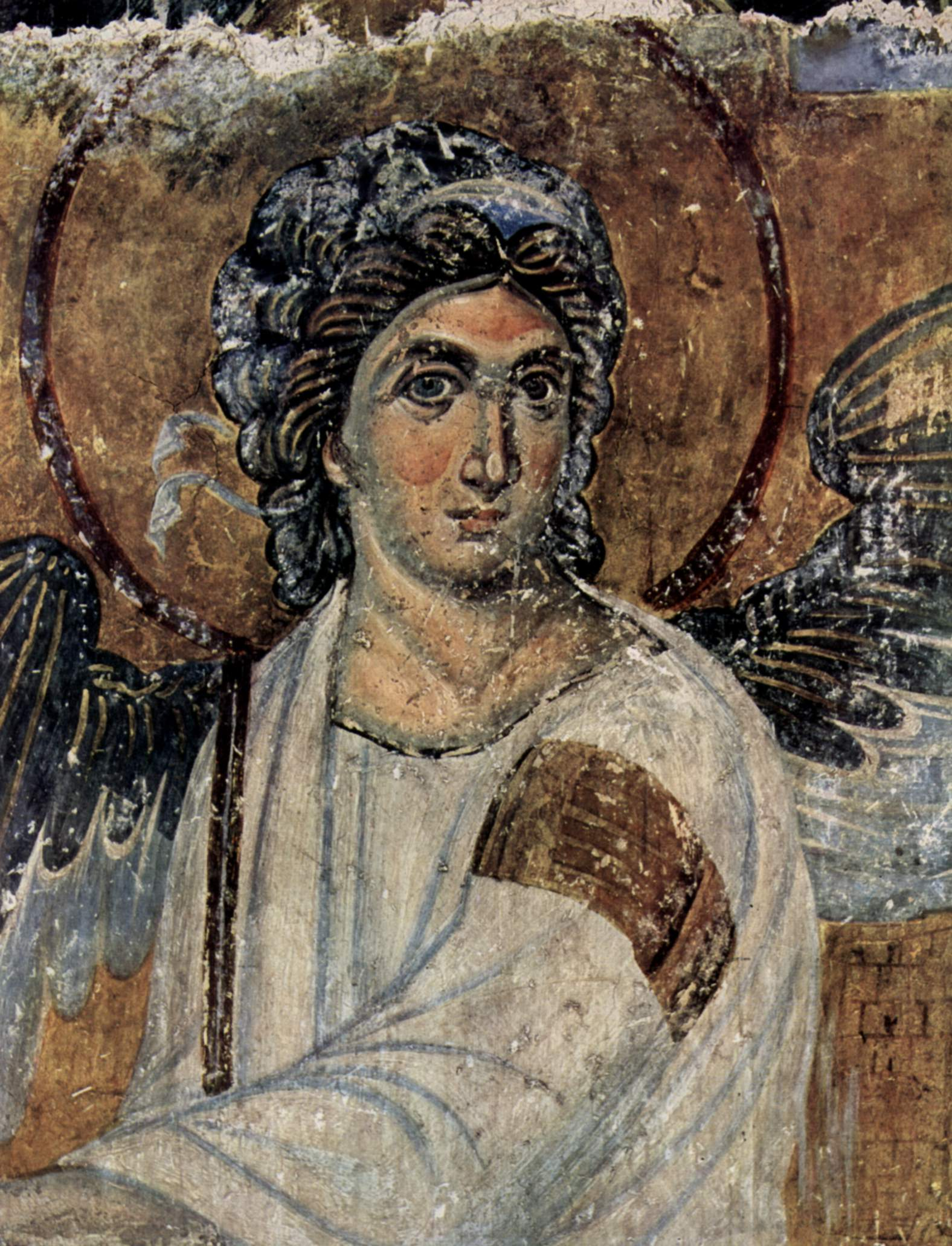
Détail de la fresque de l'Ange blanc, dans l'église du monastère de Mileševa.

De tous les monuments serbes du Moyen Âge, les plus nombreux sont les églises et les monastères. Ils sont pour la plupart ornés de fresques, décrivant la vie des souverains serbes ou des scènes de la vie des Saints, notamment ceux de l'Église orthodoxe serbe. Sur le plan architectural, l'œuvre la plus originale de l'art serbe est le monastère de Studenica (1190), qui a servi de modèle pour les monastères de Mileševa, de Sopoćani et de Visoki Dečani. L'une des œuvres majeures de la peinture serbe médiévale est sans doute la Fresque de l'Ange blanc du monastère de Mileševa ; caractéristique de la « période latine » de l'art byzantin, elle a été exécutée par des peintres grecs anonymes, venus de Constantinople, de Nicée et de Thessalonique.
L'iconographie est un des éléments culturels principaux de l'art dans la Serbie médiévale.

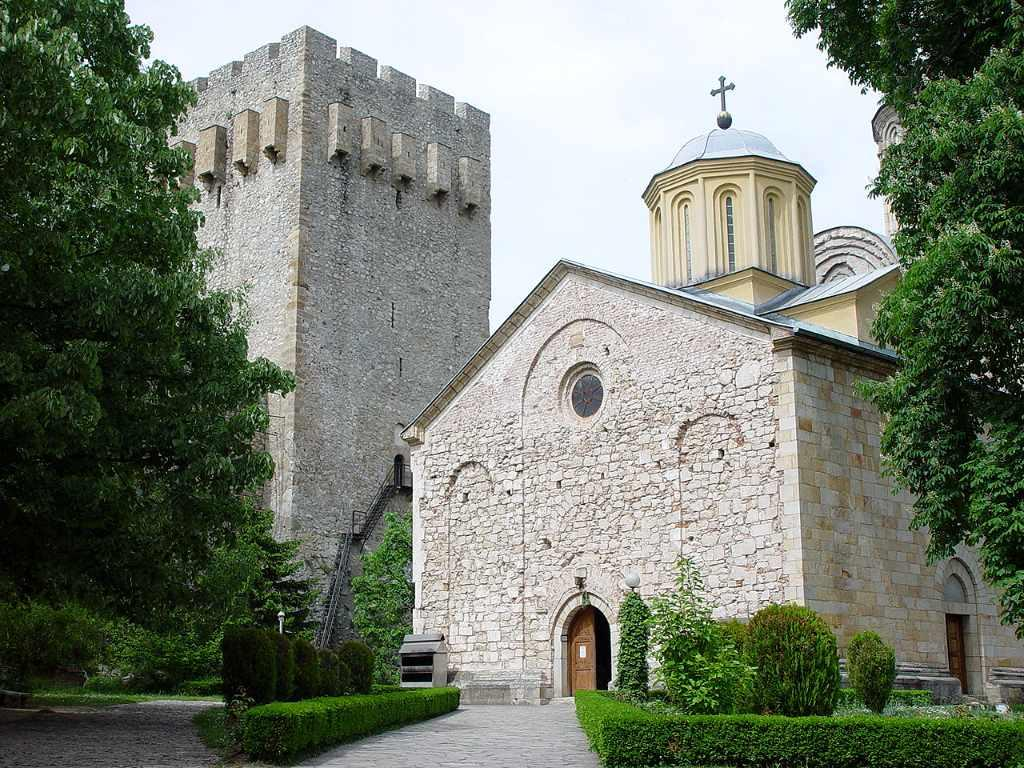
Le monastère fortifié de Manasija, près de Despotovac.

L'influence de l'art des romains d'orient devient après la prise de Constantinople par les croisés en 1202, prépondérante. En effet, les artistes byzantins ont abandonné Constantinople car les croisés faisaient peu état de l'art préférant piller la ville plutôt que de créer de nouvelles œuvres. Une partie d'entre eux trouva refuge en Serbie où ils étaient très recherchés pour leurs qualités par la noblesse serbe et l'église orthodoxe serbe, l'exil des artistes grecs permit aux artistes serbes d'acquérir leurs techniques. Cette influence grecque est perceptible dans les monastères de Église de la Vierge de Leviša et Gračanica tous classés sur la Liste du patrimoine mondial en péril de l'UNESCO en raison des destructions commises par les musulmans kosovars albanais lors des troubles de 2004 au Kosovo.
Le monastère de Visoki Dečani a été construit entre 1330 et 1350 ; il a été réalisé dans le style roman, donc d'influence latine. Ses murs sont couverts de portraits qui décrivent des épisodes du Nouveau Testament. Derrière l'iconostase de l'église, se trouve le sarcophage du roi Stefan Uroš III Dečanski.

#### Temps modernes et période contemporaine

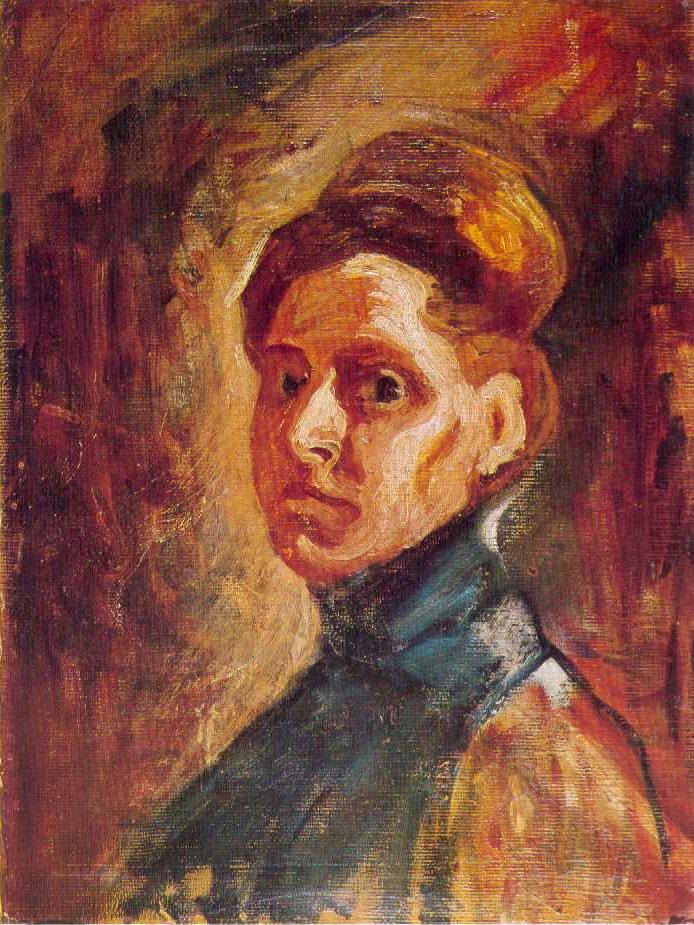
Nadežda Petrović, Autoportrait, 1907, Musée national de Serbie.

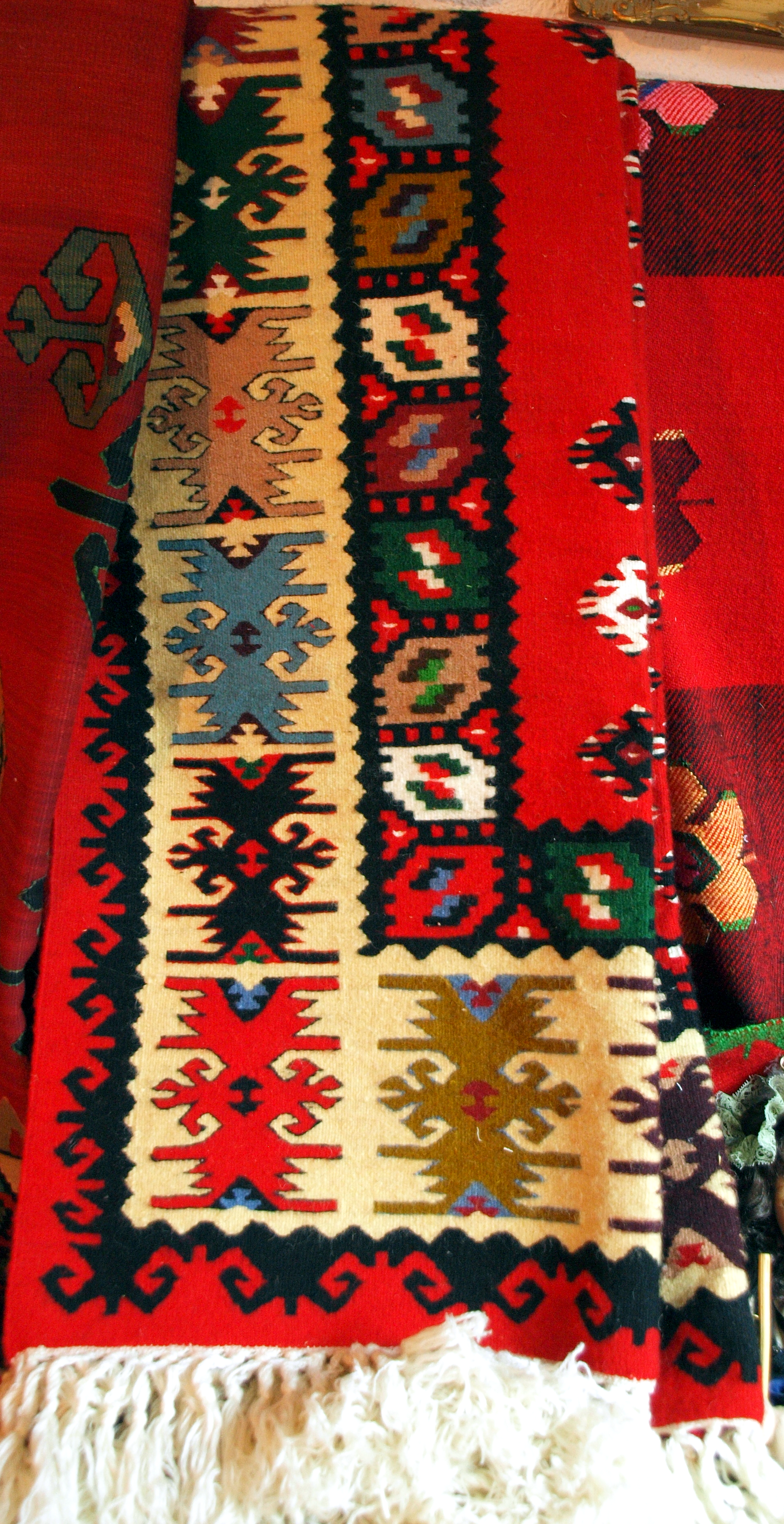
L'art décoratif de le Kilim de Pirot. Dans la bordure l'ornament Rašićeva ploča.

Beaucoup d'artistes serbes du XIXe siècle, ont effectué leurs études en France et en Allemagne. Ils ont alors été influencés par le style avant-gardiste. Parmi les artistes du début du XXe siècle, on peut citer Nadežda Petrović, dont le style est caractéristique du fauvisme et Sava Šumanović, influencé par le cubisme. Le XXe siècle a connu d'autres peintres de premier plan comme Milan Konjović, Marko Čelebonović, Petar Lubarda, Vladimir Veličković et Mića Popović. Le Musée national de Serbie possède une importante section consacrée à la peinture yougoslave, et notamment à la peinture serbe ; elle comprend plus de 6 000 œuvres du XVIIe siècle au XXe siècle.
La Serbie est également réputée pour ses peintres naïfs, comme Janko Brašić, Sava Sekulić, Martin Jonaš et Zuzana Halupova. La ville de Jagodina, dans la Serbie centrale possède un important Musée d'art naïf ; on peut également signaler le Musée d'art naïf de Kovačica.

### Littérature

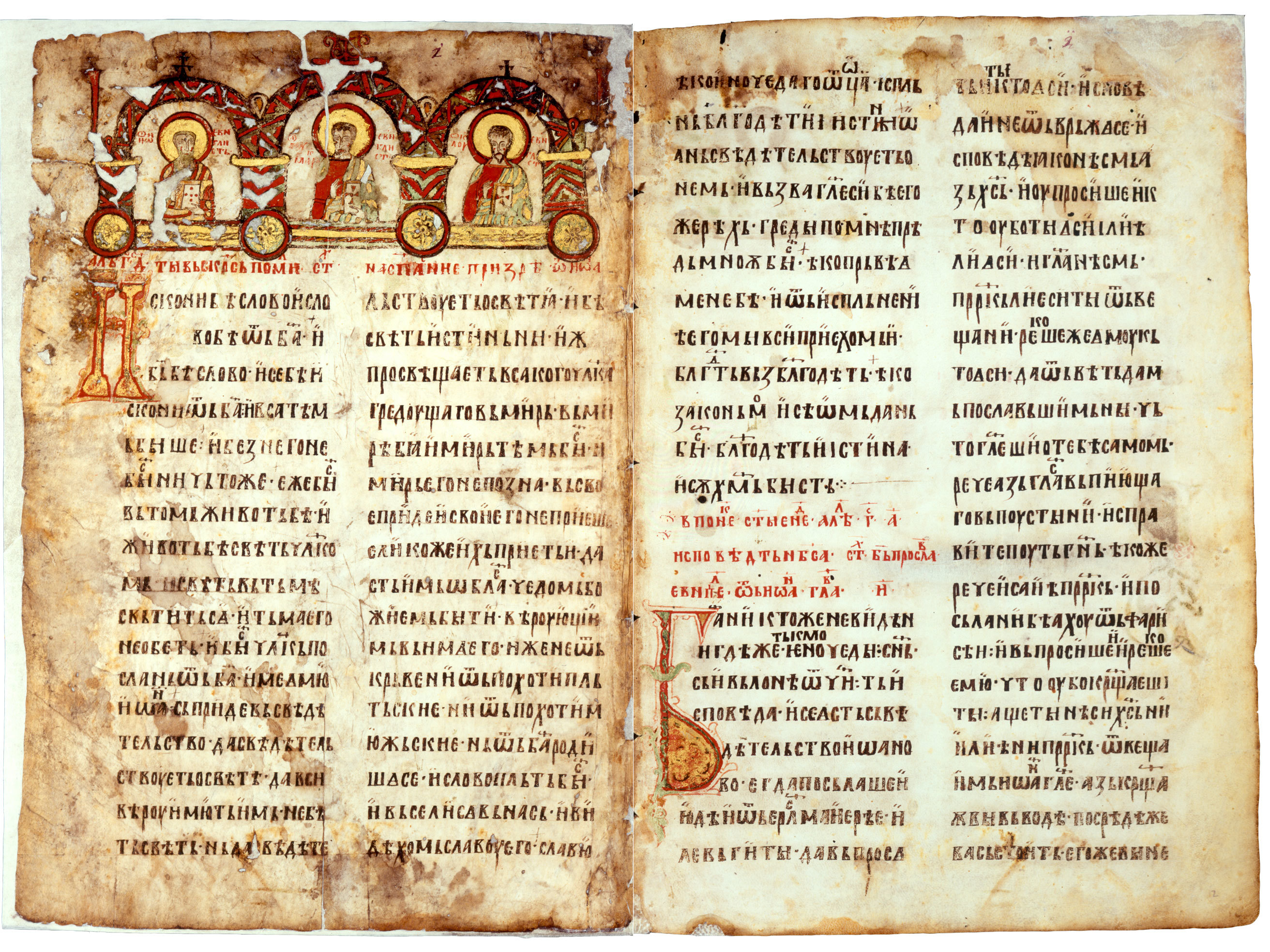
L'Évangile de Miroslav, conservé au Musée National.

Le début de la littérature serbe correspond à l'introduction de l'alphabet cyrillique par les saints Cyrille et Méthode aux IXe siècle. Parmi les textes médiévaux, on retiendra un texte écrit en alphabet glagolitique datant XIe siècle, qui traite des Soins aux blessures, ainsi qu'un texte politique et religieux du XIIe siècle, l'Évangile de Miroslav (en serbe : Мирослављево Јеванђеље et Miroslavljevo Jevanđelje, qui évoque Miroslav, prince du Hum et frère de Stefan Nemanja. Ce manuscrit, qui date de 1180 et qui est conservé au MMusée national de Serbie, a été inscrit en 2005 sur la liste Mémoire du monde de l'UNESCO,.
Pendant la période turque, du XVe siècle au XVIIIe siècle, la littérature serbe se caractérise par son lyrisme épique.
Dès le XVIIIe siècle, l'écrivain Dositej Obradović (1742-1811) renonça au slavon, la « langue savante », et choisit d'utiliser le serbe comme langue littéraire. Les Serbes le considèrent comme le premier grand auteur ayant écrit dans la langue de leur pays. Au XIXe siècle, l'écrivain et le linguiste Vuk Stefanović Karadžić modernise la langue serbe et pose ainsi les fondations de la littérature moderne ; il est l'auteur du slogan : « Écris comme tu parles » (en serbe « Пиши као што говориш »).
Parmi les auteurs du XIXe siècle, on peut citer Branko Radičević, Petar II Petrović-Njegoš, Đura Jakšić et Jovan Jovanović Zmaj et, parmi ceux du XXe siècle, Ivo Andrić, Miloš Crnjanski, Meša Selimović, Dobrica Ćosić, Danilo Kiš et Milorad Pavić, aujourd'hui Milan Rakić, Jovan Dučić, Desanka Maksimović, Miodrag Pavlović et Vasko Popa.
Les Serbes sont particulièrement amateurs de théâtre. Joakim Vujić est le réformateur du théâtre serbe contemporain. En 1835, il rénove le style Knjažesko-srbski à Kragujevac. Parmi les autres figures du théâtre serbe on peut citer Jovan Sterija Popović, au XIXe siècle, et Branislav Nušić, au XXe siècle. Depuis 1967, se tient à Belgrade le festival du BITEF. Parmi les théâtres les plus importants du pays, on peut signaler le Théâtre national, le Théâtre dramatique yougoslave ou encore l'Atelier 212, tous trois situés à Belgrade. Novi Sad possède également une scène de premier plan, le Théâtre national serbe. Parmi les hommes et femmes de théâtre serbe, on peut citer Bojan Stupica, le fondateur du Théâtre dramatique yougoslave ; en tant qu'architecte, il a dessiné la nouvelle salle de l'Atelier 212. Mira Trailović et Jovan Ćirilov, tous deux dramaturges et metteurs en scène, sont les fondateurs du BITEF. Parmi les auteurs dramatiques contemporains, on peut signaler Dušan Kovačević, Lioubomir Simović et Biljana Srbljanović.

### Cinéma

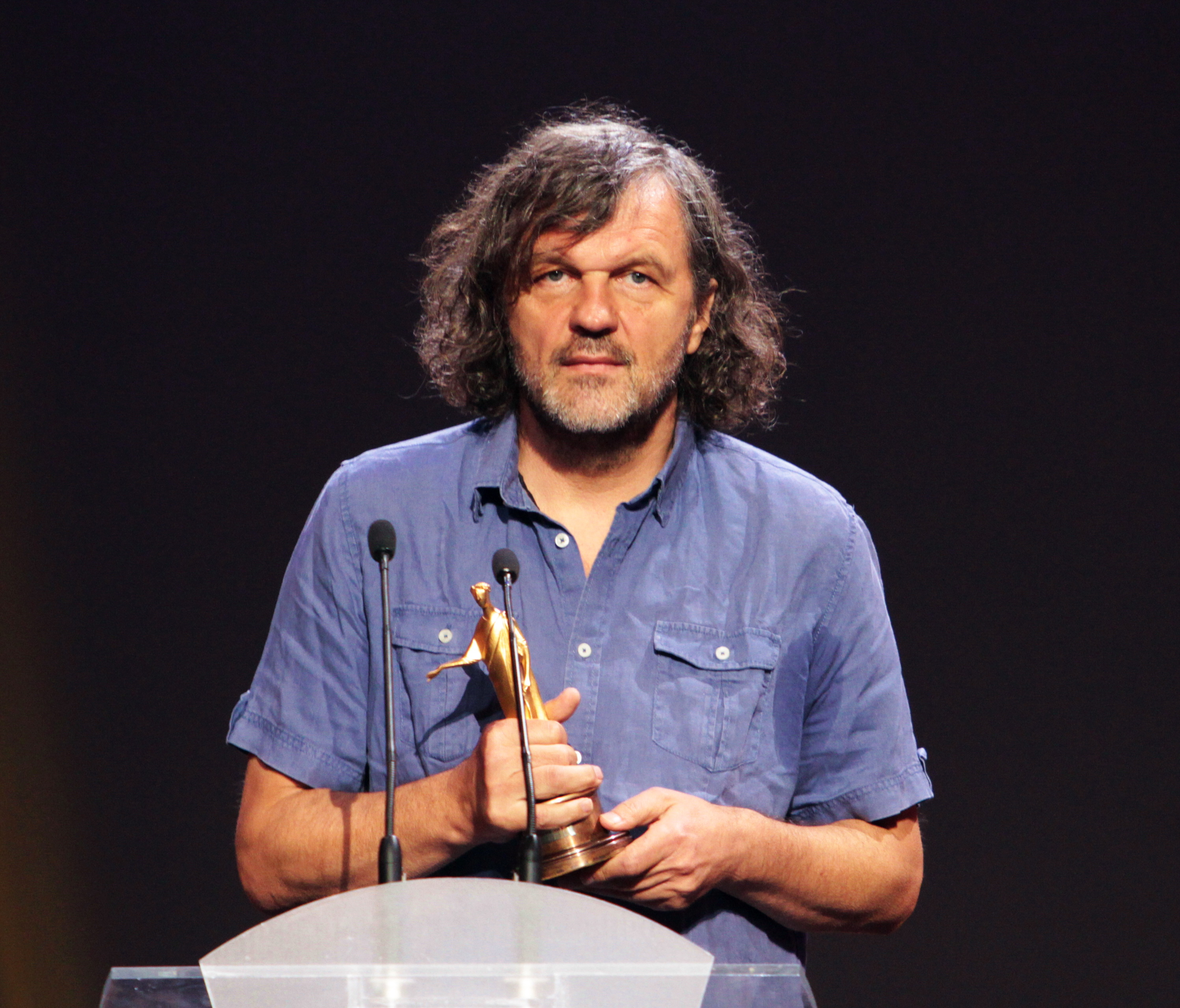
Emir Kusturica.

Le cinéma serbe est l'un des plus importants d'Europe et il figure assurément parmi les meilleurs en Europe du Sud et en Europe centrale. Avant 1945 il n'a produit que 12 longs métrages. Après la Seconde Guerre mondiale, il s'est fait connaître sur la scène internationale, avec les réalisateurs Goran Marković, Aleksandar Petrović, Dušan Makavejev, Slobodan Šijan, Goran Paskaljević. Le réalisateur serbe le plus célèbre est Emir Kusturica, qui a obtenu deux palmes d'or au Festival de Cannes pour les films Papa est en voyage d'affaires en 1985 et Underground en 1995. Pendant le tournage de La vie est un miracle (2004), dans lequel la ligne de chemin de fer du Huit de Šargan (en serbe : Шарганска осмица et Šarganska osmica) joue un rôle essentiel, il a particulièrement apprécié la région de Mokra Gora ; il y a fait bâtir le « village en bois » de Küstendorf ; en janvier 2008, s'y est déroulé le premier Festival international du film et de la musique de Küstendorf. Depuis 1971, Belgrade accueille un important Festival du film (en serbe : Београдски међународни филмски фестивал et Beogradski međunarodni filmski festival, FEST). L’essentiel de l’industrie du cinéma serbe se trouve à Belgrade.
Parmi les acteurs renommés de la première moitié du XXe siècle, on peut citer Ilija Stanojević (1859-1930), qui, en 1911, réalisa également le premier film muet de Serbie, ou encore Žanka Stokić (1887-1947) et le tragédien Dobrica Milutinović (1880-1956). Parmi les acteurs et actrices de la « nouvelle vague serbe », on peut signaler Miodrag Petrović Čkalja, Pavle Vujisić, Zoran Radmilović, Danilo Stojković, Dragan Nikolić, Milena Dravić, Bata Živojinović, Ljubiša Samardžić, Mira Banjac, Bora Todorović, Miki Manojlović, Lazar Ristovski et Mirjana Karanović.

### Musique
L'instrument de musique le plus populaire en Serbie est la gusla, introduit au XIe siècle, les bardes serbes jouaient de la gusla et chantaient les épopées des rois et empereurs serbes disparus. Aujourd'hui plus qu'un instrument de musique, elle est un symbole de la culture et la mémoire serbe. L'autre instrument de musique utilisé au Moyen Âge était la flûte. En Voïvodine et aux confins militaires, les Serbes utilisaient plutôt la tamboura et la cornemuse. Depuis le XXe siècle les instruments les plus utilisés dans la musique populaire sont l'accordéon et la trompette. Le trompettiste le plus populaire de Serbie ainsi que dans tous les Balkans est Boban Marković, mais Dejan Petrović est aussi très connu, surtout dans les régions autour de Guća.

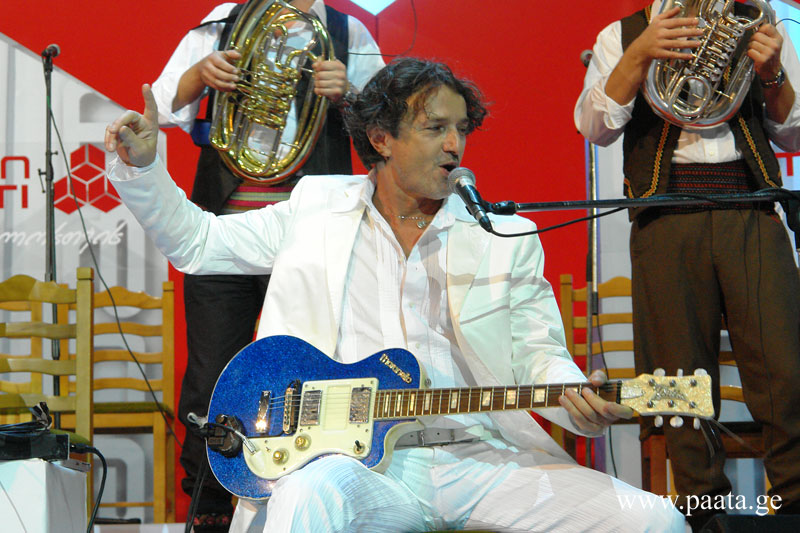
Goran Bregović en concert à Tbilissi (Géorgie), le 3 octobre 2007

Belgrade accueille chaque année un Festival international de musique (BEMUS) ; consacré essentiellement à la musique savante, il a accueilli des formations internationales, comme l'orchestre philharmonique de Vienne ou les orchastres philharmoniques de Los Angeles, Berlin, Saint-Pétersbourg et Munich ; il a également invité l'Academy of St Martin in the Fields ou le Kronos Quartet et des artistes comme Herbert von Karajan et Zubin Mehta, Mstislav Rostropovitch et Mischa Maisky, Sviatoslav Richter et Martha Argerich, Yehudi Menuhin et Maxime Venguerov.
La musique traditionnelle reste populaire en Serbie, comme en témoigne le succès du Festival international de trompette de Guca. Sur la scène internationale, on la retrouve dans les chansons d'Emir Kusturica and The No Smoking Orchestra et de Goran Bregović, qui se servent aussi de musiques serbes folkloriques et de musique tzigane serbe. Dans le domaine du jazz, Bojan Z utilise la même base pour ses chansons. Dans les dernières décennies et dans tous les Balkans, s'est développé un genre musical appelé turbo folk, qui mêle des éléments serbes folkloriques à de la musique orientale et à des éléments de la musique tzigane. En évoluant, il est devenu une sorte de pop à la façon balkanique. La chanteuse Svetlana Ražnatović est une égérie du turbo folk.
Parmi les groupes de rock célèbres, on peut citer Riblja Čorba, Ekatarina Velika (la « Grande Catherine »), Partibrejkers, Van Gog et Bajaga i instruktori.
La Serbie est également présente sur la scène du Hip-hop international, avec le groupe Beogradski sindikat ou encore, plus récemment, avec le groupe VIP et avec des rappeurs comme Škabo et Marčelo et, surtout, avec le label Bassivity Music.
Sur le plan de la variété, Marija Šerifović a remporté le Concours Eurovision de la chanson 2007 et, à ce titre, Belgrade a organisé le Concours Eurovision de la chanson 2008. Par ailleurs, en 2010, le chanteur Milan Stanković a participé au concours de l'Eurovision en interprétant sa chanson Ovo Je Balkan (Ce sont les Balkans !).

### Sciences

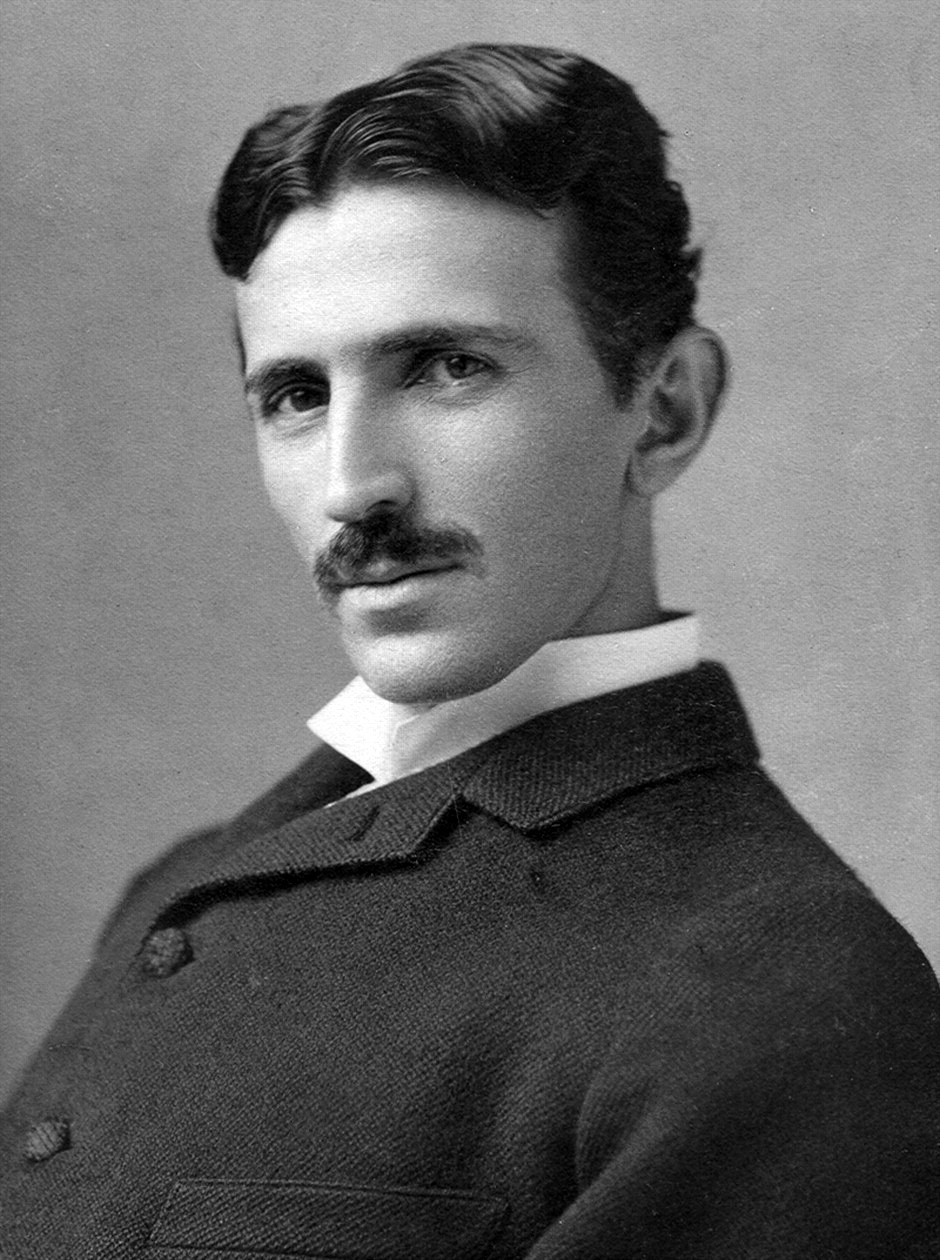
Le savant serbe Nikola Tesla.

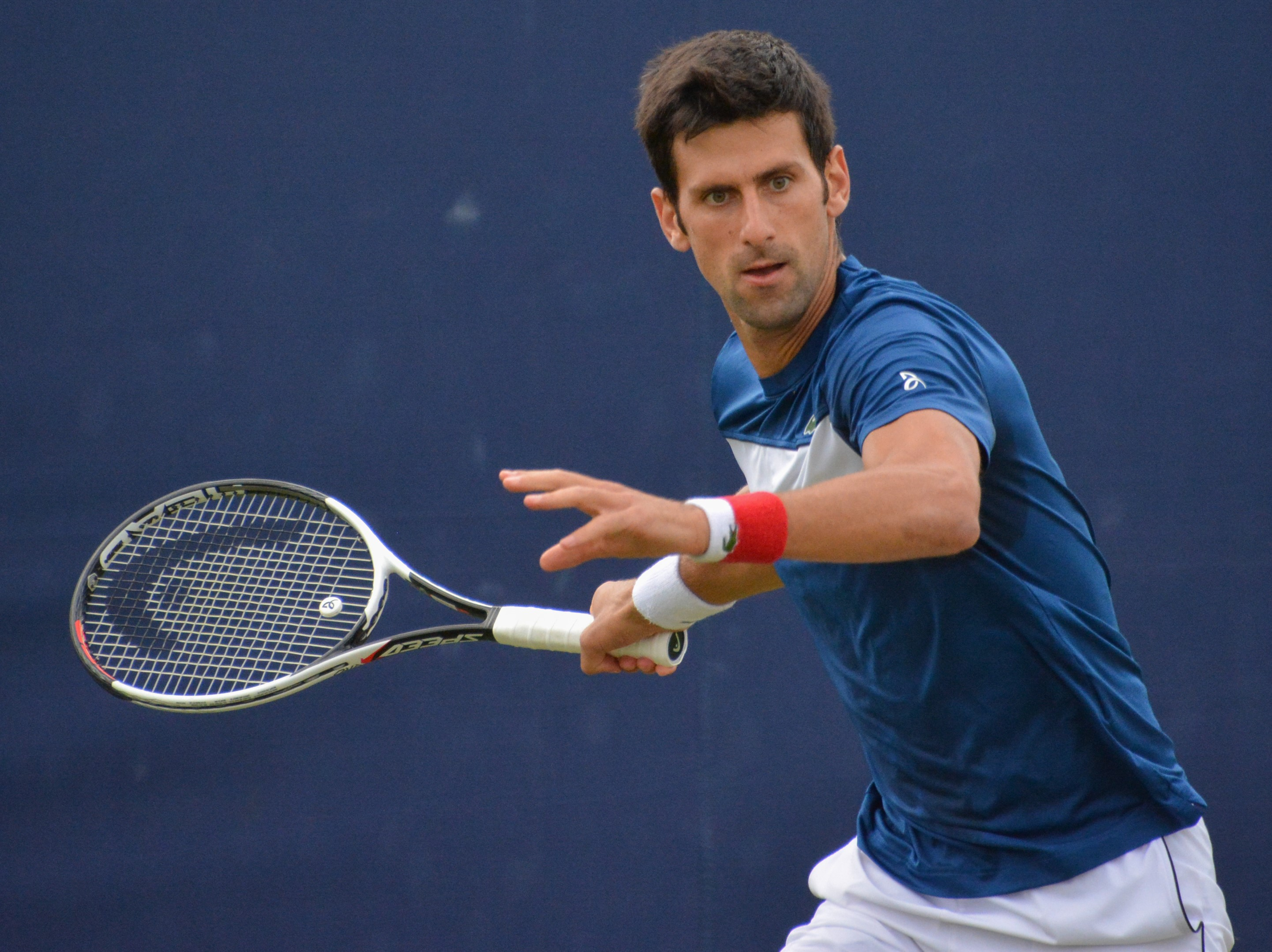
Le joueur de tennis Novak Djokovic.

- Nikola Tesla, très connu pour ses recherches sur l'électricité
- Ruđer Bošković
- Mihailo Pupin
- Jovan Cvijić
- Milutin Milanković
- Mileva Einstein, née Marić, femme d'Albert Einstein, qu'elle a beaucoup aidé dans ses travaux

### Sport
Les sports populaires en Serbie sont : le football, le basketball, le water-polo, le volleyball, le handball et le tennis.
La Serbie abrite aussi  un grand club de football européen qui est l'Etoile Rouge de Belgrade, vainqueur de la Ligue Des Champions face à l'Olympique de Marseille en 1991 étant donc le seul club serbe et Yougoslave à avoir été champion d'Europe.
Belgrade a accueilli les Universiade d'été de 2009. Le marathon de Belgrade est la manifestation sportive la plus importante de Serbie.
La Serbie participe pour la première fois aux Jeux olympiques de 1912. Par la suite, les athlètes serbes faisaient partie de l'équipe du royaume de SCS /Yougoslavie / RSFY renommée Serbie-et-Monténégro pour ses trois dernières années d'existence). Résultats des représentants de l'Union étatique de Serbie-et-Monténégro de 1992 à 2006. sont comptés comme des partitions de fédérations sportives de Serbie. Depuis 2006, c'est-à-dire les Jeux olympiques d'été de 2008, les athlètes de Serbie jouent dans l'équipe nationale de Serbie.
- Novak Djokovic (tennis) : vainqueur de 24 titres du Grand Chelem.
- Nemanja Vidić (football) : un des meilleurs défenseurs au monde au début des années 2010.
- Dejan Stanković (football) : recordman du nombre de sélections en équipe nationale et premier joueur à avoir joué pour trois pays à la Coupe du Monde (Yougoslavie, Serbie-et-Monténégro, Serbie).
- Momir Ilić (handball) : vainqueur de deux Ligue des champions, de la Coupe EHF et d'un Super Globe.
- Žarko Šešum (handball) : vainqueur de la Coupe EHF et de la Coupe des coupes.
- Marko Vujin (handball) : vainqueur de la Supercoupe d'Europe et de la Coupe des coupes.
- Rastko Stojković (handball) : vainqueur de la Coupe EHF.
- Rajko Prodanović (handball): vainqueur de la Coupe EHF.
- Vlade Divac (basket-ball) : ancien joueur des Lakers de Los Angeles et des Kings de Sacramento, considéré comme le meilleur pivot européen de l’histoire de la NBA.
- Nikola Jokić (basket-ball) : joueur des Nuggets de Denver, aujourd'hui un des meilleurs joueurs du monde et triple MVP (Most Valuable Player) de la NBA.

La Serbie est également performante dans les sports collectifs : 
- quatre médailles olympiques en water-polo en autant de participations, dont l'or à Rio de Janeiro ainsi qu'à Tokyo;
- en basket-ball, les hommes remportent l'argent à Rio et les femmes le bronze.

### Gastronomie
Les plats serbes sont en grande partie composés de viandes de porc, volailles, et dans une moindre mesure de bœuf, de légumes et fruits comme le poivron, la tomate, l'oignon, l'ail, la prune, la pastèque, la pomme de terre.
- Ajvar : purée de poivron rouge et d'ail, cuit. Certains producteurs industriels dans un but d'économie rajoutent de l'aubergine ou de la tomate à la purée de poivron mais l'ajvar traditionnel ne contient que du poivron.
- Gibanica : pâte feuilletée légèrement cuite mélangée avec du fromage et des œufs. Cela devient le burek si on y ajoute de la viande hachée et des oignons, la zeljanica avec des épinards ou bien la krompiruša avec des pommes de terre.
- Čorba : soupes de légumes assez relevées et riches de morceaux de viande (mouton, poulet ou porc, selon la région).
- Medenjaci : gâteaux au miel.
- Pljeskavica : hamburger serbe composé d'une mixture d'agneau et de bœuf parfois au porc grillée avec des oignons.

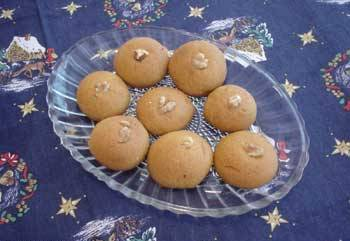
Medenjaci, gâteaux au miel.
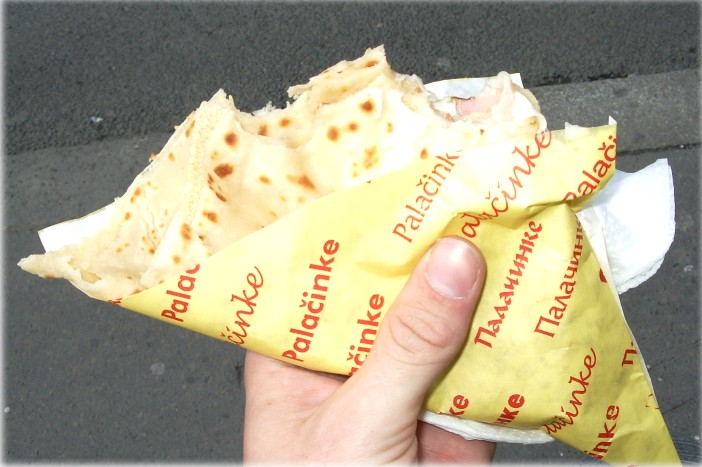
Palačinke - les crêpes.
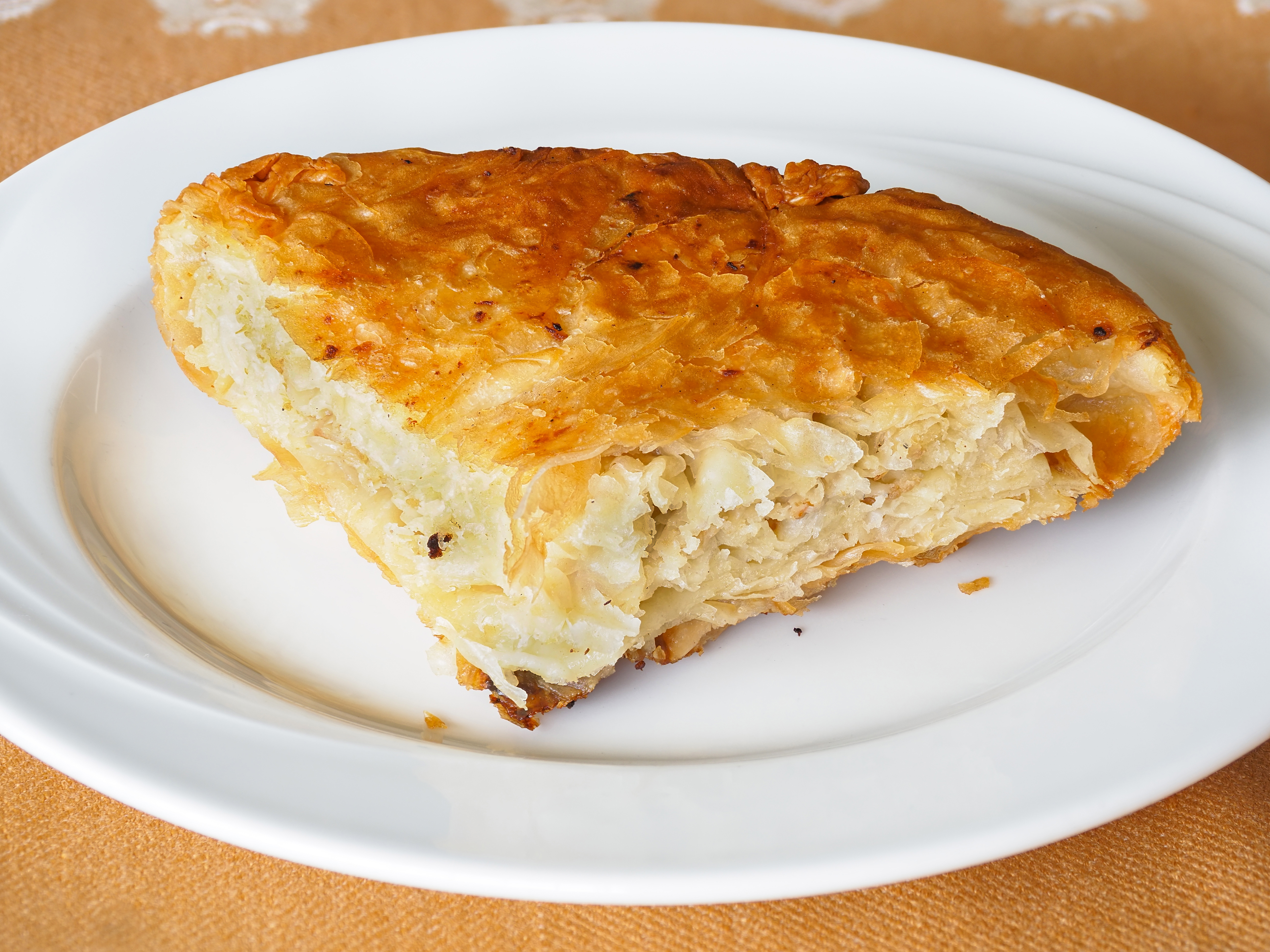
Burek à la viande.
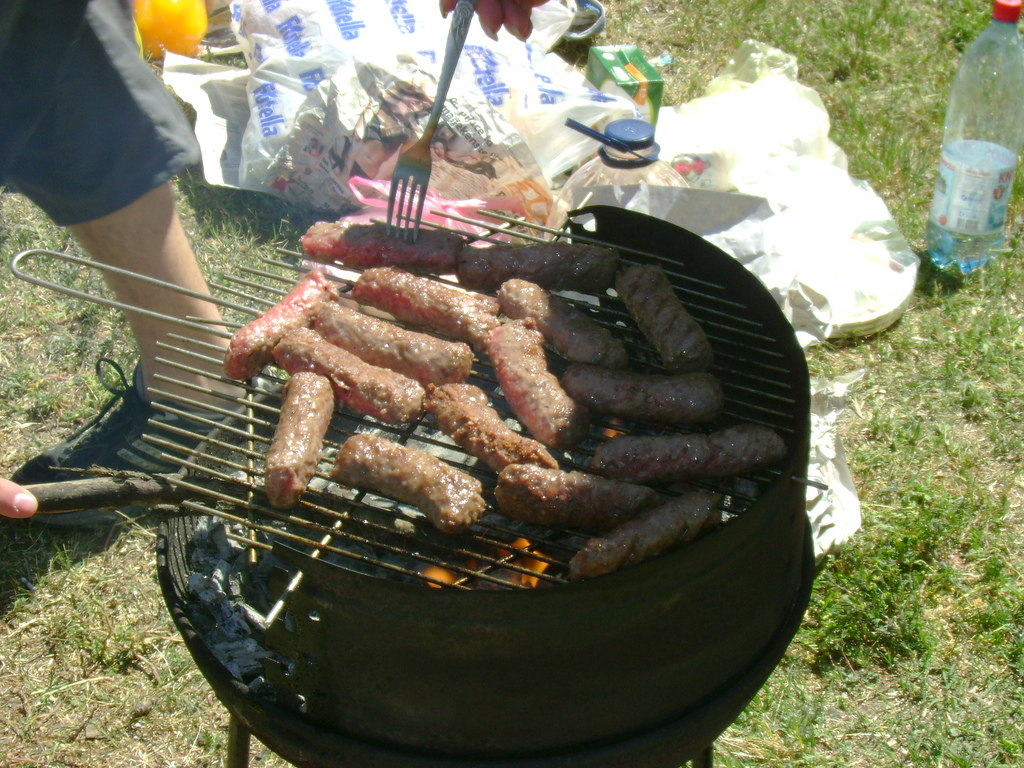
Ćevapčići en préparation.

### Fêtes nationales
En Serbie, les jours fériés sont définis par la loi sur les fêtes nationales et autres fêtes en république de Serbie (en serbe : Zakon o državnim i drugim praznicima u Republici Srbiji). Les fêtes suivantes sont observées sur tout le territoire national :
| Date             | Nom                                                       | Commentaires |
| ---------------- | --------------------------------------------------------- | --- |
| 1er et 2 janvier | Jour de l'an Нова Година Nova Godina                      | Fériés |
| 7 janvier        | Noël orthodoxe Божић Božić                                | Férié |
| 14 janvier       | Nouvel An orthodoxe Српска Нова Година Srpska Nova Godina | Selon le calendrier julien - Jour ouvré                                                                             |
| 27 janvier       | Saint Sava Савиндан/Свети Сава Savindan/Sveti Sava        | Saint Sava est le fondateur de l'Église orthodoxe serbe Jour ouvré mais férié pour les écoles                       |
| 15 février       | Chandeleur - Fête nationale Дан државности Dan državnosti | Commémoration de la Première révolte serbe contre les Turcs Férié                                                   |
| 25 avril         | Grand vendredi Велики петак Veliki petak                  | Date valable pour 2008 uniquement Férié                                                                             |
| 26 avril         | Grand samedi Велика субота Velika subota                  | Date valable pour 2008 uniquement Férié                                                                             |
| 27 avril         | Pâque orthodoxe voir aussi Pâques Васкрс Vaskrs           | Date valable pour 2008 uniquement Férié                                                                             |
| 28 avril         | Grand lundi Велики понедељак Veliki ponedeljak            | Date valable pour 2008 uniquement Férié                                                                             |
| 1er et 2 mai     | Fête du Travail Дан рада Dan rada                         | Fériés |
| 9 mai            | Jour de la Victoire Дан победе Dan pobede                 | Férié |
| 28 juin          | Vidovdan Видовдан Vidovdan                                | Saint Vit est fêté le 15 juin dans le calendrier julien On commémore aussi à cette date la bataille de Kosovo Polje |

### Tourisme
En 2018, 3,4 millions de touristes ont visité la Serbie, soit une augmentation de 11% par rapport à 2017.
Un certain nombre de grandes villes serbes offrent aux touristes de nombreuses possibilités. Belgrade offre les ressources d'une grande capitale internationale, avec de nombreux musées, des édifices, publics ou privés, qui illustrent principalement l'architecture des XIXe et XXe siècles. La capitale serbe est également réputée pour ses festivals, comme le Festival international du film (FEST), le Festival international de théâtre (BITEF), le Festival d'été (BELEF) ou le Festival international de musique (BEMUS). Belgrade est particulièrement réputée pour la qualité de sa vie nocturne, avec des clubs ouverts jusqu'à l'aube un peu partout dans la ville ; le long des rives de la Save et du Danube se succèdent de nombreuses barges (splavovi) qui sont parmi les lieux les plus appréciés des noctambules,,. D'autres villes du pays offrent aussi des ressources en musées, en architecture et en festivals, comme Novi Sad, la capitale de la Voïvodine, avec son Festival EXIT, ou encore la petite ville de Guča qui accueille chaque année un Festival international de trompette. La Serbie possède aussi quelques villes thermales fréquentées, comme Vrnjačka Banja, Sokobanja et Niška Banja.

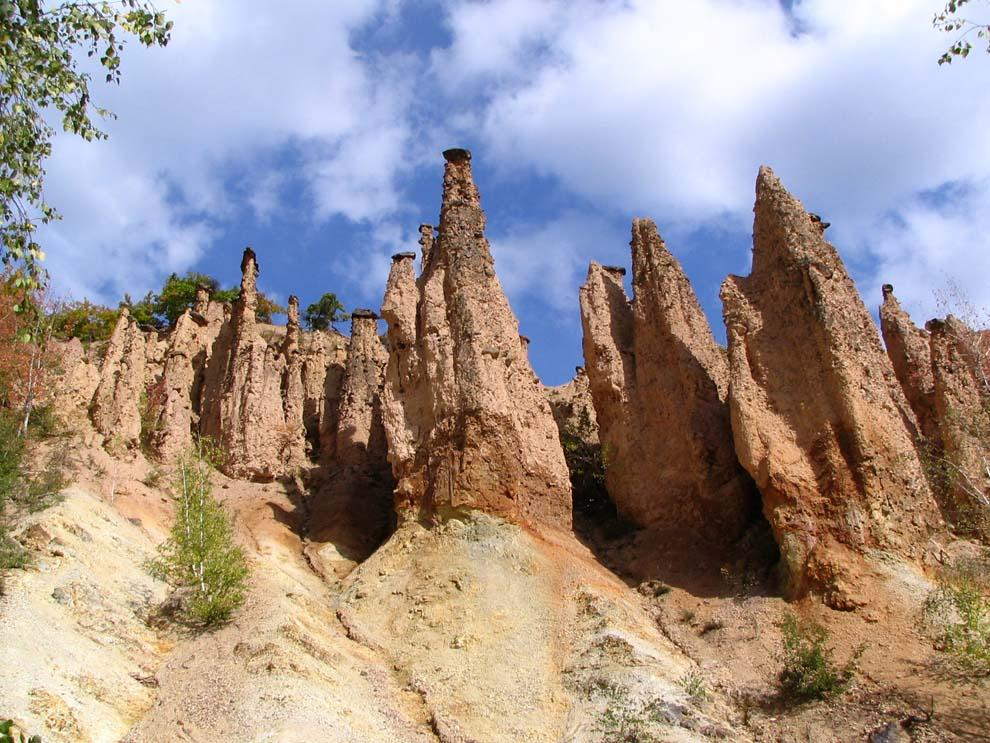
Le site de Đavolja varoš, près de Kuršumlija.

Outre l'architecture des villes, la Serbie peut également intéresser les amateurs d'histoire et d'architecture. Le site romain de Felix Romuliana, où est né et a été enterré l'empereur Galère, a été inscrit en 2007 sur la liste du patrimoine mondial de l'UNESCO. Le pays conserve surtout un grand nombre de monastères orthodoxes serbes, datant pour la plupart du Moyen Âge. Quelques-uns d'entre eux figurent sur la liste du patrimoine mondial de l’UNESCO, comme le monastère de Sopoćani, près de Novi Pazar, qui a été inscrit en même temps que les ruines de la ville médiévale de Stari Ras, ou le monastère de Studenica. D'autres monastères ou ensembles religieux, appartenant à l'histoire de l'Église orthodoxe serbe, se trouvent au Kosovo. Parmi les édifices dont l'importance a été reconnue internationalement, il convient de citer le monastère de Gračanica, celui de Visoki Dečani ou encore le Patriarcat de Peć et l'église de la Vierge de Leviša, tous inscrits sur la liste du patrimoine mondial. Vu l'instabilité de la région, ces monuments ont été placés sur la liste du patrimoine mondial en péril. D'autres monastères, qui ne sont pas inscrits au patrimoine mondial, offrent un intérêt certain, comme celui de Mileševa, qui abrite une des fresques anciennes les plus célèbres de Serbie, la Fresque de l'Ange blanc.
La Serbie offre aussi un nombre important de sites pour les amateurs de nature, en particulier les espaces protégés que constituent les cinq parcs nationaux du pays, celui de Đerdap, celui des Monts Kopaonik, celui des Monts Tara, celui des Monts Šar et celui de la Fruška gora. Les sites Ramsar pour la conservation des zones humides constituent également un lieu d'attraction, comme celui du lac Vlasina. Les monts Golija, ont été désignés comme une réserve de biosphère dans le cadre du programme sur l'homme et la biosphère de l'UNESCO. Outre ces sites, on peut signaler d'autres curiosités, comme la Deliblatska peščara, en Voïvodine, qui constitue la plus vaste zone sablonneuse d'Europe, ou encore le monument naturel de Đavolja varoš (la « ville du Diable »), près de la ville de Kuršumlija.

### Éducation

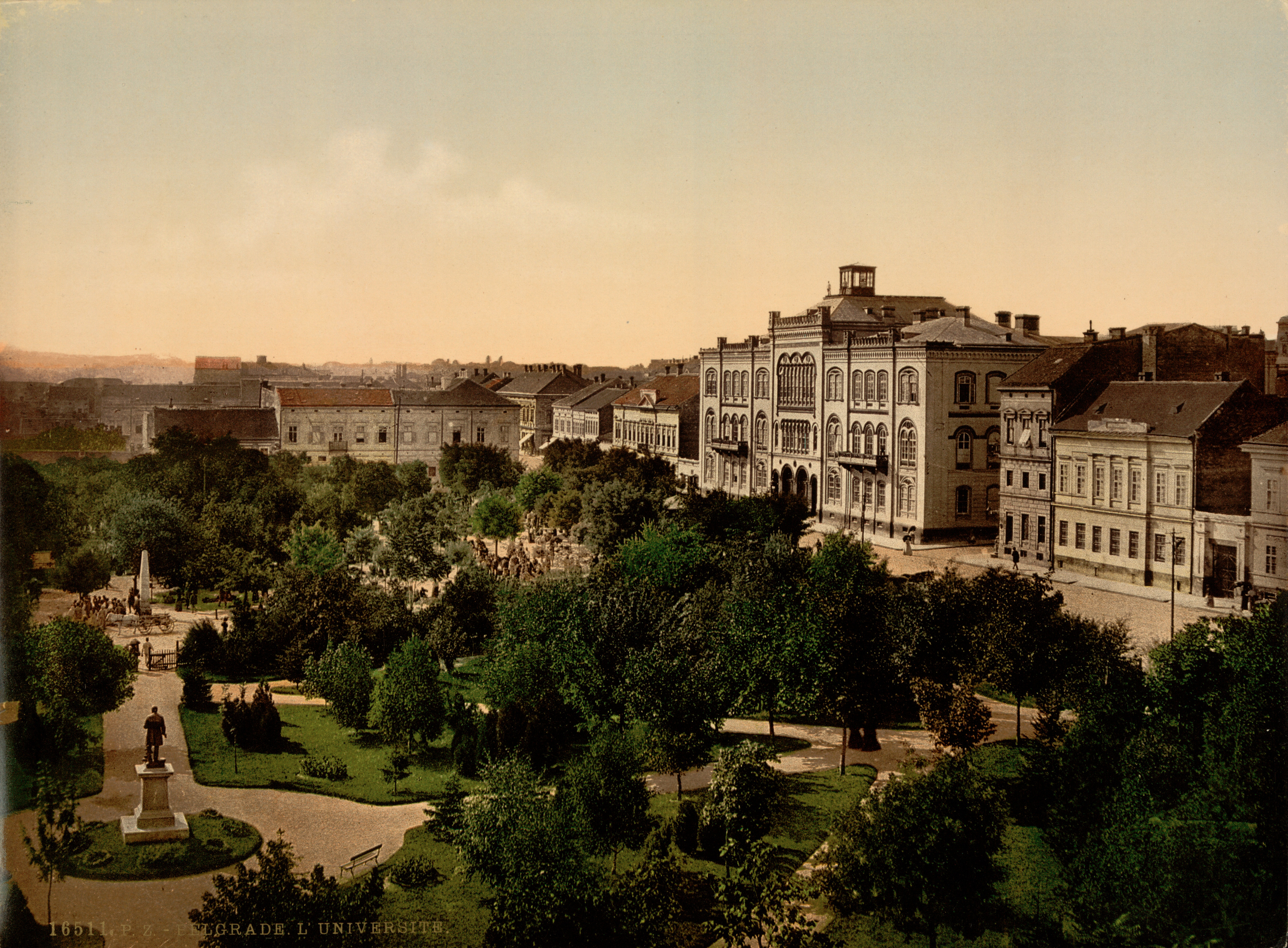
Photographie de l'Université de Belgrade en 1890.

Les débuts du système éducatif serbe remontent aux XIe et XIIe siècle, avec la création des premiers collèges catholiques à Titel et à Bač), en Voïvodine. L'éducation prit également son essor avec la fondation de nombreux monastères orthodoxes serbes, comme ceux de Sopoćani, de Studenica ou du Patriarcat de Peć. La première université de Serbie a été fondée à Belgrade en 1808, au moment de la première révolte contre les Turcs ; créée sous le nom de Haute école ou Grande école (en serbe : Велика школа et Velika škola), est le précurseur de l'actuelle université de Belgrade. En revanche, la plus ancienne faculté située à l'intérieur des frontières actuelles de la Serbie a été fondée en 1778 à Sombor, qui faisait alors partie de l'empire d'Autriche ; elle était connue sous le nom de Norma et constituait le premier collège slave de professeurs en Europe du Sud. L'actuel système éducatif serbe est régi par le Ministère serbe de l'Éducation.

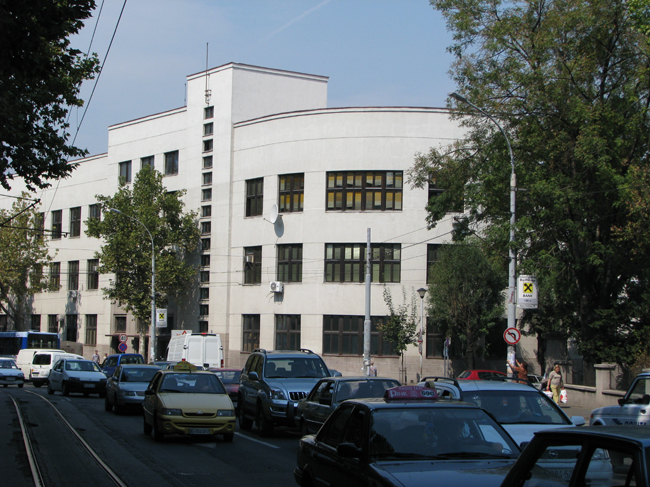
Le « Premier lycée », à Belgrade.

En Serbie, l'instruction commence à l'école maternelle à partir de 3 ans. Puis, à partir de 6 ou 7 ans, vient l’école élémentaire (en serbe : основна школа et osnovna škola), pour une durée de huit ans, école élémentaire qui, grosso modo, correspond à l'école élémentaire et au collège français (jusqu’à la fin de la quatrième). Au terme de ces huit années, une bifurcation s’opère. Certains élèves s’orientent vers le lycée (en serbe : гимназија et gimnazija), où ils suivent des études générales en quatre ans, avec un début de spécialisation entre les langues et les sciences sociales d’une part et les mathématiques et les sciences naturelles d’autre part. À l’issue des études secondaires, d’autres élèves s’orientent vers une école professionnelle (en serbe : стручна школа et stručna škola), qui tout en assurant un enseignement général offrent un enseignement plus spécialisé ; les études dans ces écoles durent elles aussi quatre ans. D’autres, enfin, entrent dans une école « vocationnelle » (en serbe : занатска школа et zanatska škola) ; les études n’y durent que trois ans et elles sont plus spécialisées, notamment dans les domaines du commerce et de l’artisanat.
Les études supérieures s’effectuent dans des écoles supérieures, dans les facultés des universités serbes ou encore dans les diverses Académies d’art. Les « écoles supérieures » (en serbe : виша школа et viša škola) proposent des études supérieures courtes, en deux ans, à peu à la manière des colleges américains. La Serbie possède plusieurs universités, parmi lesquelles on peut citer l’université de Belgrade, l’université de Niš, l’université de Kragujevac et l’université de Novi Sad. Le cursus universitaire s’est récemment adapté au processus de Bologne, qui met en place un système à trois niveaux, licence, master, doctorat. La Serbie possède également de nombreux établissements d’enseignement supérieur privés.

## Infrastructures

### Communications

#### Internet
En 2019 :
- 93,7 % des ménages possèdent un téléphone portable ;
- 73,1 % des ménages possèdent un ordinateur[169] ;
- 49 % des ménages possèdent un ordinateur portable[169] ;
- 79,6 % des ménages disposent d’un accès à internet[169] ;
- 3,8 millions d'internautes se connectent à Internet quotidiennement ;
- 70,8 % des internautes utilisent les réseaux sociaux ;
- 83,6 % des entreprises disposent d’un site Internet (en 2019)[170] ;
- 9,915 millions d’abonnements au téléphone mobile en 2010, soit un taux de pénétration estimé à 132,4 %.

La Serbie possède début 2012, 69 533 noms de domaine .rs (dont 44 374 . rs, 17 545 . co.rs, 2 986 . org.rs, 1 309 . edu.rs, 3 070 . in.rs, 41 .ac.rs, 208 .gov.rs).
Le 27 janvier 2012, le .cрб, équivalent en serbe cyrillique du .rs en serbe latin, sera accessible. La mise à jour pour passer en .cрб se fera en deux étapes, d'abord les .rs pourront passer en .cрб jusqu'au 27 juillet puis l'ouverture sera générale.

### Transports

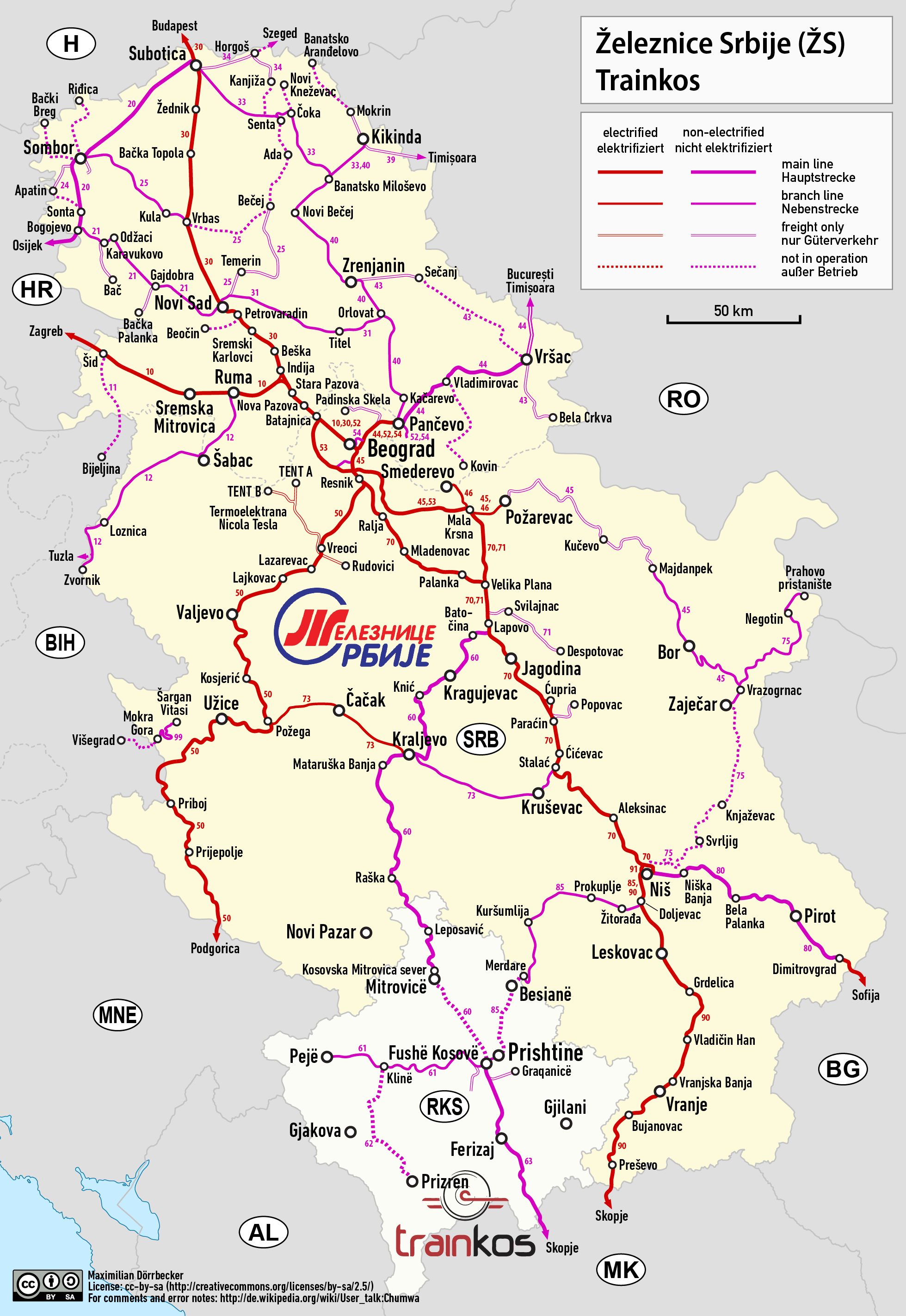
Les chemins de fer en Serbie.

En 2019, la Serbie possédait 45 220 km de routes asphaltées, auxquelles s’ajoutaient 24 860 km de routes bétonnées. Elle dispose également de 3 808 km de voies ferrées, dont 1 196 sont électrifiées (31,4 %) ; l’ensemble du réseau ferroviaire est géré par l’entreprise publique des Chemins de fer de Serbie. Le corridor privilégié pour le transport routier et ferroviaire est la vallée de la Morava, qui permet d’éviter les régions les plus montagneuses de la Serbie centrale.
Sur le plan routier, le pays est traversé par les routes européennes E65, E70, E75 et E80, ainsi que par les routes européennes secondaires E662, E761, E763, E771 et E851. Sur la plus grande partie de leur parcours, la route E70, qui, en Serbie, va de Šid à Belgrade, et la route E75, qui, en Serbie, relie Subotica à Vranje en passant par Belgrade et Niš, sont de type autoroutier. En 2018, la Serbie comptait officiellement 2 029 544 voitures, 125 761 camions et 9 268 autobus.
Le transport fluvial est également représenté en Serbie. Outre le Danube, qui parcourt 588 km en Serbie et qui relie l’Europe centrale à la mer Noire, la Save, la Morava et la Tisa, ainsi que d’autres rivières encore, sont totalement ou partiellement navigables. Parmi les voies navigables, on peut encore citer le canal Danube-Tisa-Danube, qui traverse la province autonome de Voïvodine.
La Serbie dispose en outre de trois aéroports internationaux, l’aéroport Nikola-Tesla de Belgrade, l’aéroport Constantin-le-Grand de Niš et l'aéroport de Morava de Lađevci (Kraljevo). En 2019, l’aéroport Nikola-Tesla a accueilli 6 200 000 passagers. La compagnie aérienne nationale porte le nom d'Air Serbia.